# 日産ディーゼル・スペースアロー
スペースアロー（Space Arrow）は、UDトラックス（旧・日産ディーゼル工業）が2010年まで生産していたハイデッカーの大型観光バスシリーズの総称。スーパーハイデッカーとしては、スペースウイング（Space Wing）を生産していた。
本項目では、日産ディーゼル工業の大型観光バスを一括して扱う。

## 概要
日産ディーゼル工業のバス製造部門においては、他メーカと違って自社内やグループ内に車体製造部門がなかった。そのため、日産ディーゼルと直接資本関係のない、富士重工業製（主に東日本中心）と西日本車体工業製（主に西日本中心）が存在していた。その後、日産ディーゼルが車体架装を2003年4月より西日本車体工業製に一本化させたことから、それ以来は一貫して同社で車体架装が行われていた。
その後、三菱ふそうトラック・バスよりOEM供給となり三菱ふそうバス製造製車体が架装されていた。
西日本車体工業解散時のラインナップ
- スペースウイングI:12m 西工 ネオロイヤルSD-II型
- スペースウイングA:12m MFBM
- スペースアローRA:11m 西工 ネオロイヤルC-I型
- スペースアローRA:12m 西工 ネオロイヤルC-I型
- スペースアローA:12m MFBM

なお、UDトラックスの大型観光バスは最終的にはMFBM製車体で三菱ふそうとダイムラー・トラックが共同開発した6R10エンジンを搭載したスペースウイングAとスペースアローAのみの製造となり、2011年に幕を閉じた。

## RA (RA系)
RA系は1973年、昭和48年排出ガス規制を機に、2サイクルUDエンジンの6R系からモデルチェンジにより発売した。

### RA50系
ホイールベース5.8m、全長11.4mのRA50P型と、ホイールベース6.6m、全長12mのRA50T型、ショートバージョンのホイールベース5.4m、全長11mのRA50M型が設定されていた。いずれもエアサス、冷房付きを基本としており、RA50T型は日産ディーゼル初の12mフルサイズ観光バスである。なおエンジンは直噴式のV型8気筒のRD8型で出力は280PSである。
後面のルーバーは左、中側の2枚だったが、1976年式以降は左側の1個となった。
車体は標準の富士と西工の双方が存在し、富士ではモノコックボディの13型（通称3B）で架装されている。標準床、セミデッカーでの架装例がある。またフルデッカーのR1型、R2型での架装例がある。
西工では42MC（通称カマボコ）と、53MCのE型（標準床）にて架装されている。なお53MCのS型（フルデッカー）の架装例は未確認。

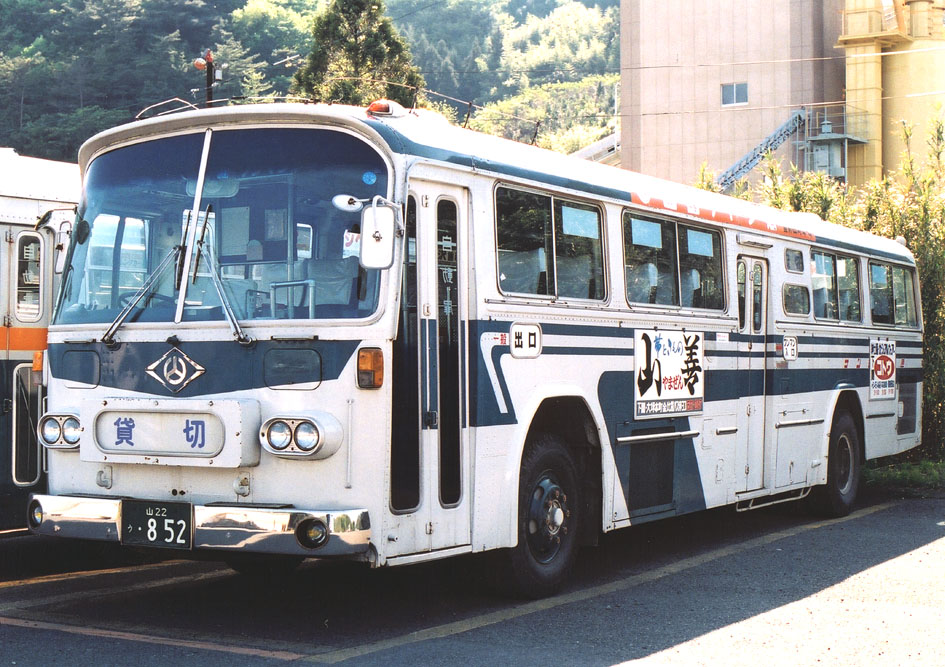
サンデン交通 RA50P 富士重工13型B
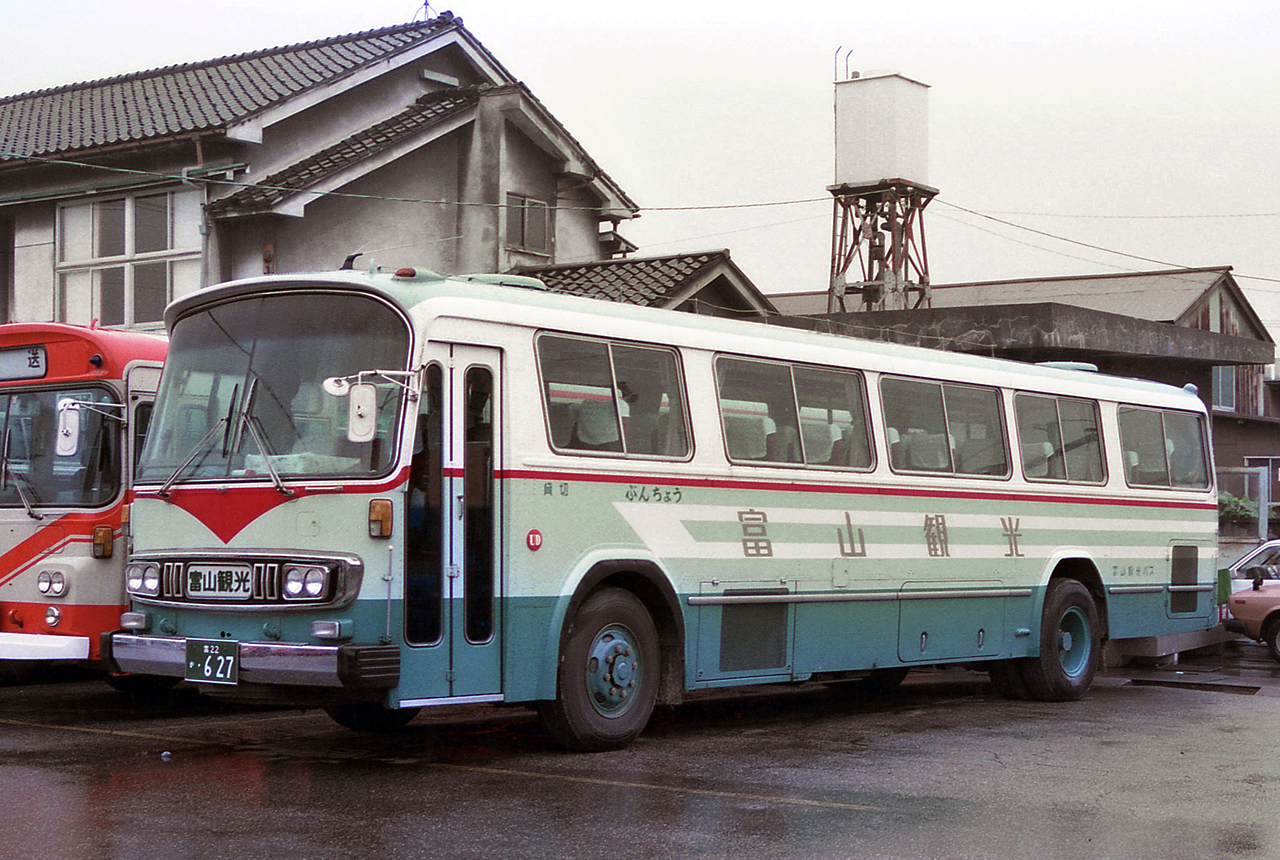
富山観光バス RA50P 富士重工13型B
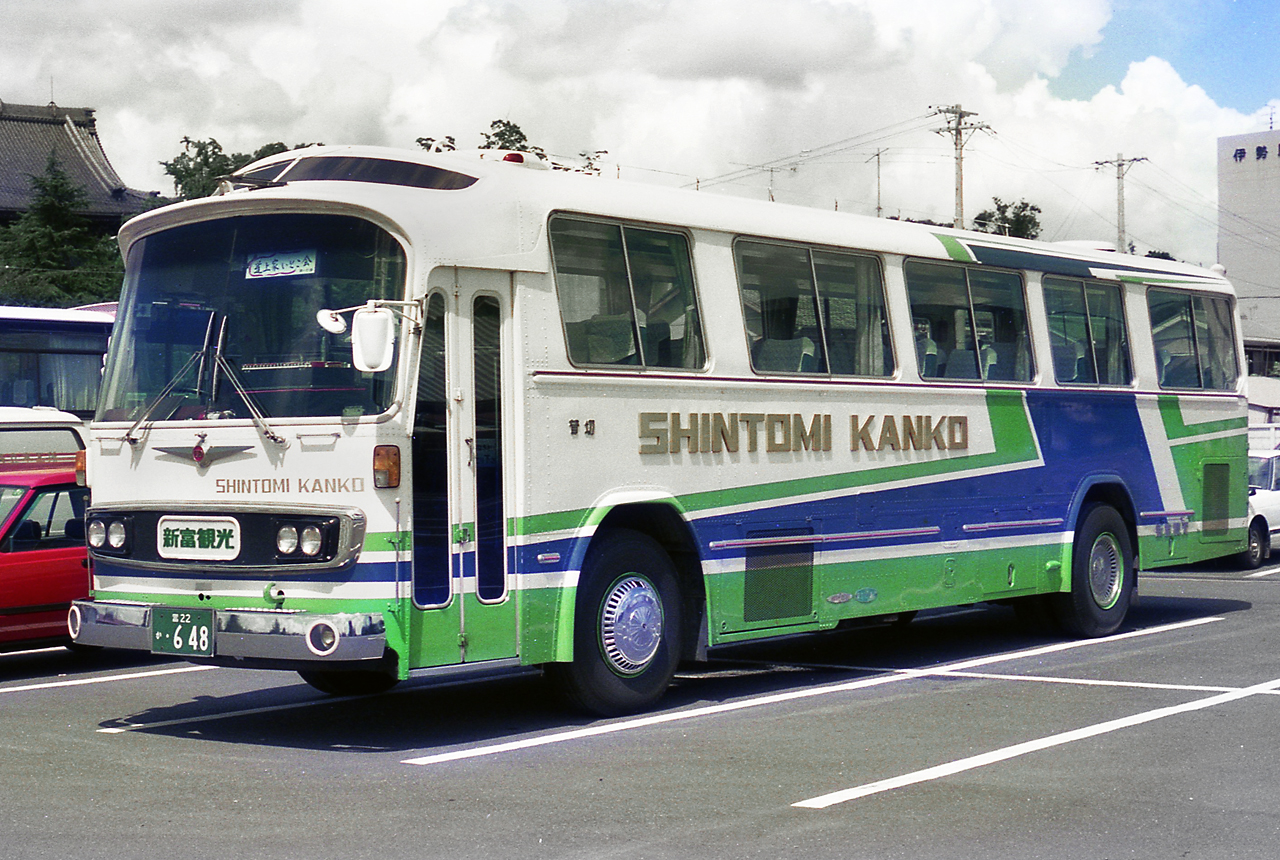
新富観光サービス RA50P 富士重工13型S
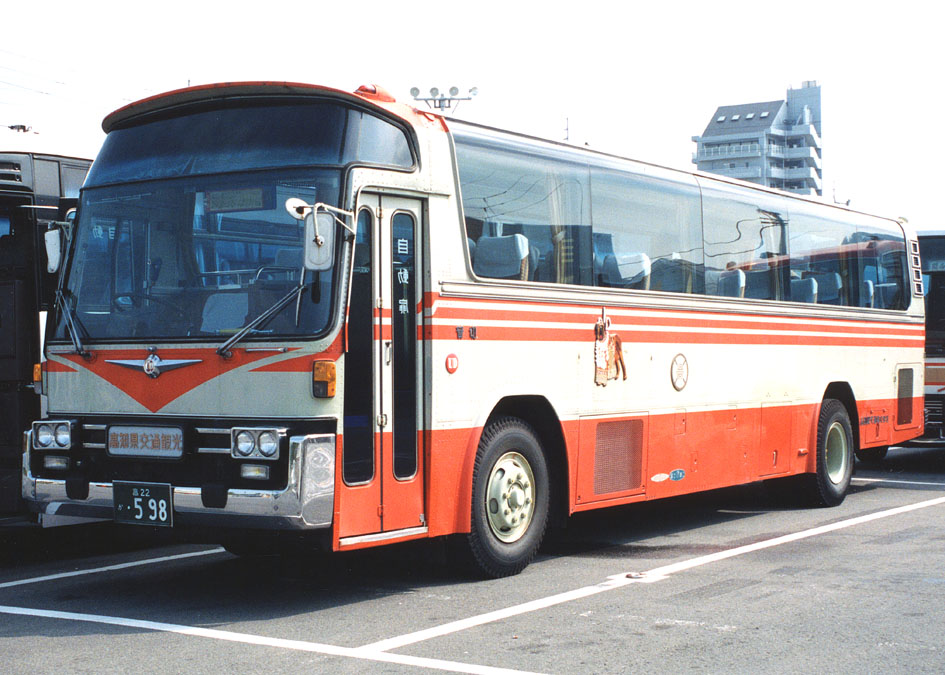
高知県交通 RA50P 富士重工13型R1

### K-RA51系
1980年に排出ガス規制に対応したK-RA51系にモデルチェンジした。ホイールベース6.65mのK-RA51T型、ホイールベース6mのK-RA51R型、ホイールベース5.4mのK-RA51M型で、エンジンは300PSに出力アップしたRD8型をそのまま搭載している。後面のルーバーは右側の逆L字型である。
車体は同じく富士、西工双方が存在する。富士ではモノコックボディの13型と、スケルトンボディの15型の双方の架装例がある。15型ではフルデッカーのR3と廉価版のR2、R1、標準床の5Bでの架装例がある。なお、15型R1の架装例はごくわずかと思われる。西工ではモノコックボディの53MC、スケルトンボディの58MCそれぞれのS型（フルデッカー）、E型（標準床）と、本格的なスケルトンボディの観光車体のC型の架装例がある。

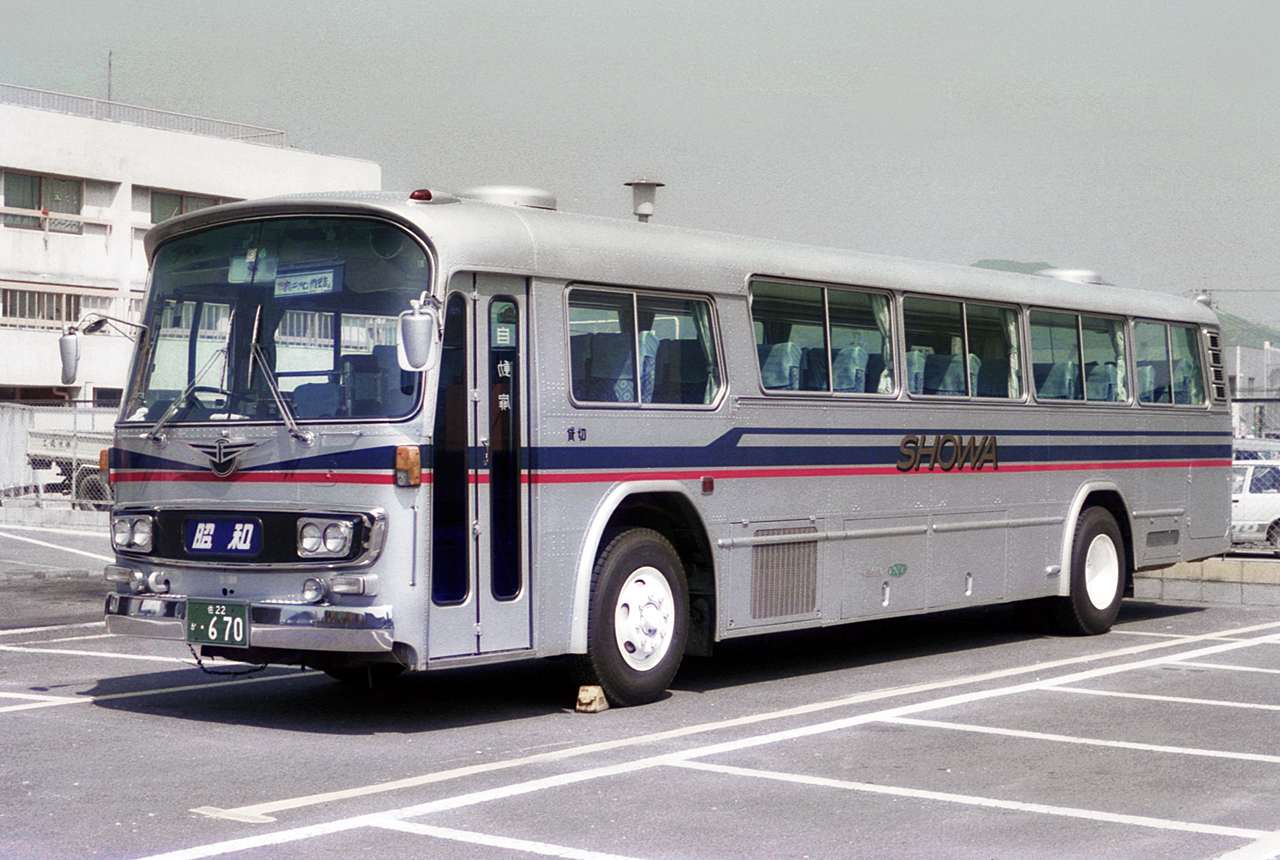
昭和自動車 K-RA51R 富士重工13型B
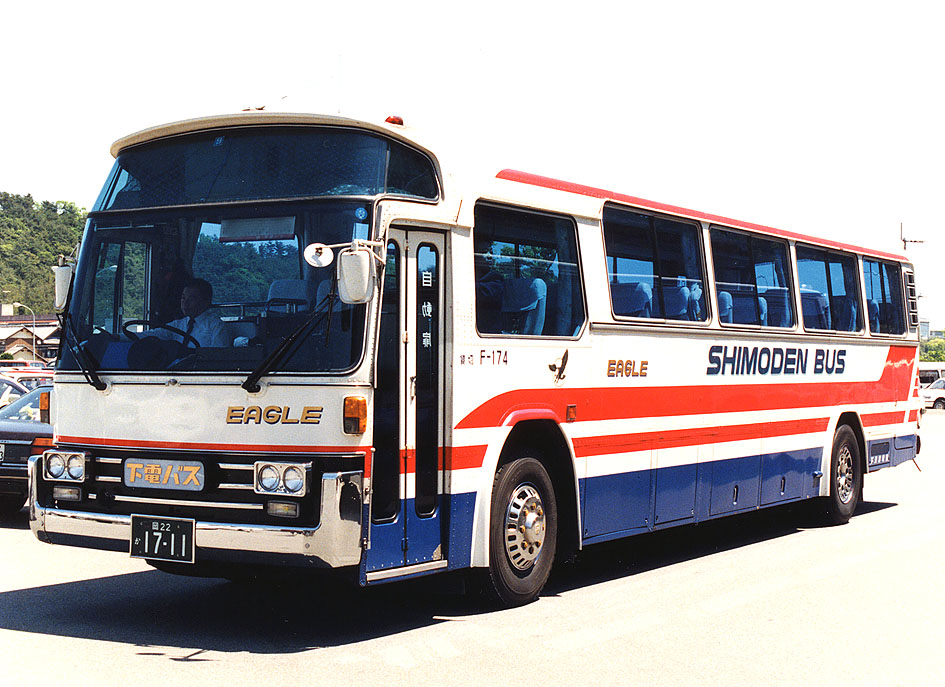
下津井電鉄 K-RA51T 富士重工13型R1
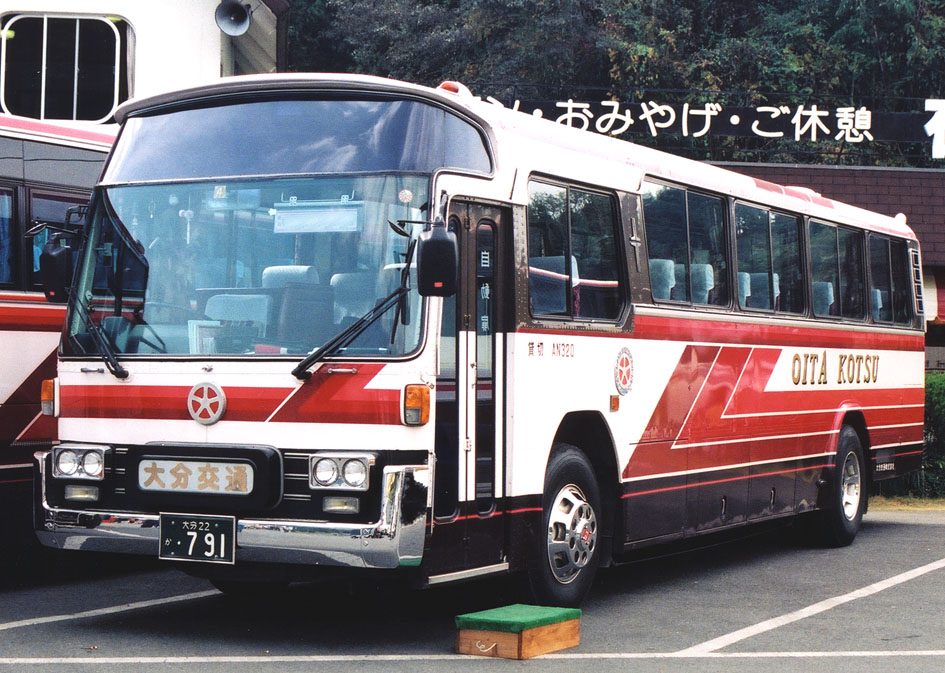
大分交通 K-RA51M 富士重工13型R1
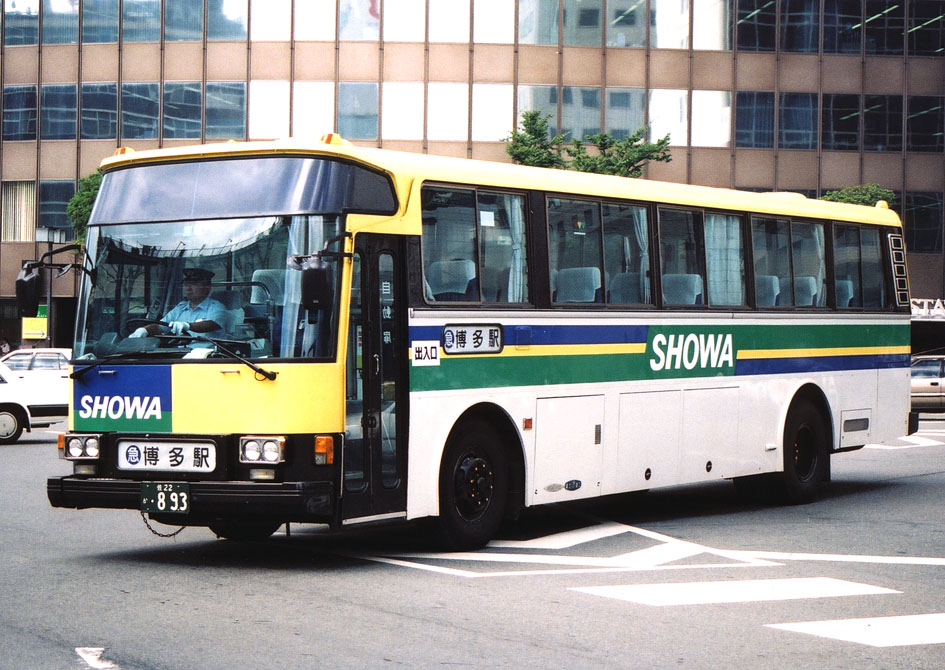
昭和自動車 K-RA51R 富士重工15型R1
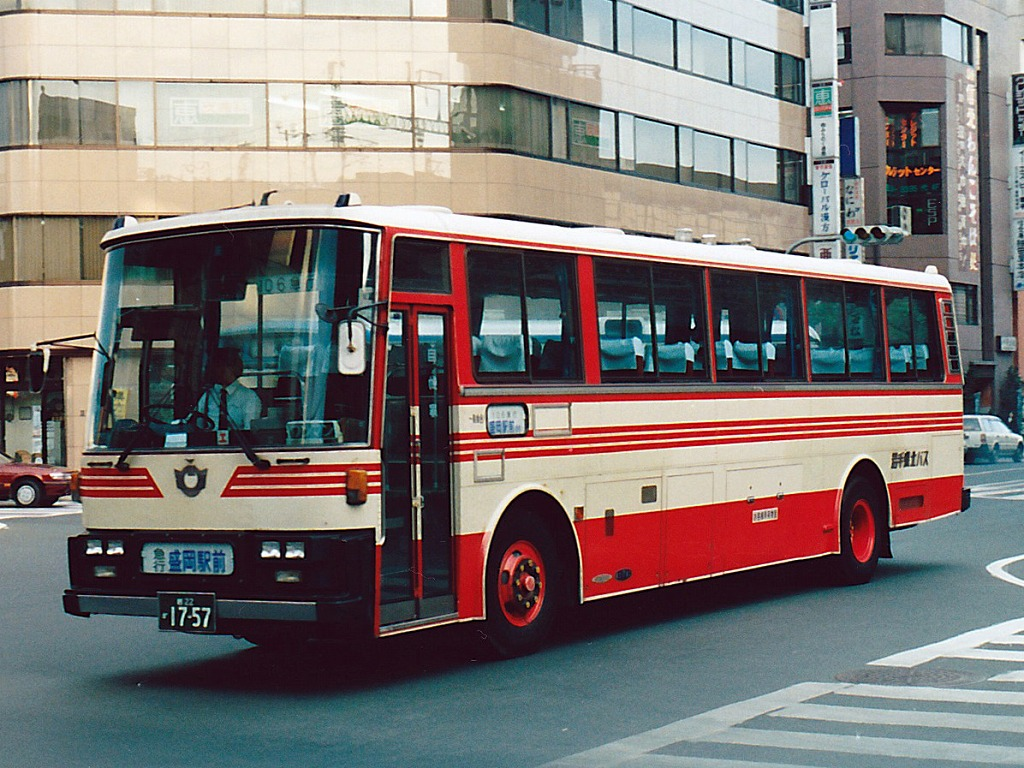
岩手県北自動車 K-RA51R 富士重工15型R2

### K-RA60S（国鉄専用型式）

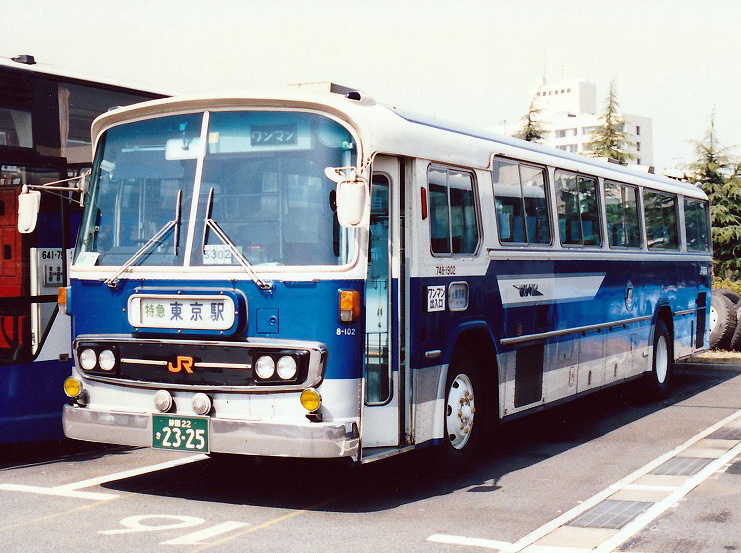
JR東海（撮影当時）　K-RA60S　富士重工13型B

1979年6月、1969年と1970年に製造された、UDV8型2サイクルV8エンジン搭載のV8RA120型の後継車として、RD10型4サイクルV型10気筒350psエンジンを搭載して製造されたのがRA60S型である。富士重工が架装する車体の基本形状はV8RA120型と同等だが、側面窓はHゴム支持の大型固定窓が開閉可能な一般的な傾斜メトロ窓に変更され、後面窓上部の屋根形状やフェンダーアーチ形状も異なっている。後面のルーバーは左側1個である。1980年12月、昭和54年排出ガス規制に適合しK-RA60S型となり、サイドフラッシャーが新設された。

### P-RA52系
1984年に昭和58年排出ガス規制に対応したP-RA52系にモデルチェンジした。ホイールベース6.5mのP-RA52T型、ホイールベース6mのP-RA52R型、ホイールベース5.5mのP-RA52M型で、エンジンは新型のRE8型（315ps）を搭載している。
車体は同じく富士、西工双方が存在する。富士ではスケルトンボディの15型での架装例がある。フルデッカーのR3と廉価版のR2、R1、標準床の5Bでの架装例がある。西工ではスケルトンボディの58MのS型、E型と、本格的なスケルトンボディの観光車体のC型の架装例がある。

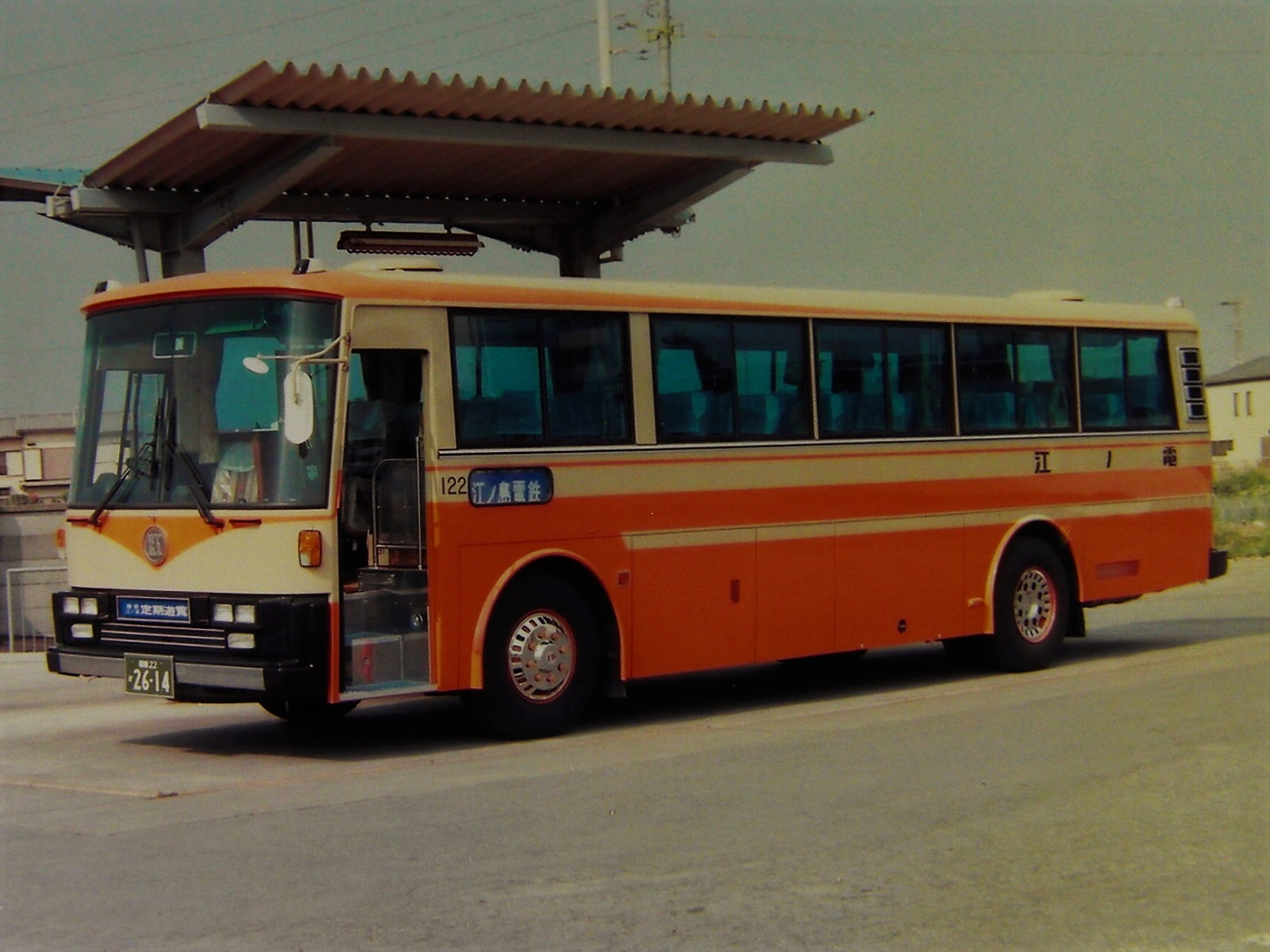
江ノ島電鉄 P-RA52M 富士重工R15型B
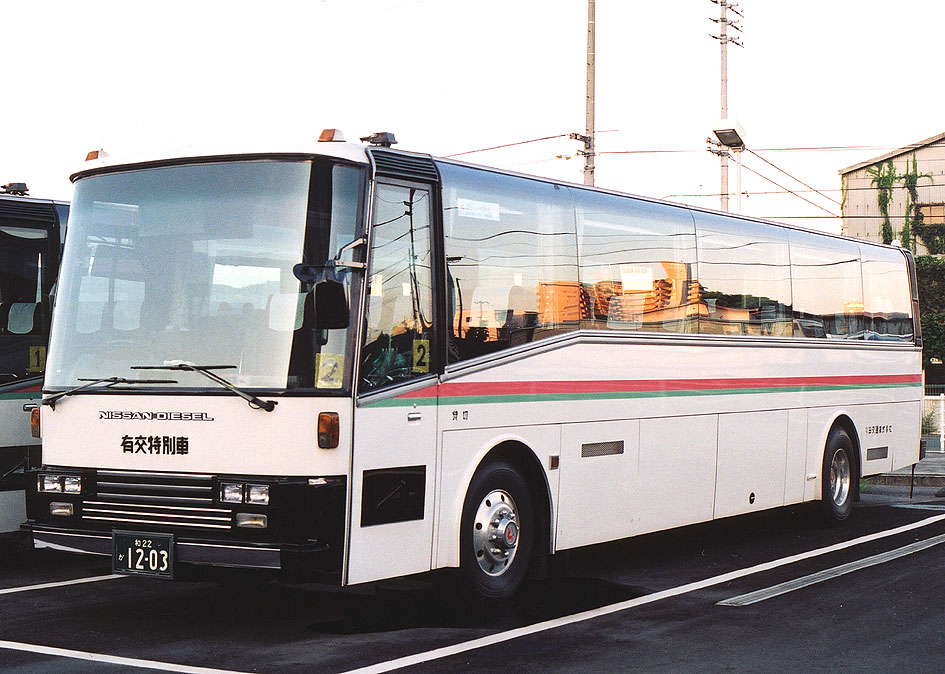
有田交通 P-RA52T 富士重工15型R3
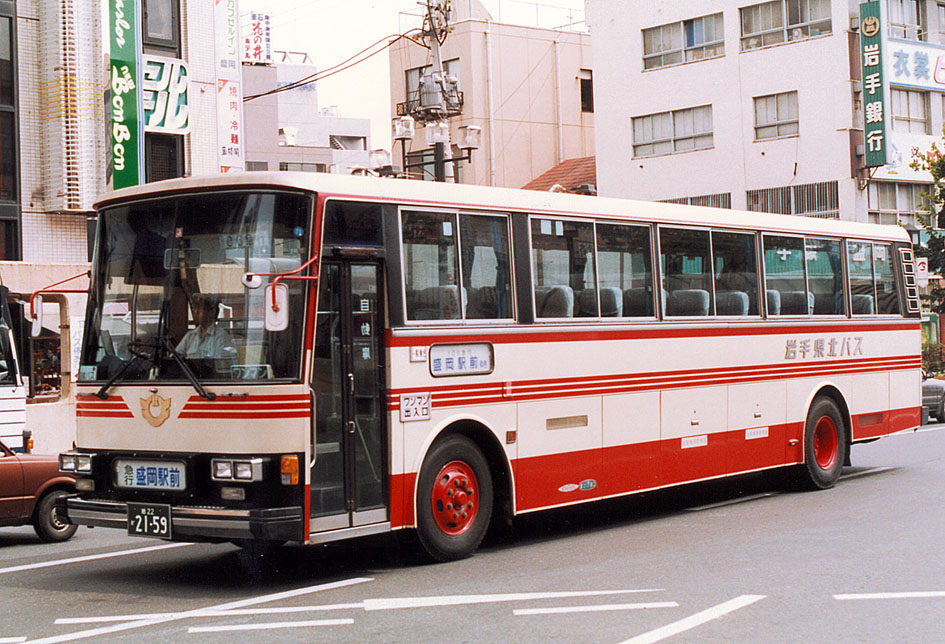
岩手県北自動車 P-RA52T 富士重工15型R2
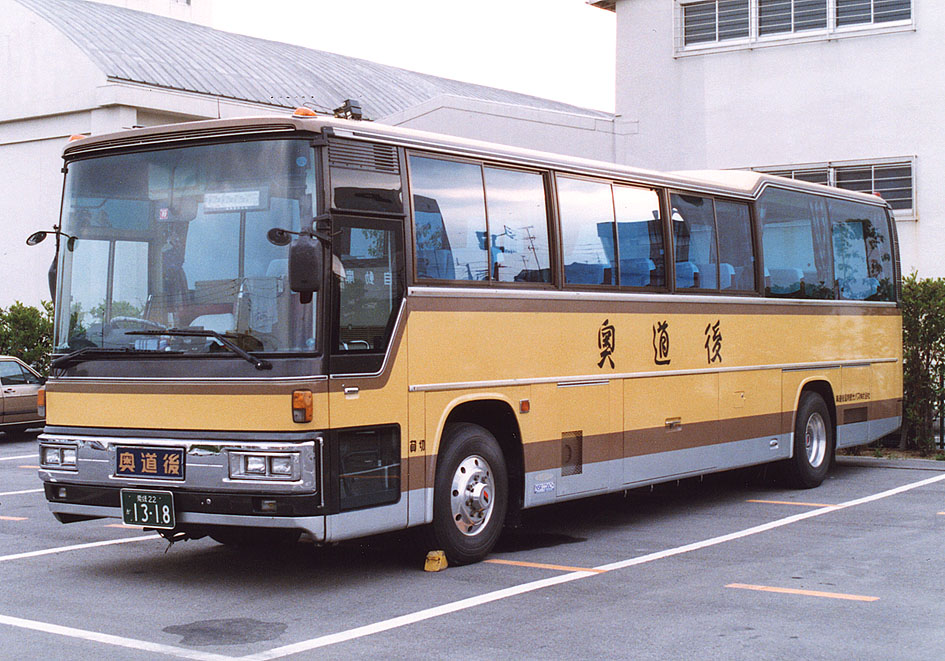
奥道後温泉観光バス P-RA52T 西日本車体工業58MC C-II

## スペースウイングI/スペースアローRA (RA系)
従来は単にRAと呼称されていたが、今回からハイデッカーにスペースアローRAの名称が付けられ、のちに発売を開始したスーパーハイデッカーはスペースウイングIの名称が付けられた。

### P-RA53系
1985年に騒音規制に対応したP-RA53系にモデルチェンジし、スペースアローRAと名付けられた。ホイールベースは前モデルのP-RA52系と同じで、ホイールベース6.5mのP-RA53T型、ホイールベース6mのP-RA53R型、ホイールベース5.5mのP-RA53N型である。エンジンは340psに出力アップした、新型のRF8型を搭載している。なおフルエアブレーキの場合は型式にAが、前輪懸架が独立懸架式の場合は型式末尾にEが付く。
車体は同じく富士、西工双方が存在する。富士ではR3型・R2型と15型HD-Iでの架装例がある。西工ではS型、E型、C型、SD-I型での架装例がある。なおSD-I型は日産ディーゼル初の2軸スーパーハイデッカーである。

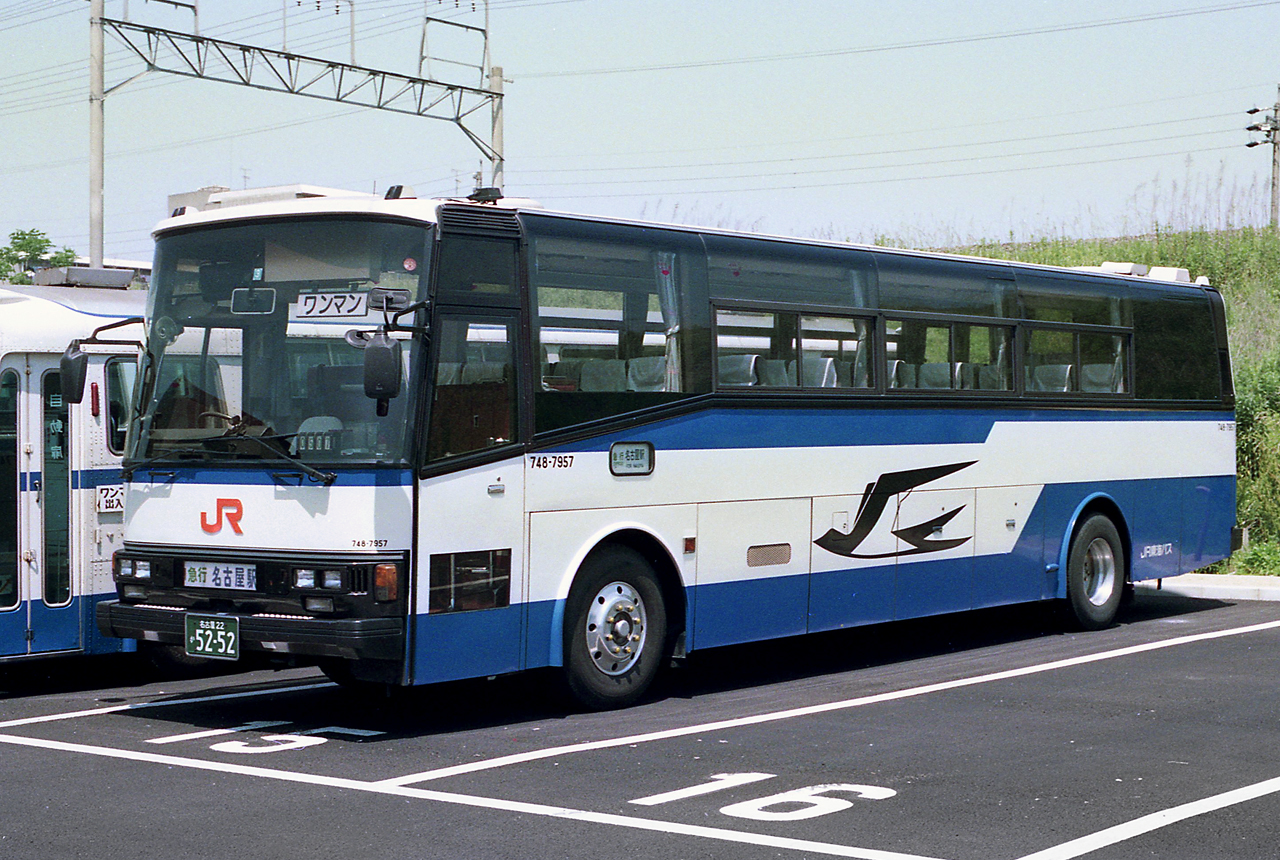
富士重工R3 P-RA53TAE JR東海バス
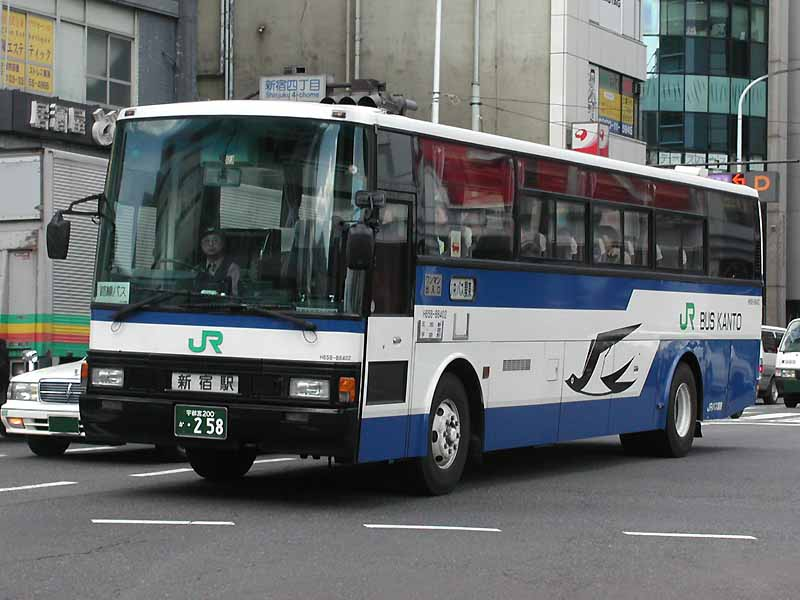
富士重工HD-I P-RA53TE JRバス関東
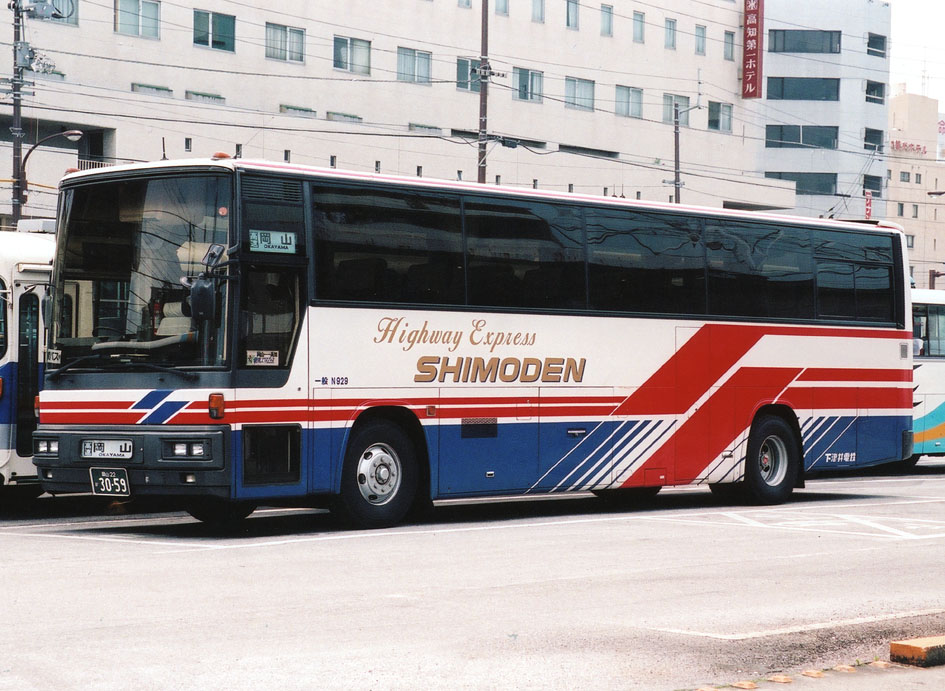
西日本車体工業SD-I P-RA53TE 下津井電鉄
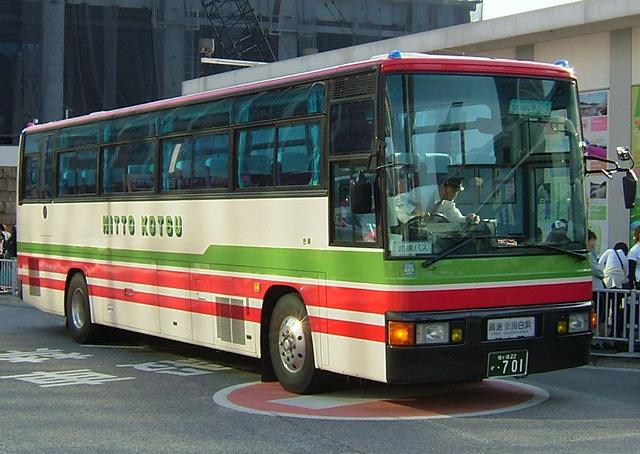
西日本車体工業SD-I P-RA53TAE 日東交通
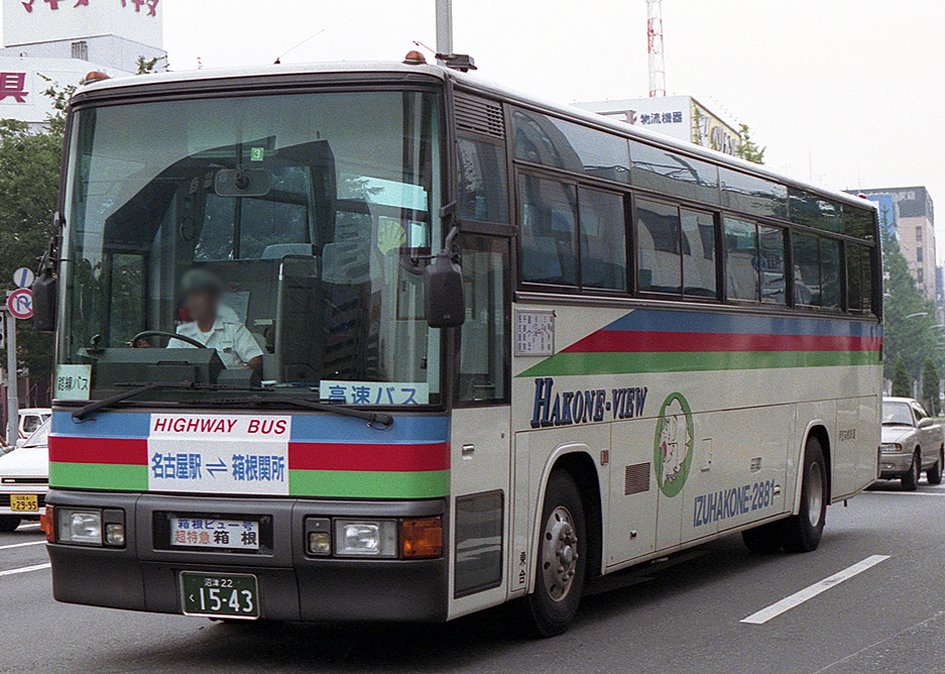
西日本車体工業SD-I P-RA53TAE 伊豆箱根鉄道

### P-RA46系
1985年に廉価版観光高速バスとして、エンジンに路線車用の直列6気筒エンジンに過給器インタークーラーを取り付けた、P-RA46系がスペースアローRAに登場する。ホイールベース6.5mのP-RA46T型と、ホイールベース6mのP-RA46R型があり、エンジンはU/UA系と共通でターボチャージャー付、垂直配置のPE6系のPE6TB型（330PS）を搭載している。
車体は同じく富士、西工双方が存在するが、P-RA52・P-RA53系が併売されていた関係もあり、実際の導入例は極めて少なく、富士ではR2型、西工ではS型が存在するのみと思われる。また、1988年にフルモデルチェンジしたUAは、本来リアアンダーフロアに6気筒エンジンを横倒しに搭載するが、高出力車を求めるニーズに応えV8が積まれた。

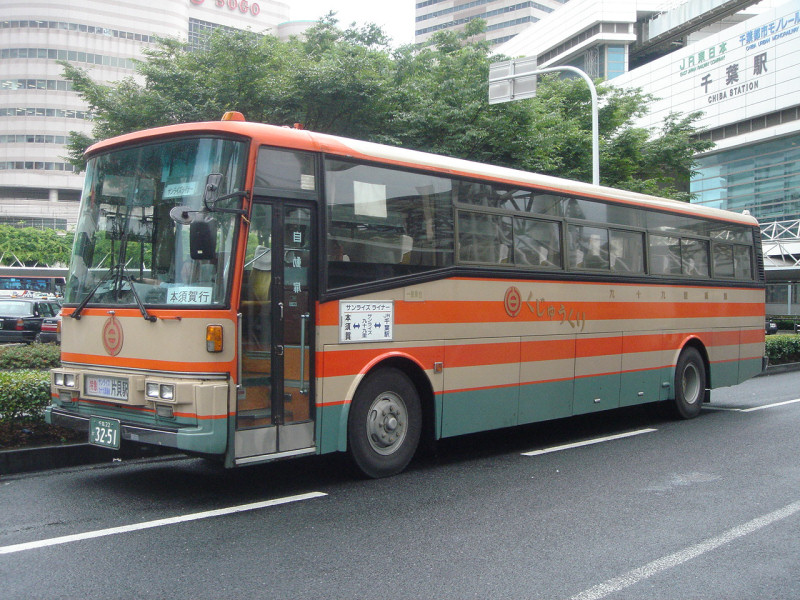
富士重工R2 P-RA46T 九十九里鉄道
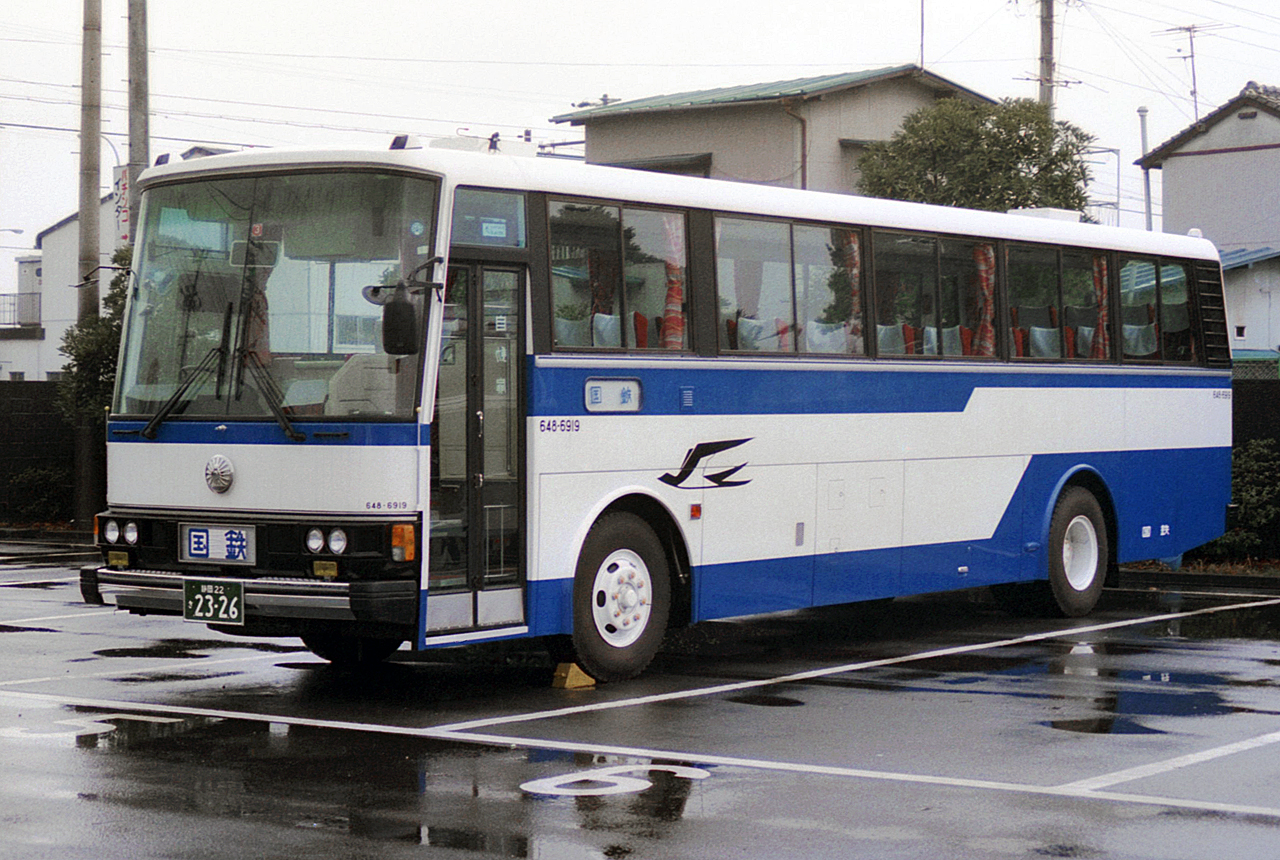
富士重工R2 P-RA46R 日本国有鉄道（撮影当時）

### U-RA520/530系

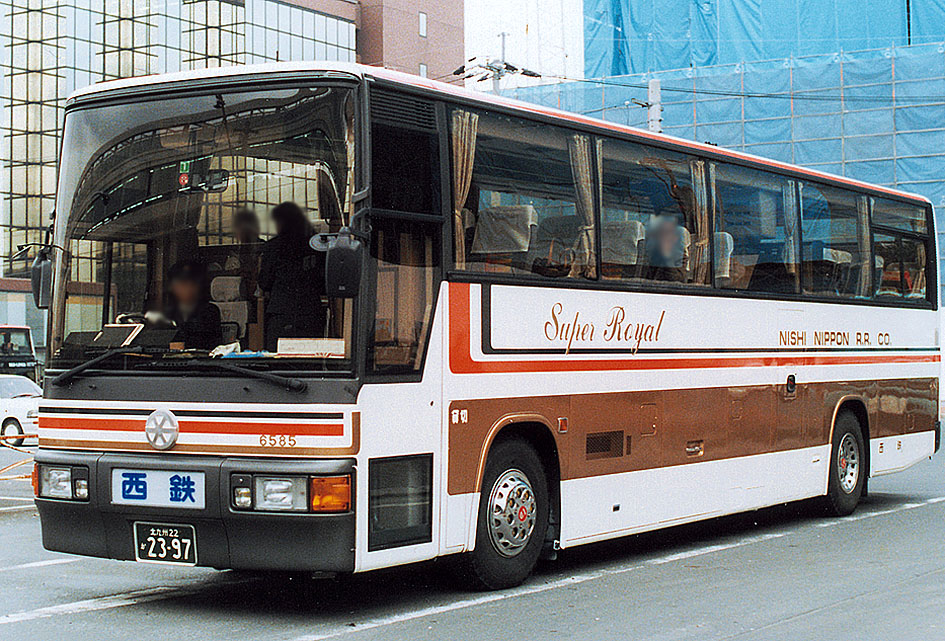
西日本車体工業58MC SD-I U-RA520TBN 西日本鉄道
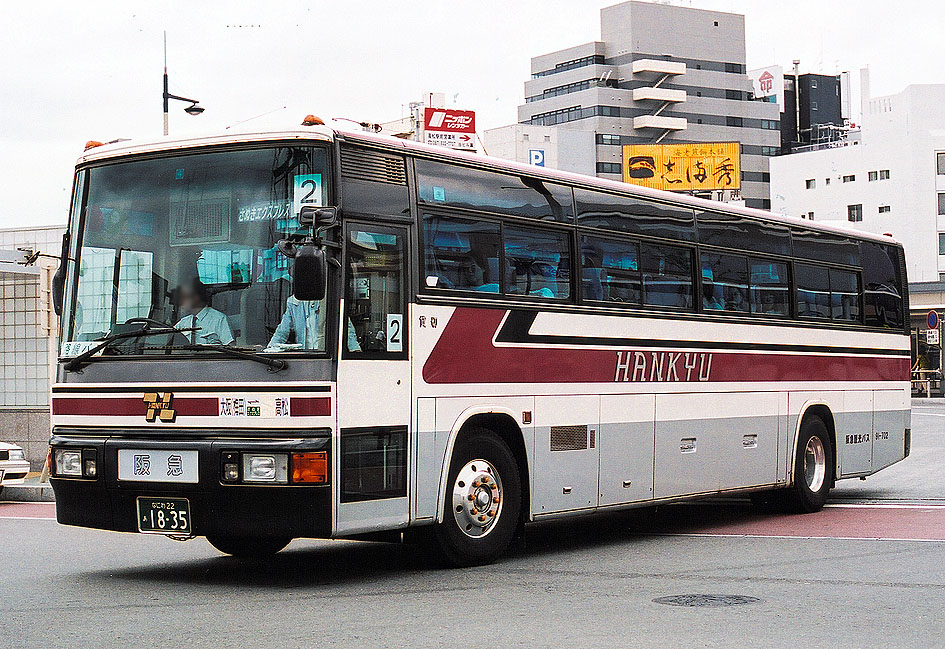
西日本車体工業58MC C-I U-RA520TBN 阪急観光バス
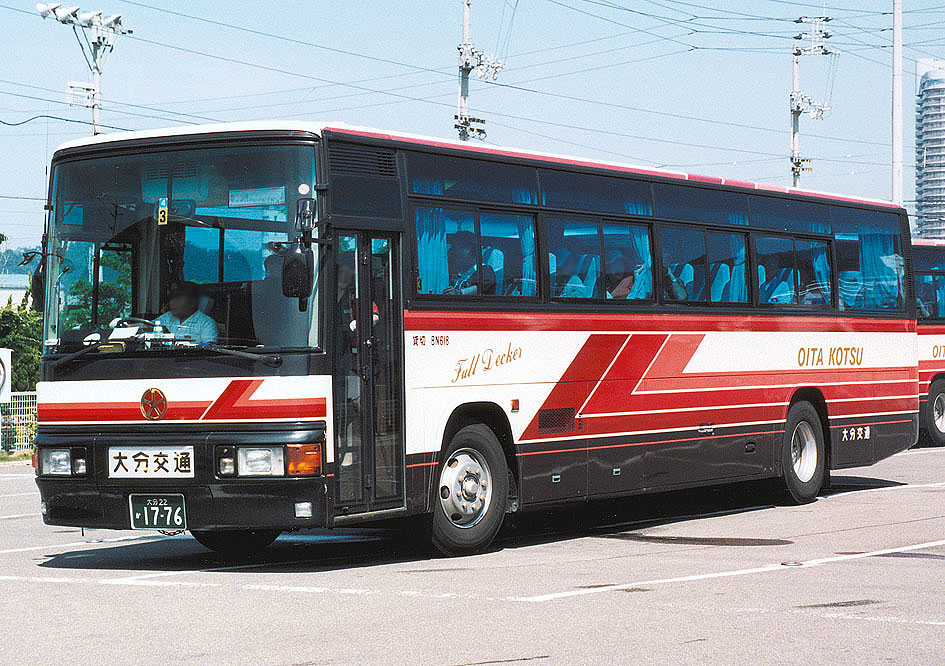
西日本車体工業58MC C-I U-RA520RBL 大分交通
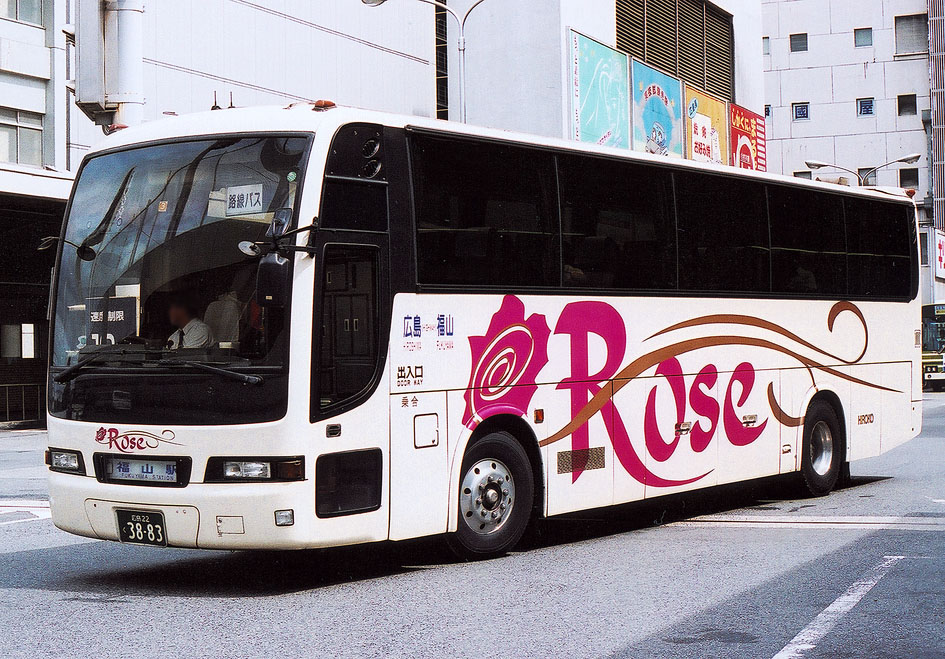
西日本車体工業92MC SD-II U-RA530RBN 広島交通
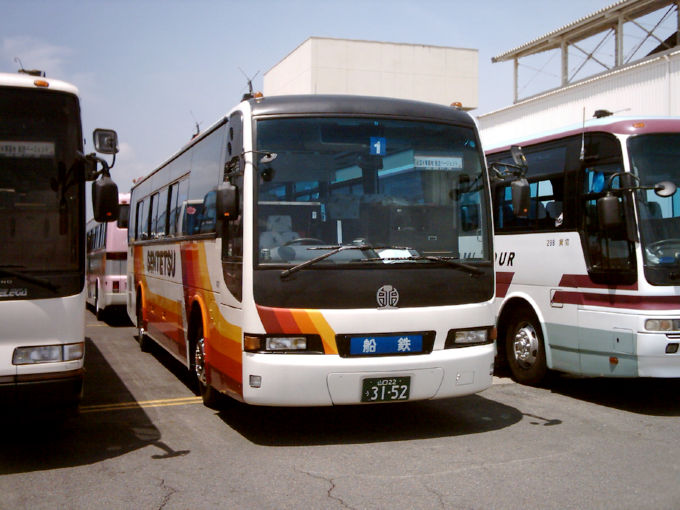
西日本車体工業92MC C-I U-RA520RBL 船木鉄道
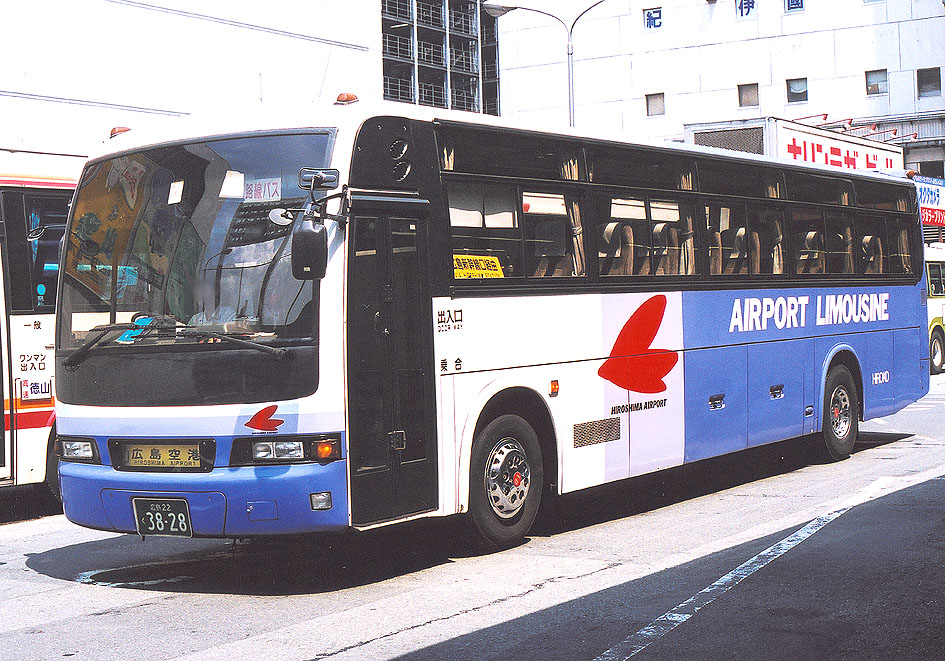
西日本車体工業92MC C-I U-RA520TBN 広島交通
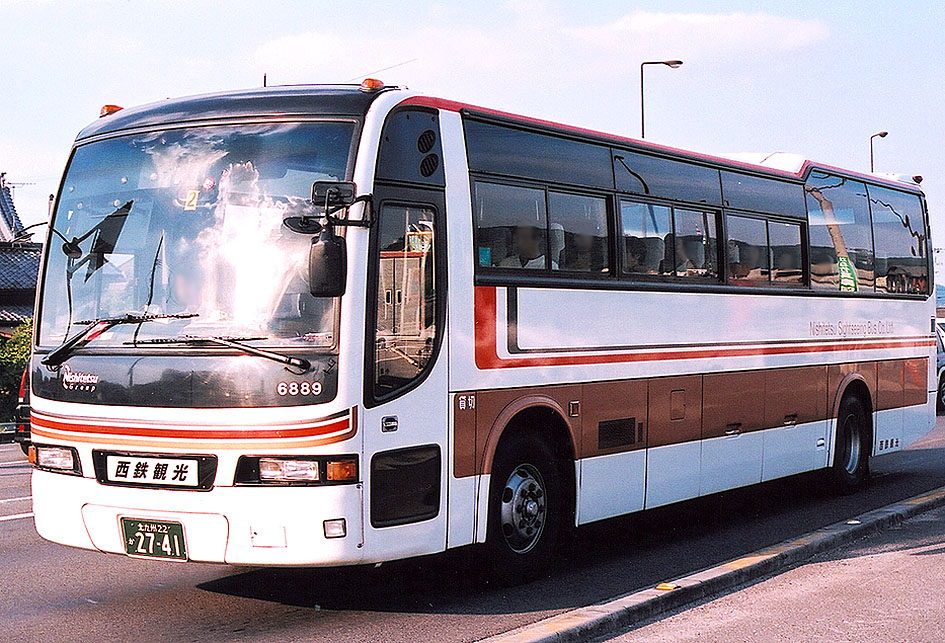
西日本車体工業92MC C-II U-RA520TBN 西鉄観光バス

1990年に強化された排出ガス規制に対応したU-RA520系にモデルチェンジした。ホイールベースはU-RA520TBN型が6.5m、U-RA520RBN型が6mである。エンジンは排出ガス規制に適合したRF8型（340ps）を継続して搭載している。フルエアブレーキの場合は型式末尾のNがMとなる。なお型式移行期に、エンジンのみ排出ガス規制に適合させたU-RA53系がごくわずか製造されている。
今回から2軸スーパーハイデッカーが日産ディーゼルから正式発売された。スペースウイングIの名称があたえられ、型式はU-RA520SBN型でホイールベースが6.3mとなる。
車体は同じく富士、西工双方が存在する。富士で15型HD-I、スーパーハイデッカボディのHD-II（U-RA520SBN型のみ）、7M（マキシオン）での架装例がある。西工ではS型、E型、C型、SD-I型での架装例がある。U-RA520SBN型の西工での架装例は未確認。
1992年にホイールベース短縮車の追加が行われた。ハイデッカの型式はU-RA520RBL型でホイールベースが6.18mとなる。そして翌年の1993年に高出力仕様の追加が行われU-RA530RBN型で、RA530系は高出力エンジンRG8型（370ps）を搭載している。なおハイデッカでRG8型（370ps）を搭載したU-RA530RBN型も存在する。フルエアブレーキの場合は型式末尾のN(L)がM(K)となる。
車体は同じく富士、西工双方が存在する。富士でスーパーハイデッカボディの7S、ハイデッカーボディの7M（マキシオン）での架装例がある。西工ではS型と92MC（ネオロイヤル）のC型、SD-II型での架装例がある。SD-II型ボディは従来エアロクィーンシャシー専用ボディであったが、92MCからスペースウイングIのシャシーにも対応した。
1993年にアンダーフロアーコクピット車（日産ディーゼルの正式名称はスペースウイングIII/SVD:スーパービューデッカ）の追加も行われ、型式はU-RA530RBU型でホイールベース6mとなる。実際の導入は少なく、後継のKC-RA550RBU型と合わせても20台以下の製造とされる。車体は富士の専用設計の7Sボディが架装されている。なお西工での架装例は存在しない。
- 富士重ボディ

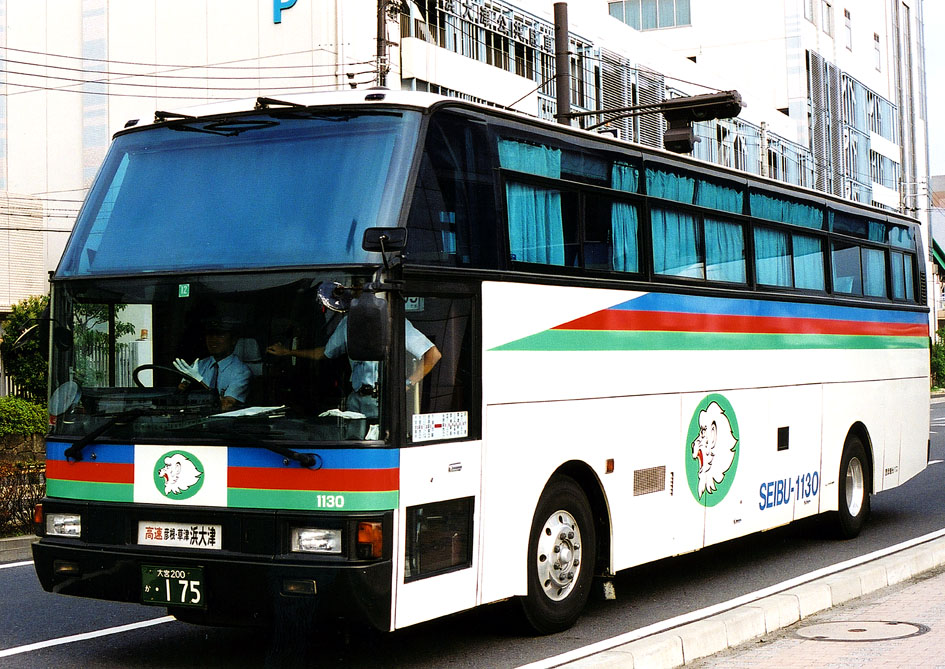
富士重工HD-II U-RA520SBN 西武バス
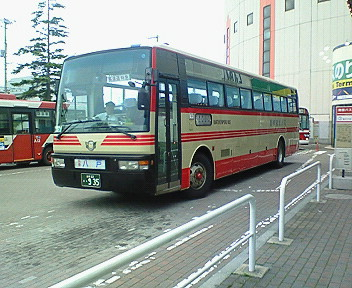
富士重工7M U-RA520TBN 岩手県北自動車
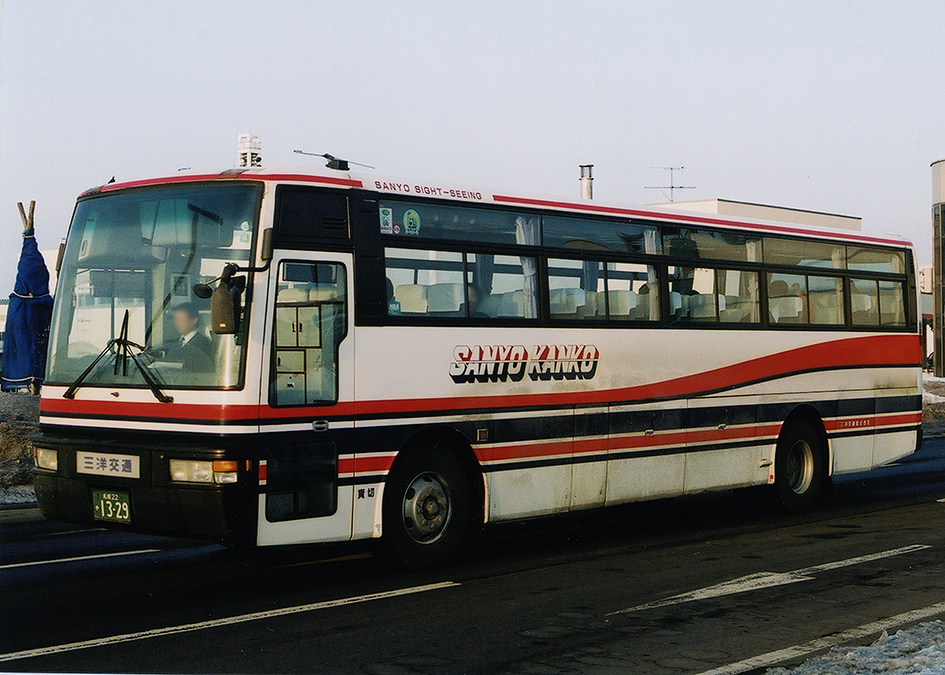
富士重工7M U-RA520RBN 三洋観光バス
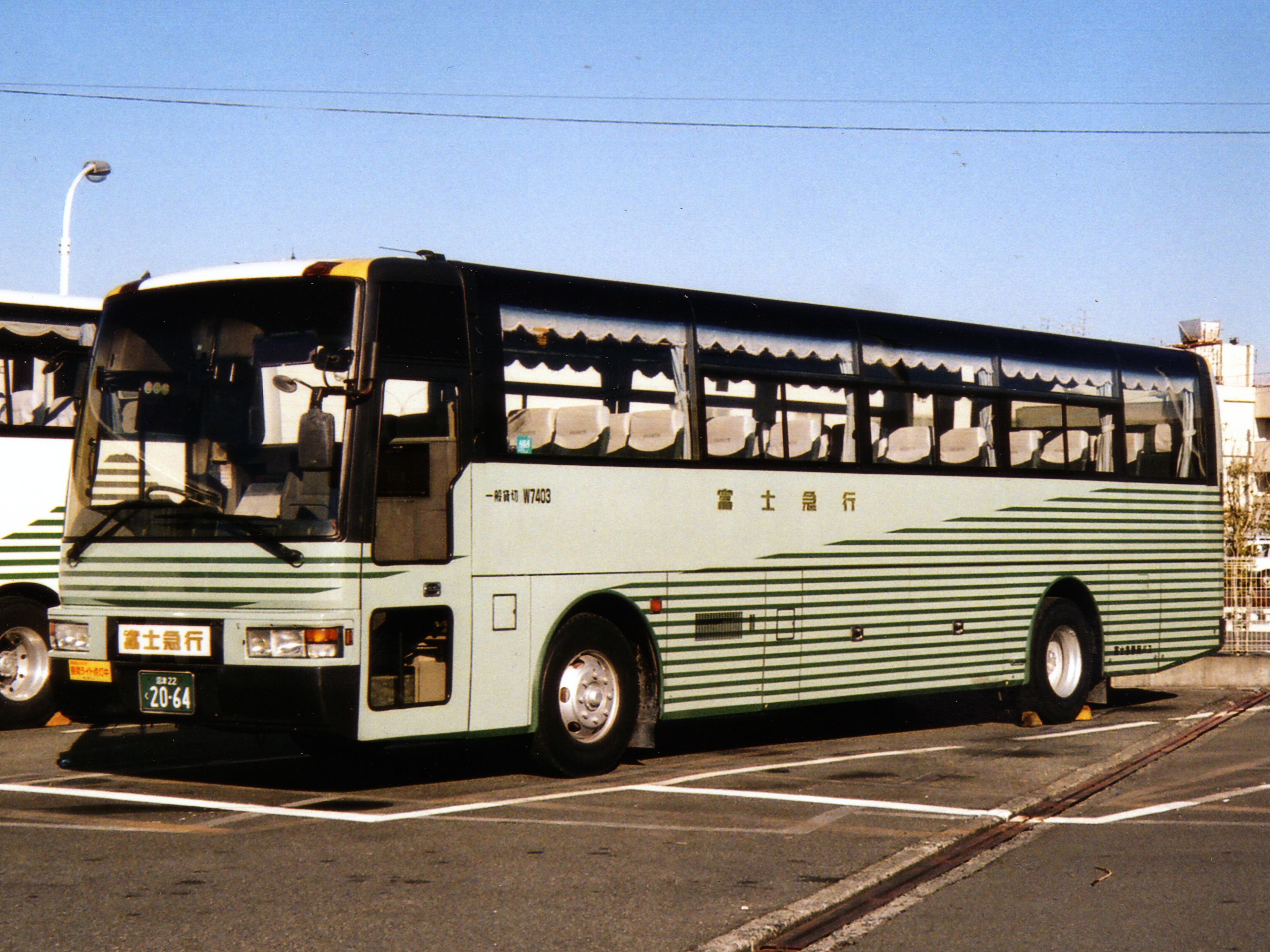
富士重工7M U-RA520RBL 富士急行（→富士急静岡バス）
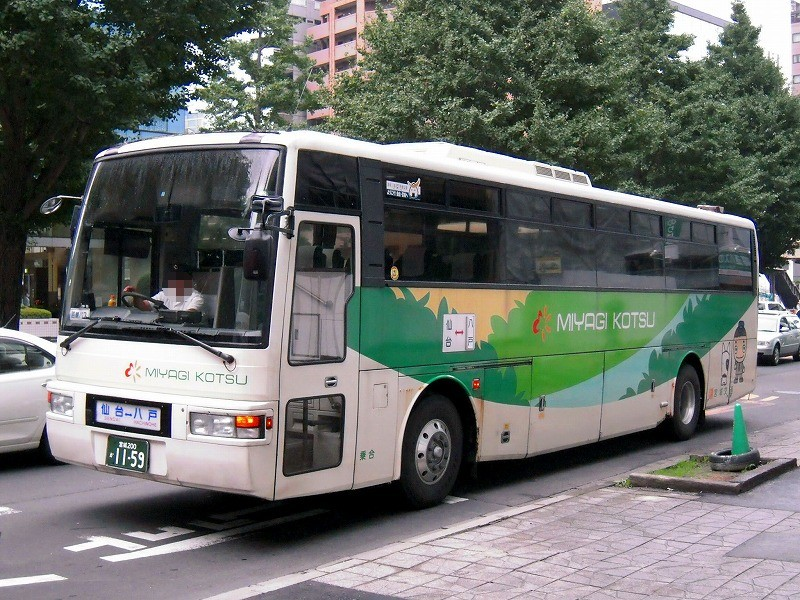
富士重工7M U-RA530RBN 宮城交通
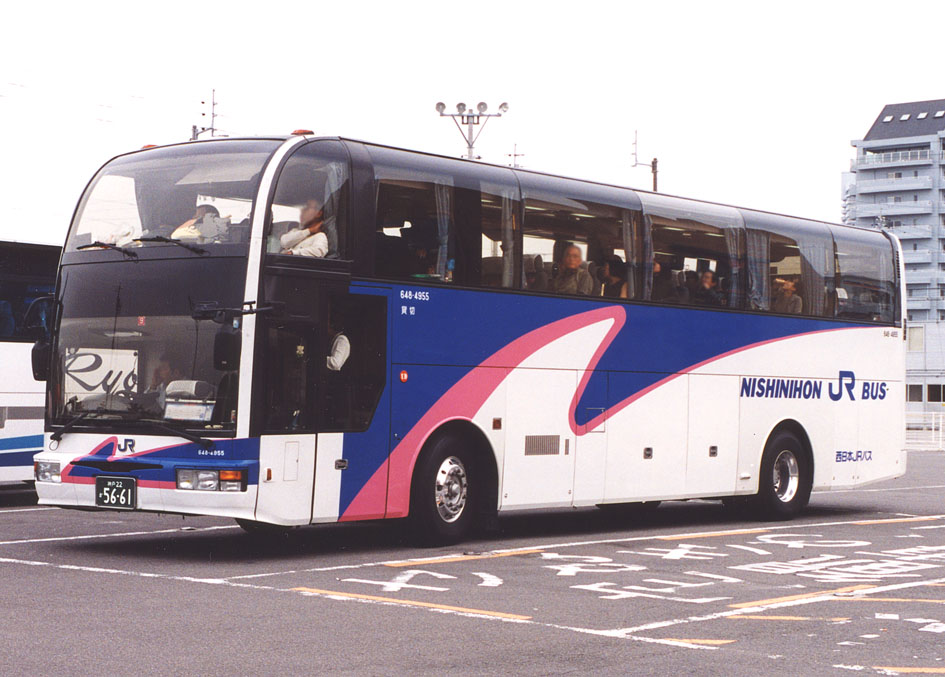
富士重工7S-SVD U-RA530RBU 西日本JRバス

- 西工ボディ

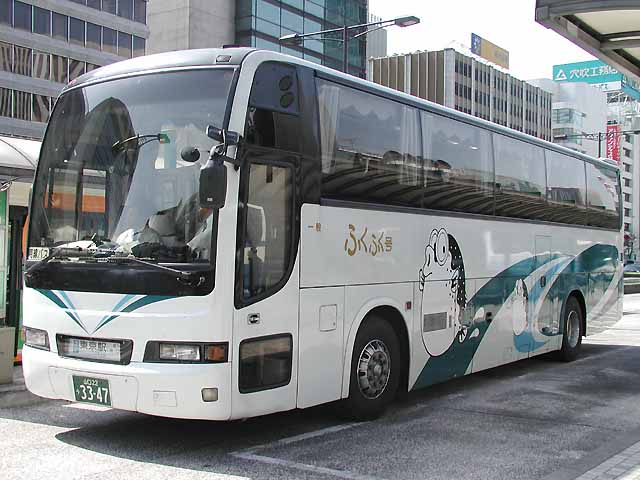
西日本車体工業58MC SD-I U-RA520TBN
西日本鉄道
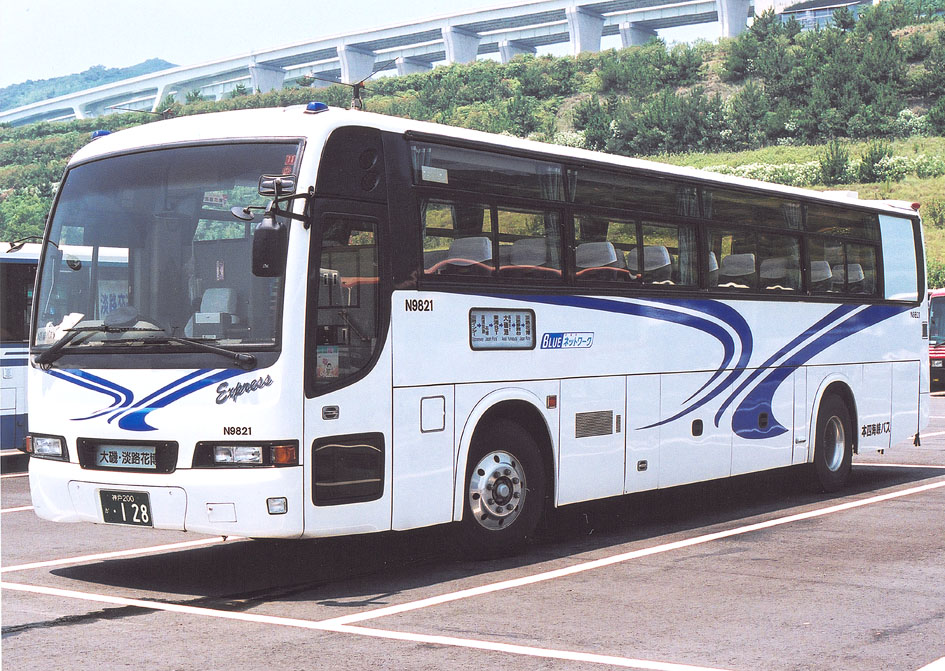
西日本車体工業58MC C-I
U-RA520TBN
阪急観光バス
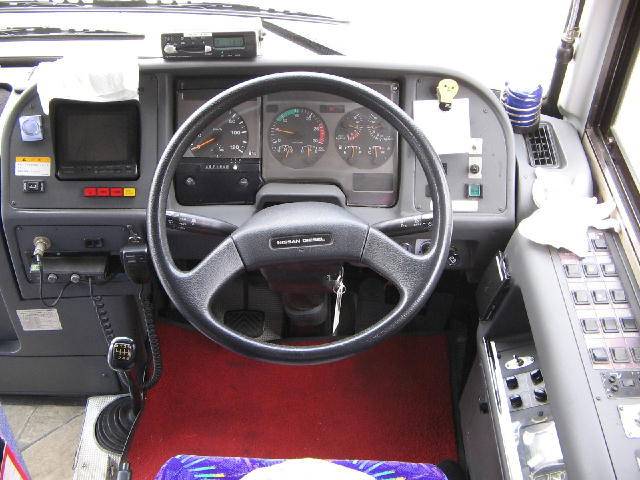
西日本車体工業58MC C-I U-RA520RBL
大分交通
- 西日本車体工業92MC SD-II
U-RA530RBN
広島交通
- 西日本車体工業92MC C-I
U-RA520RBL
船木鉄道
- 西日本車体工業92MC C-I
U-RA520TBN
広島交通
- 西日本車体工業92MC C-II
U-RA520TBN
西鉄観光バス

### KC-RA531/550系
1995年に強化された排出ガス規制の「短期規制」に対応したKC-RA531・550系にモデルチェンジした。標準出力のRA531系のホイールベースはKC-RA531RBN型が6.18m、KC-RA531MBN型が5.43mである。高出力エンジンを搭載したRA550系のホイールベースはKC-RA550RBN型6.18mの1種類のみと思われる。エンジンは標準出力のRA531系がRG8型 (350ps) 、高出力のRA550系がRH8型 (400ps) を搭載している。スーパーハイデッカーのスペースウイングI、ハイデッカーのスペースアローRAの双方で標準出力のRA531系、高出力のRA550系それぞれの架装例が存在する。アンダーフロアーコクピット車（SVD:スーパービューデッカ）は、型式がKC-RA550RBU型でホイールベース6.05mとなる。実際の導入は少なくわずかの製造と思われる。
車体は同じく富士、西工双方が存在する。富士でスーパーハイデッカボディの7S、ハイデッカボディの7M（マキシオン）での架装例があり、後部のデザインが変更されて尾灯の位置が低くなった。西工ではS型と92MC（ネオロイヤル）のC型、SD-II型での架装例があるが、アンダーフロアコクピット車（SVD:スーパービューデッカ「スペースウイングIII」）は架装されていない。
- 富士重ボディ

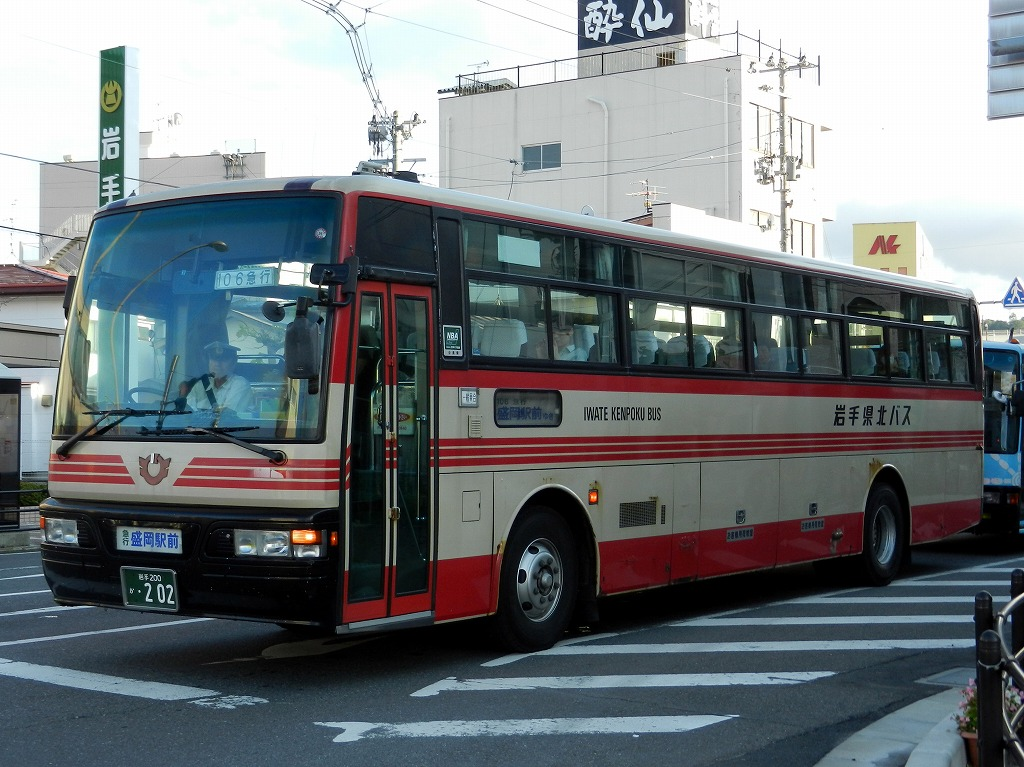
富士重工7M KC-RA531RBN 岩手県北自動車
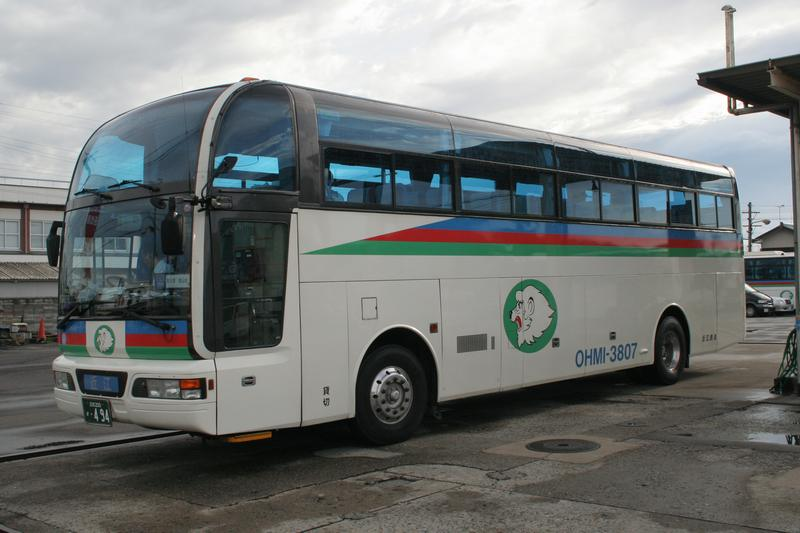
富士重工7S KC-RA531RBN改 近江鉄道
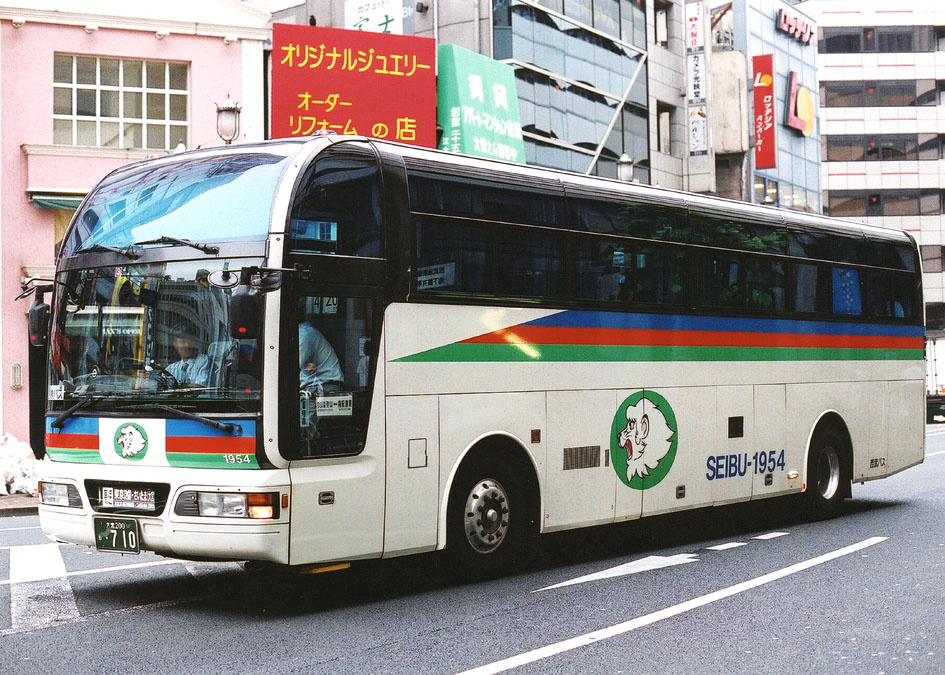
富士重工7S KC-RA550RBN 西武バス 普通の7Sより100mm車高が低い
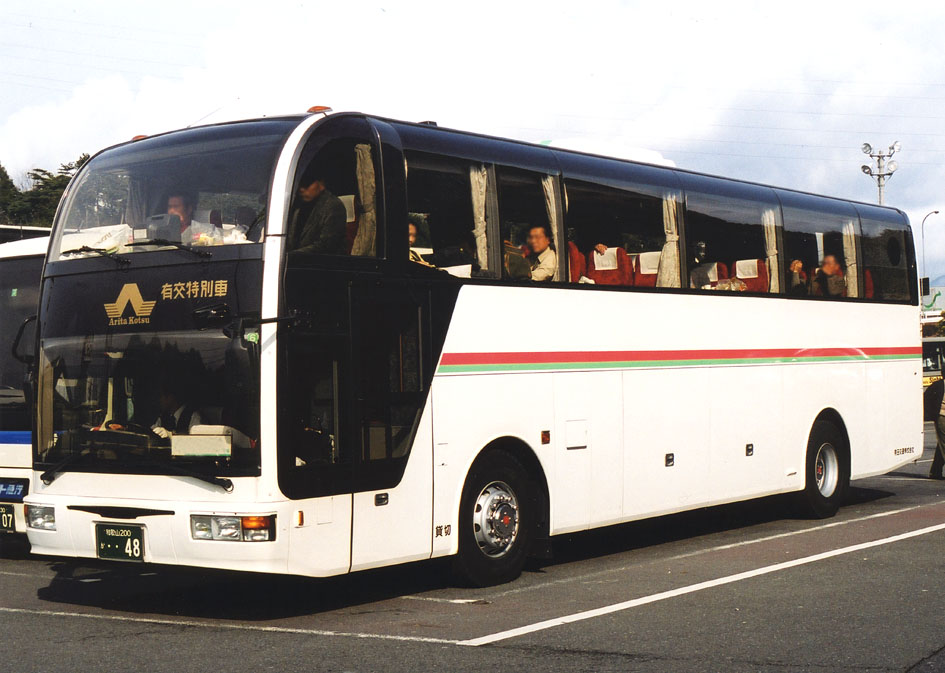
富士重工7S-SVD KC-RA550RBU 有田交通

- 西工ボディ

- 西工SD-II(92MC)
KC-RA550RBN
サンデン交通
- 西工C-I(98MC)
KC-RA531RBN
本四海峡バス
- 運転席
西工C-II(92MC)
KC-RA531RBN
西日本鉄道

### KL-RA552RBN
2000年6月に「長期規制」に対応したKL-RA552RBN型にモデルチェンジした。ホイールベースの設定は6.18m（R尺）、5.43m（M尺）の2種類があるが同一型式となり、5.43m（M尺）は改造扱いとなる。
エンジンは全車種RH8系を搭載し、出力の違いにかかわらず同一型式となる。エンジンチューニングの違いにより、高出力がRH8F型で430ps、標準出力がRH8E型で360psとなる。西工SD-I型架装車はハイデッカー扱い（改造扱い）のため、標準出力のスーパーハイデッカーが設定されている。ミッションは6速MTだが、今回よりフィンガーコントロールトランスミッション (FCT) のみの設定となりロッド式は廃止された。
車体は富士、西工双方が存在するが、富士が2003年3月でバス車体架装事業から撤退したため、以降は西工製のみとなる。富士ではKL-RA552RBN型に合わせて車体をモデルチェンジしたR21型で、ハイデッカの1M（21型M）、スーパーハイデッカの1S（21型S）での架装となる。
西工ではS型とC型、SD-I型、SD-II型での架装となる。2002年に西工の標準車体化に合わせて、C型、SD-I型、SD-II型のマイナーチェンジが行われ、ヘッドランプまわりが変更された02MC型での架装となる。
- 富士重ボディ

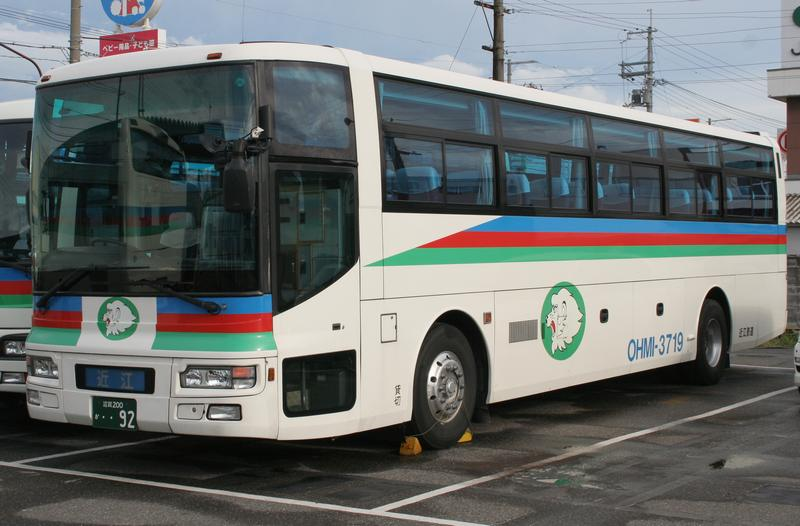
富士重工1M KL-RA552RBN 近江鉄道
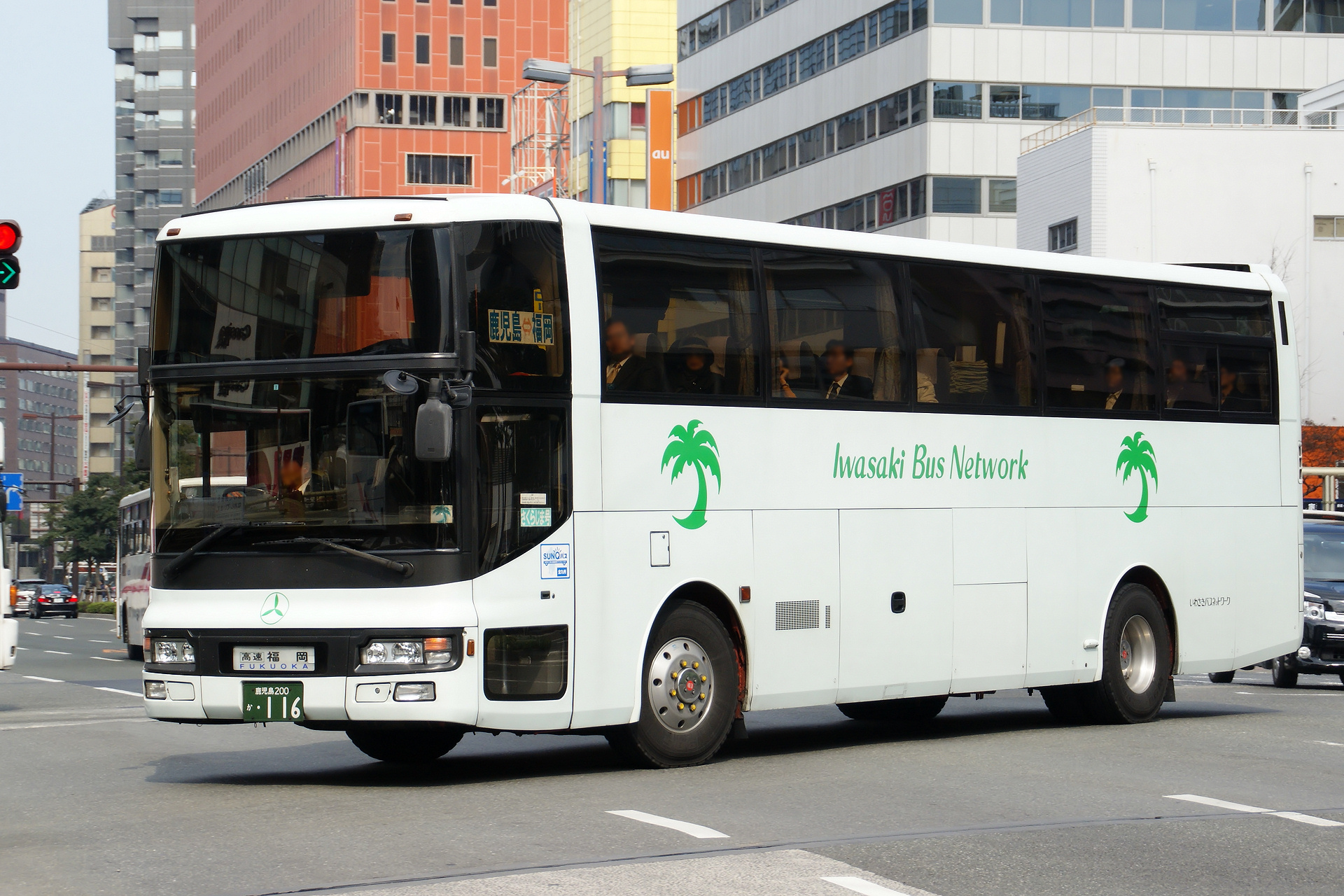
富士重工1S KL-RA552RBN いわさきバスネットワーク
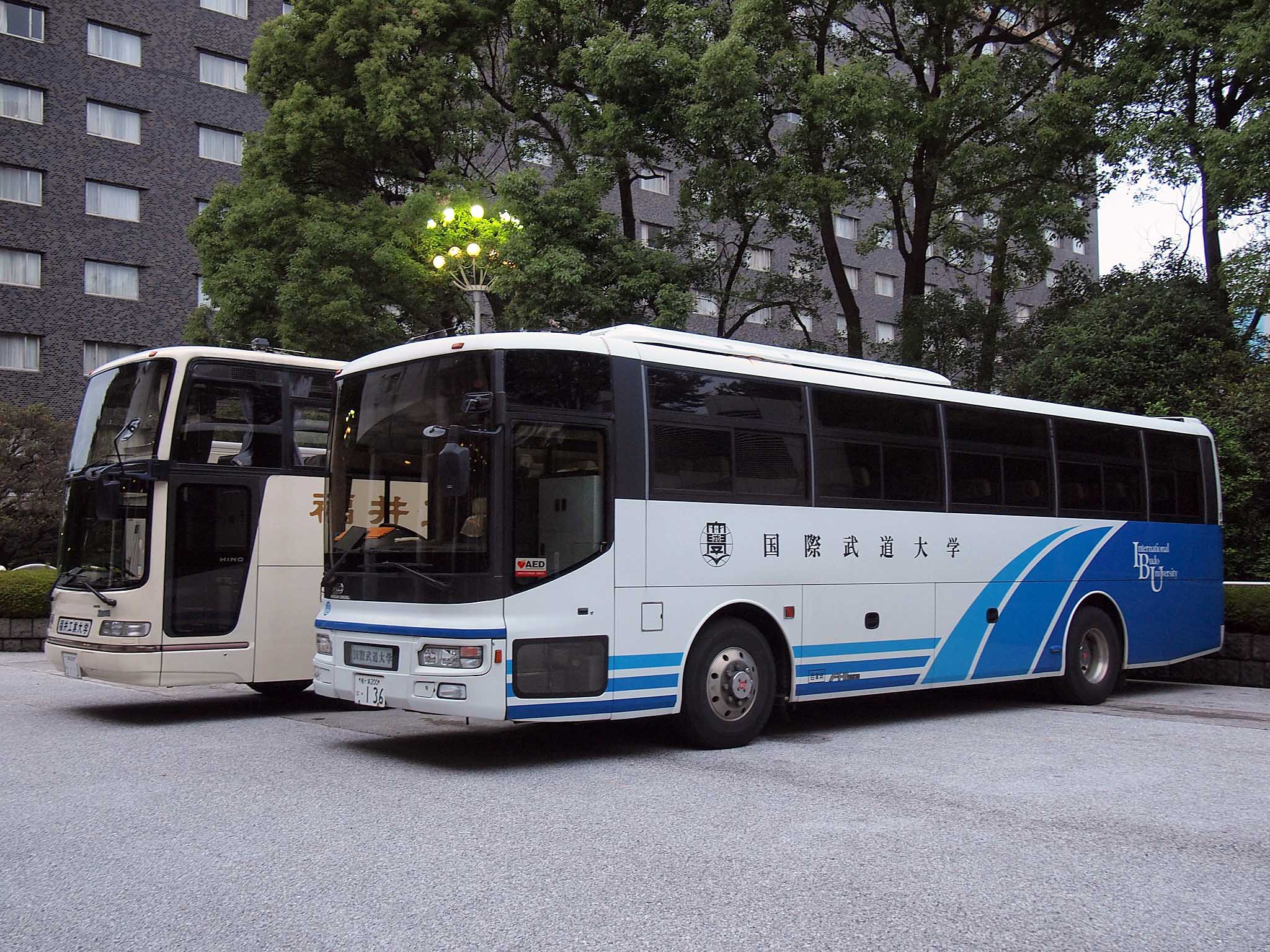
富士重工1M KL-RA552RBN改 国際武道大学

- 西工ボディ

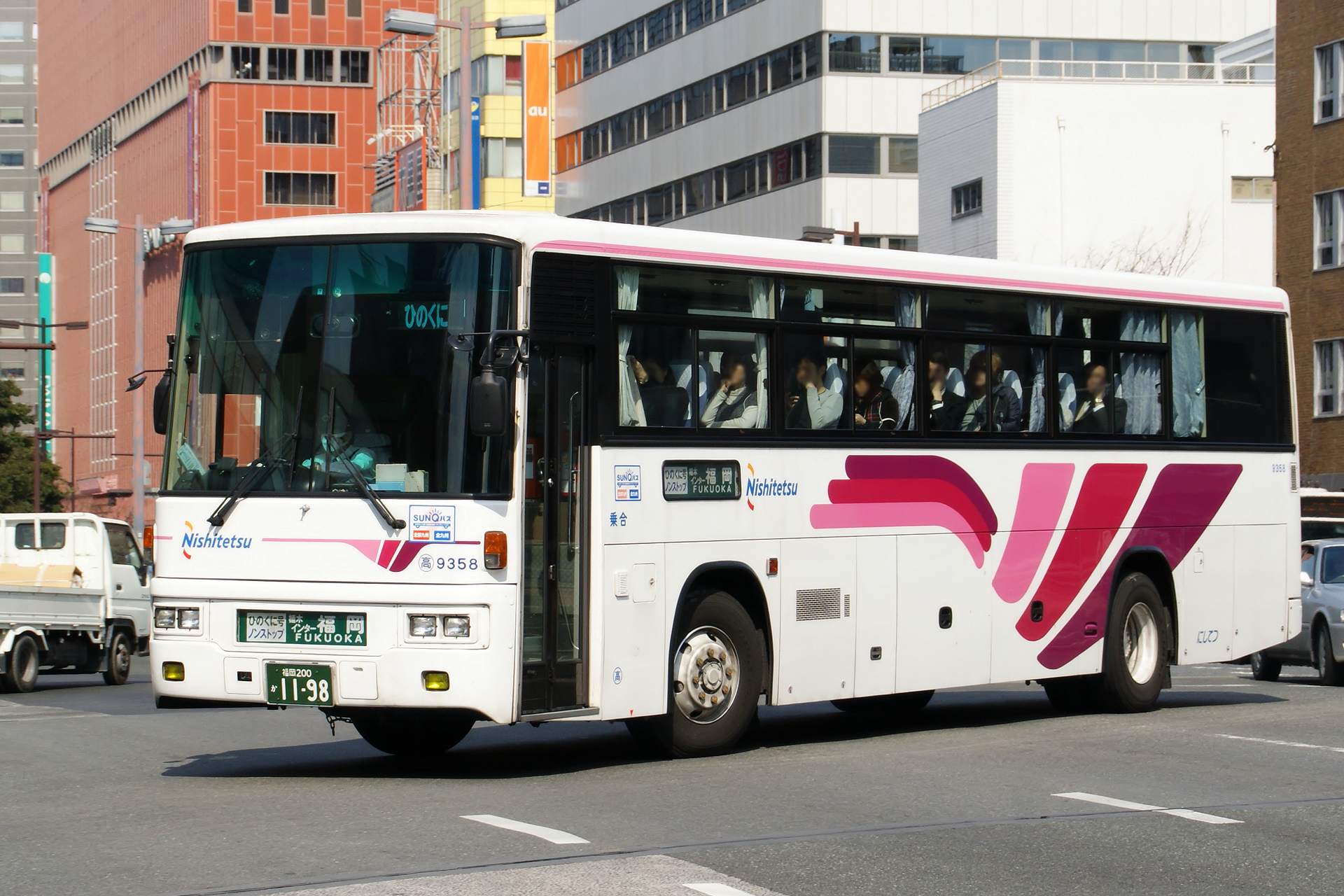
西工S(90MC) KL-RA552RBN 西日本鉄道
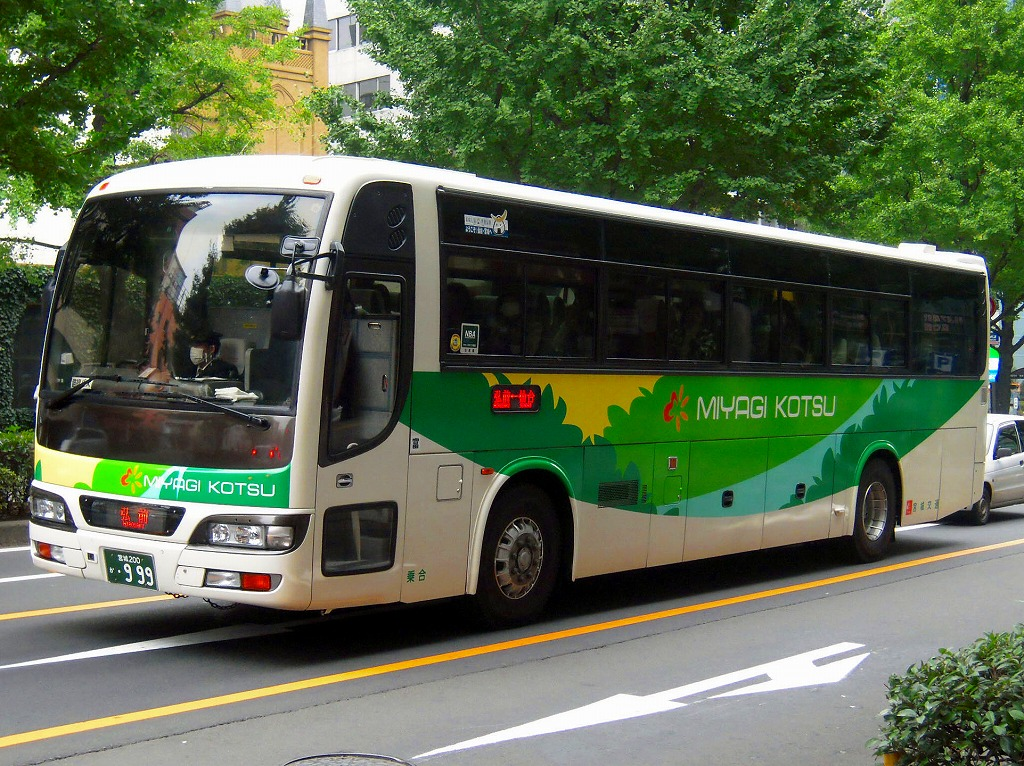
西工C-I(02MC) KL-RA552RBN 宮城交通（元ショーモデル）
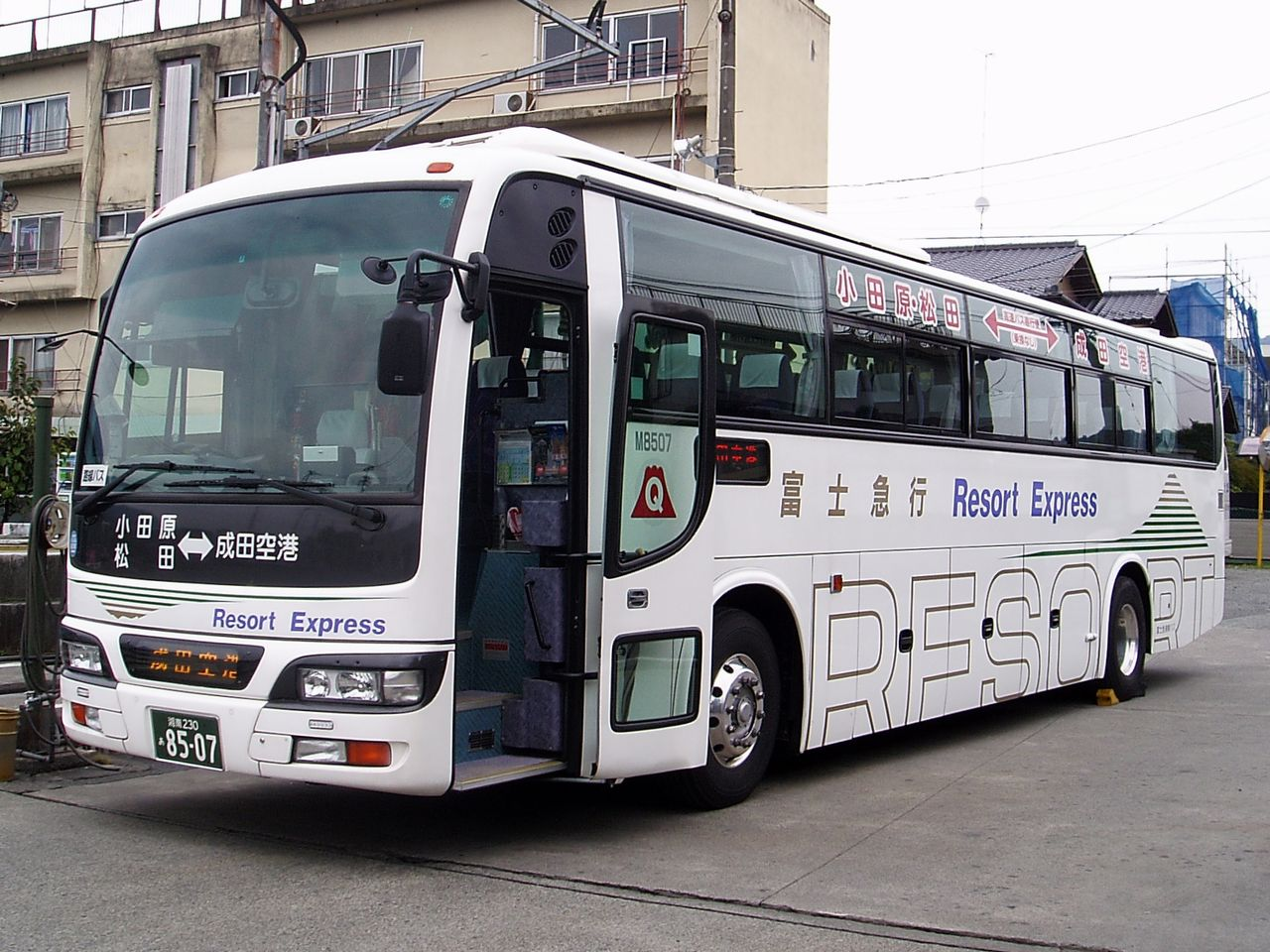
西工C-I(02MC) 直結クーラー車 KL-RA552RBN 富士急湘南バス
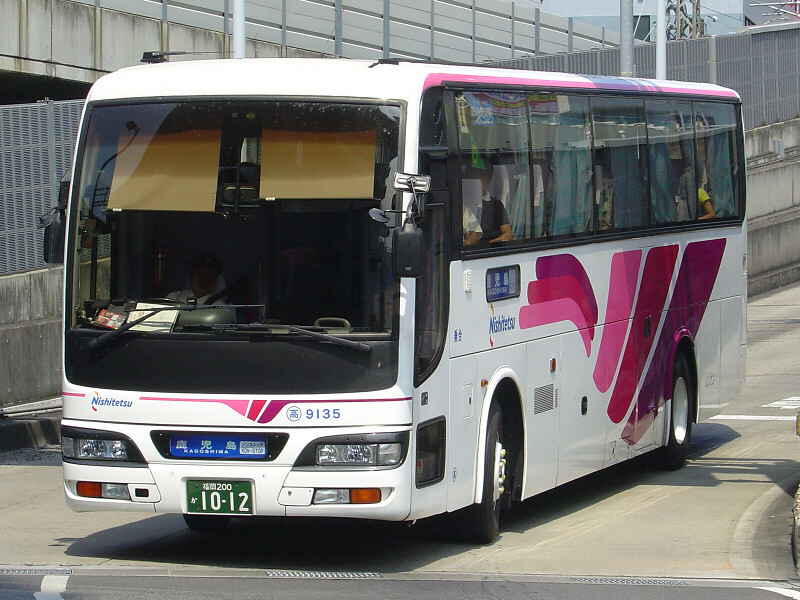
西工SD-I(02MC) KL-RA552RBN改 西日本鉄道
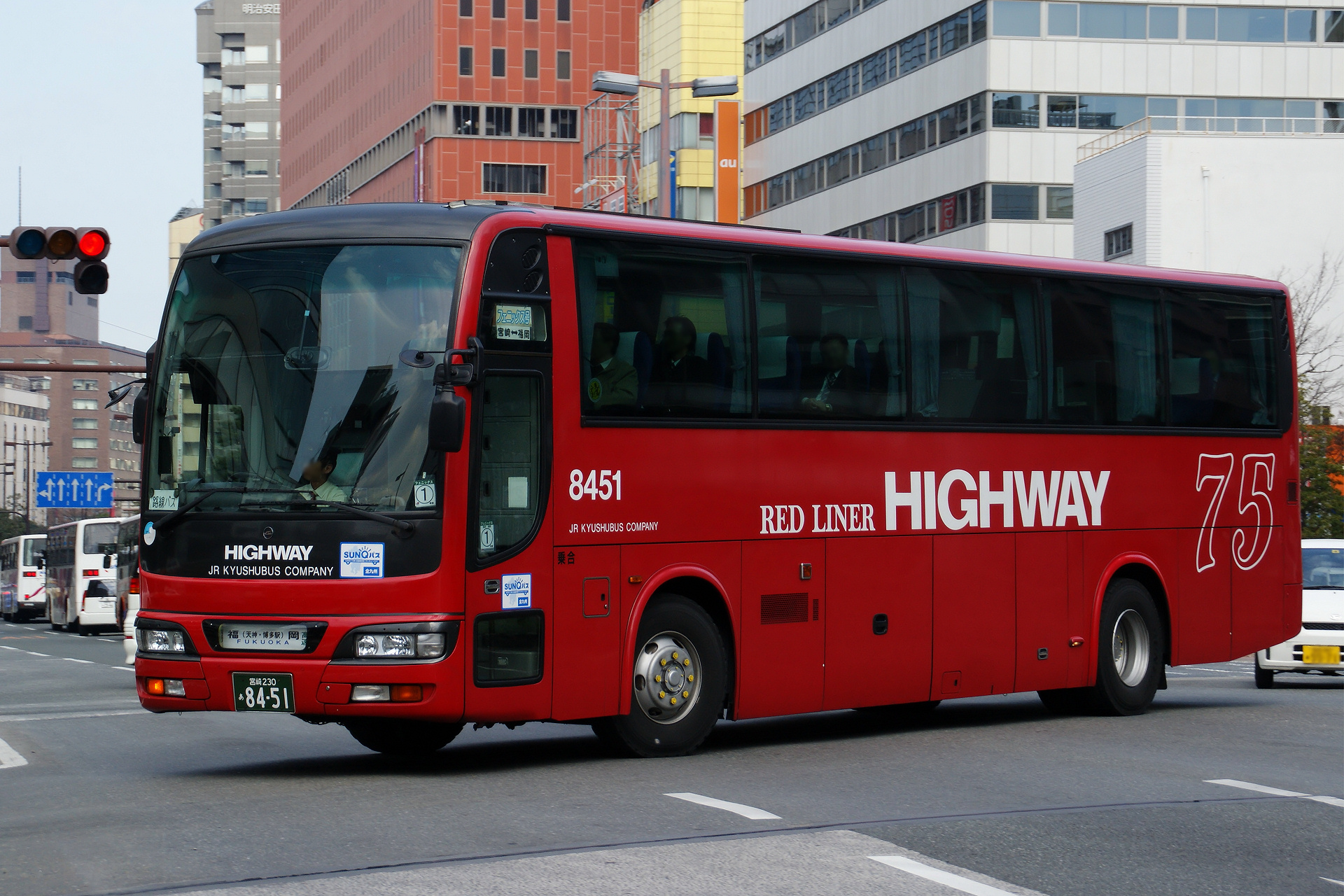
西工SD-II(02MC) KL-RA552RBN JR九州バス

### ADG-RA273RBN
2005年7月28日、新長期排出ガス規制に観光バスで初めて適合して発表した。車体デザインは基本的に02MCのままであるが､平成18年灯火器類保安基準改正に合わせてリアコンビネーションランプを低位置に配した。インパネは富士重工ボディの1Mおよび1Sに準じたデザインに変更された。最も大きな変更を受けたパワープラントは、2004年10月の第38回東京モーターショーに出展されたスペックのままである。
エンジンはフルフラットノンステップバス・UA272（富士重工製Fタイプ）に搭載した9,203ccのMD92TAをベースに最高出力257kW(350PS)にパワーアップ､尿素SCR触媒と超高圧燃料噴射装置を組み合わせた｢FLENDS｣と呼ばれるテクノロジーを装備したMD92TKをドイツ・ZF社と共同開発した電子制御トルコン式6速AT"ECOMAT2plus"と組み合わせることで、軽量化とドライバーの技量によらず乗用車感覚の楽な運転操作性､ドライバー間の燃費のバラツキの防止などをメリットとしている。ホイールベースの設定は6.15m（R尺）、5.4m（M尺、ハイデッカのみ）の2種類があるが同一型式となり、スーパーハイデッカと5.4m（M尺）は改造扱いとなる。
MT車およびスーパーハイデッカ向けの400PSクラスエンジンの廃止で市場での反響が注目されたが､東京空港交通はリムジンバスに直結クーラー仕様を大量に導入し、車庫には必需品であるAdBlue（尿素水）備蓄タンクを設けた。車両には世界一クリーンなディーゼルバスであることをPRするステッカーが貼られる。なおリアオーバーハング左側にAdBlueタンクを搭載しているため、客室後部にトイレを設置する場合は通常は左側のところを右側に設置する場合がある。この場合は非常口はホイールベース間に設置される。
車体はハイデッカーのスペースアローRAが西工C-I型、スーパーハイデッカーのスペースウイングIは西工SD-I型、SD-II型での架装となる。なお、西工SD-I型架装車は改造扱いとなり、ハイデッカーのスペースアローRAのシャーシに架装しているが、メーカーではスペースウイングIと呼称する（西日本鉄道、昭和自動車などに納入例あり）。

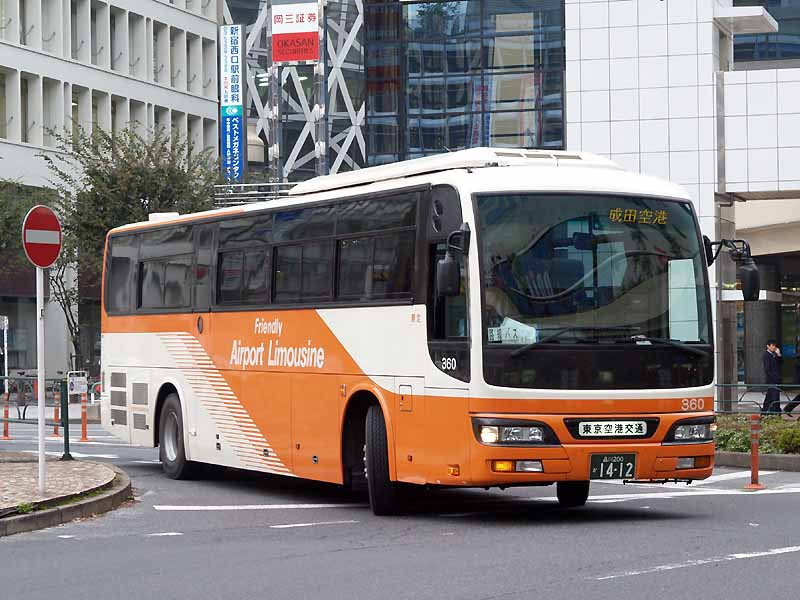
西工 C-I 直結クーラー車 ADG-RA273RBN改 東京空港交通 後部右側にトイレを装備しているため非常口が中央部に移設されている。
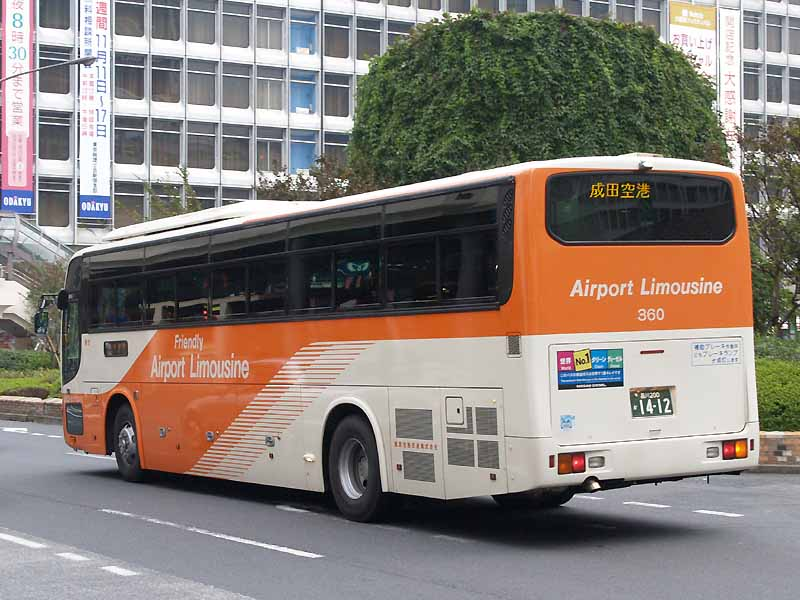
西工 C-I 直結クーラー車後部 ADG-RA273RBN改 東京空港交通
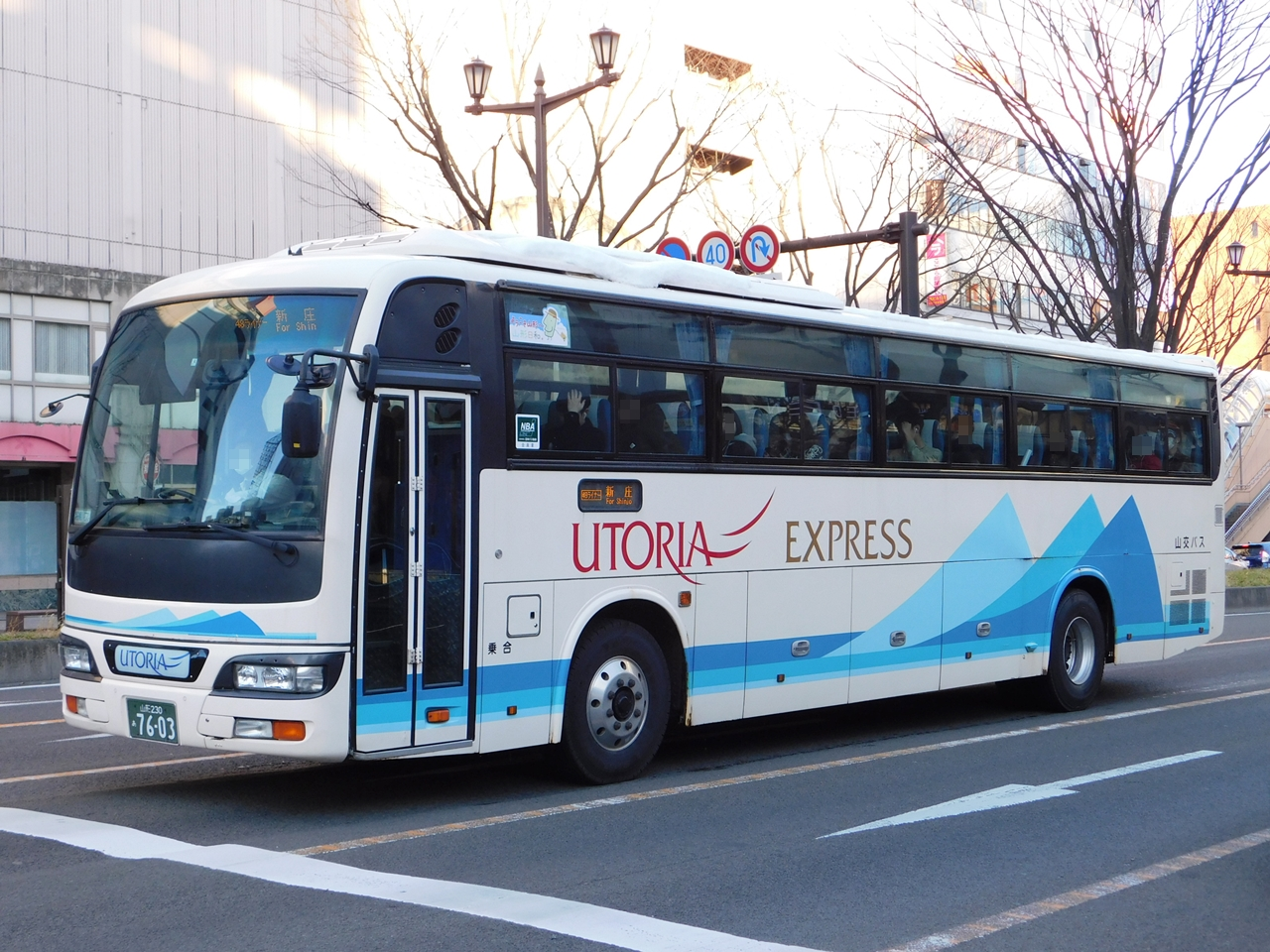
西工 C-I 直結クーラー車（折戸仕様） ADG-RA273RBN 山交バス

### PKG-RA274RBN
2006年6月1日、路線車と同時に搭載エンジンを改良したPKG-RA274系となった。前モデルと同型式のMD92TK (350PS) をベースに平成27年重量車燃費基準とPMのみ10％低減を両立したものに改良した。それ以外は前モデル (RA273) と殆ど変わらない。リアウインドウの左下にある「平成27年度燃費基準達成車」の緑色のステッカーで識別可能。また、2006年12月以降の新車には、新たに「燃費基準達成」の緑色のステッカーの上に「低排出ガス重量車 PM10%低減」の青色のステッカーが追加されている。これらのステッカーが数少ない識別点となっている。
車体はハイデッカーのスペースアローRAが西工E-III型、C-I型、スーパーハイデッカーのスペースウイングIは西工SD-I型、SD-II型での架装となる。
西工のバスボディ架装終了に伴い、2010年に生産終了。以後は三菱ふそうからのOEM供給車であるスペースウイングA/スペースアローAに一本化された。

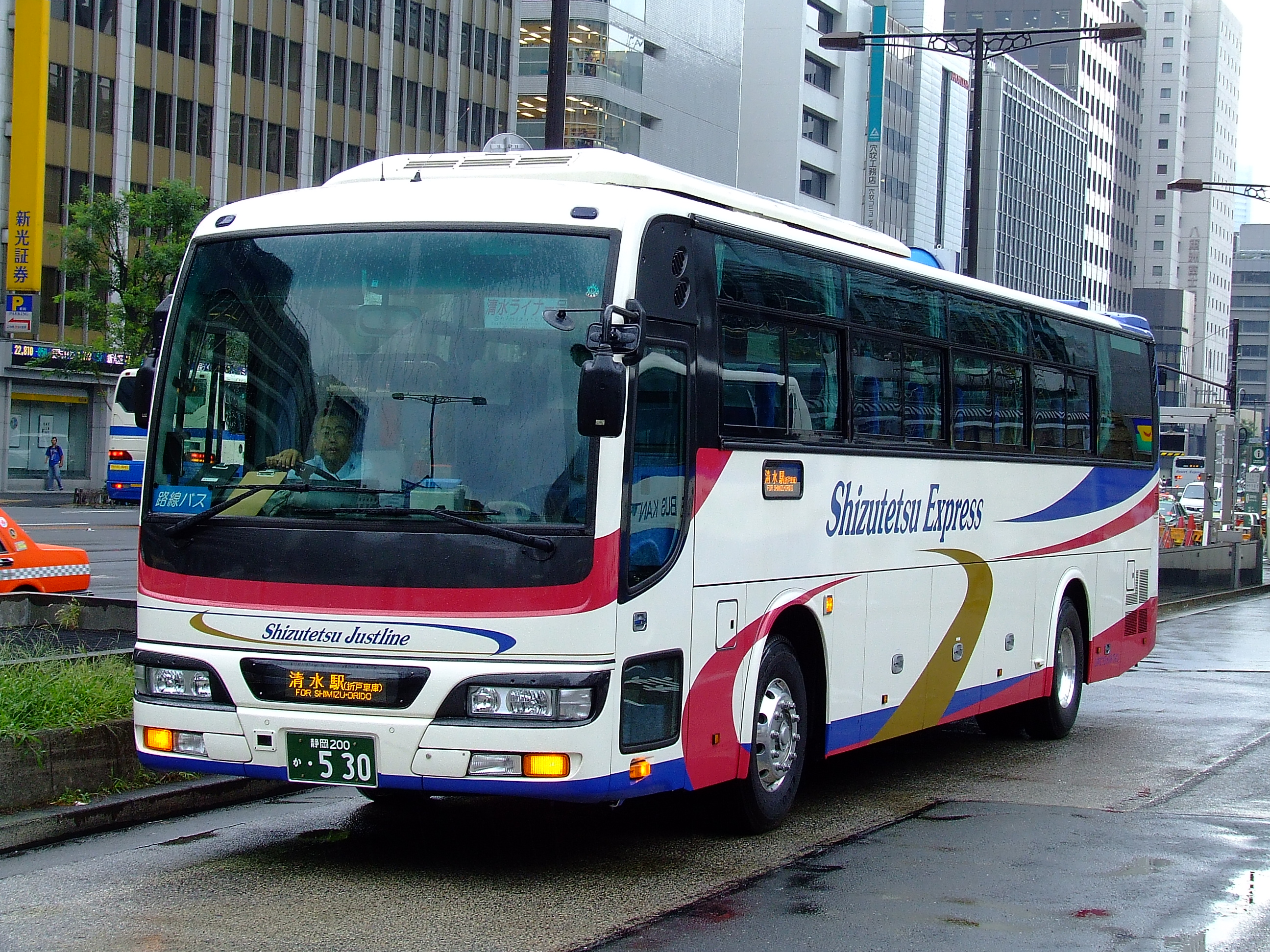
西工 02MC C-I PKG-RA274RBN しずてつジャストライン
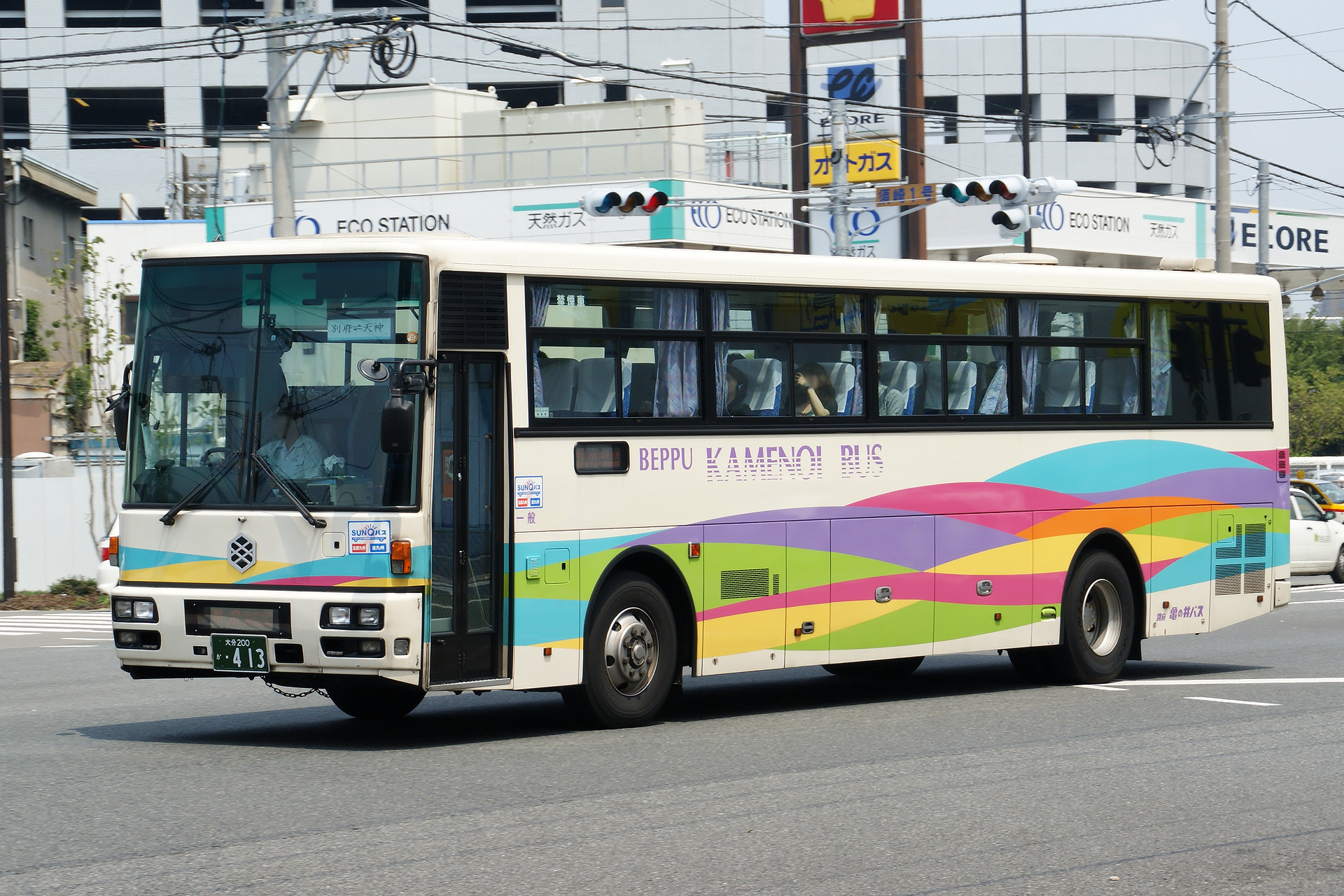
西工 E-III PKG-RA274RBN 亀の井バス
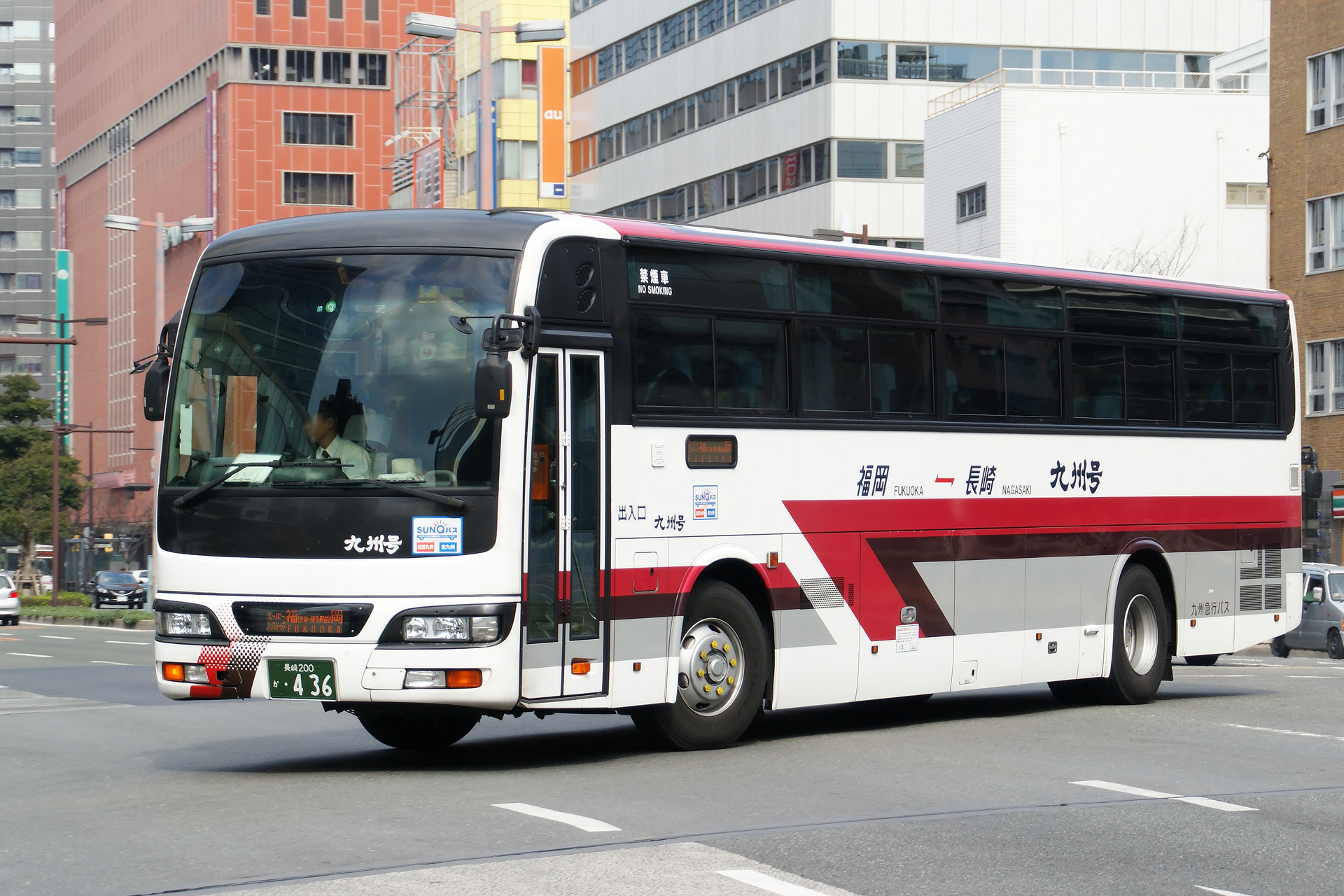
西工 C-I PKG-RA274RBN 九州急行バス
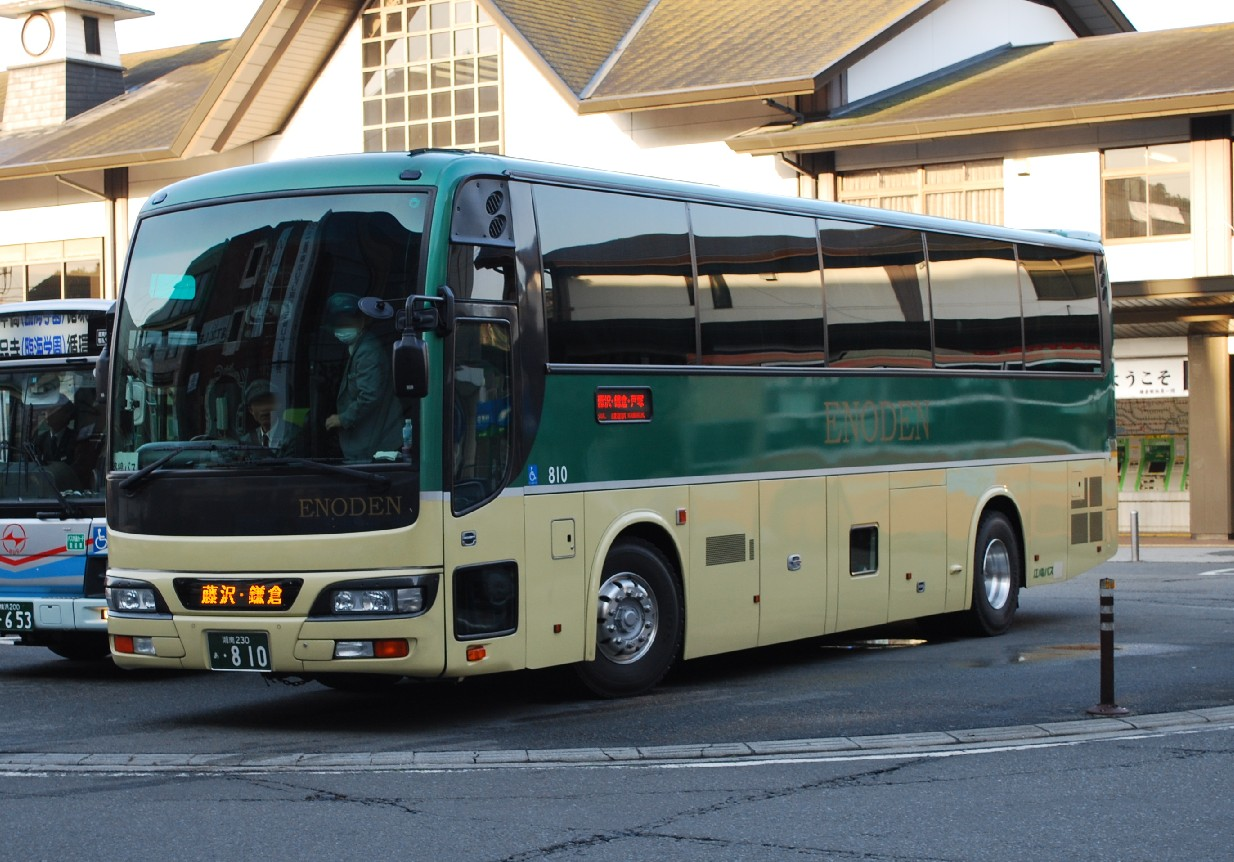
西工 SD-II PKG-RA274RBN改 江ノ電バス
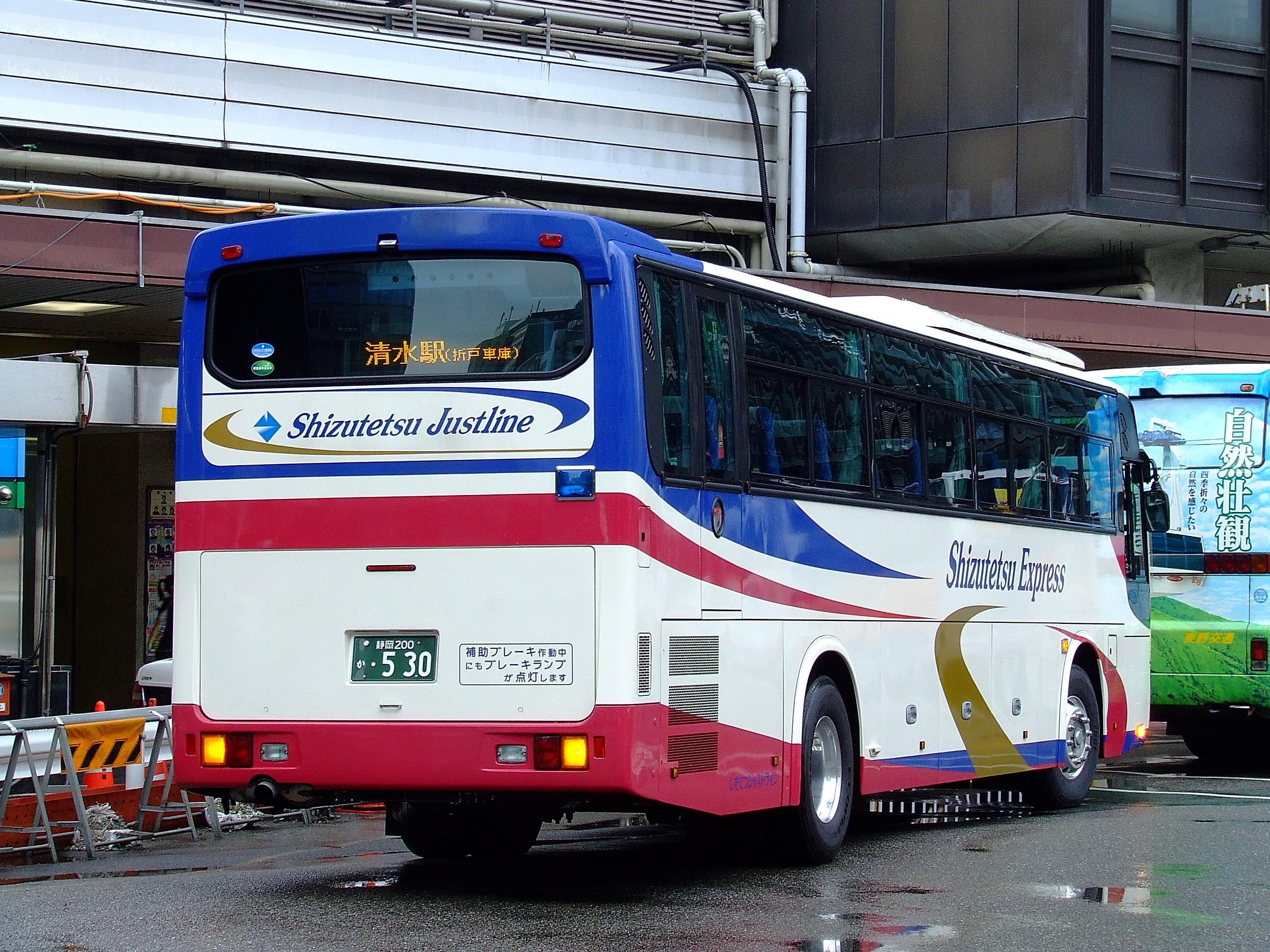
西工 02MC C-I PKG-RA274RBN しずてつジャストライン
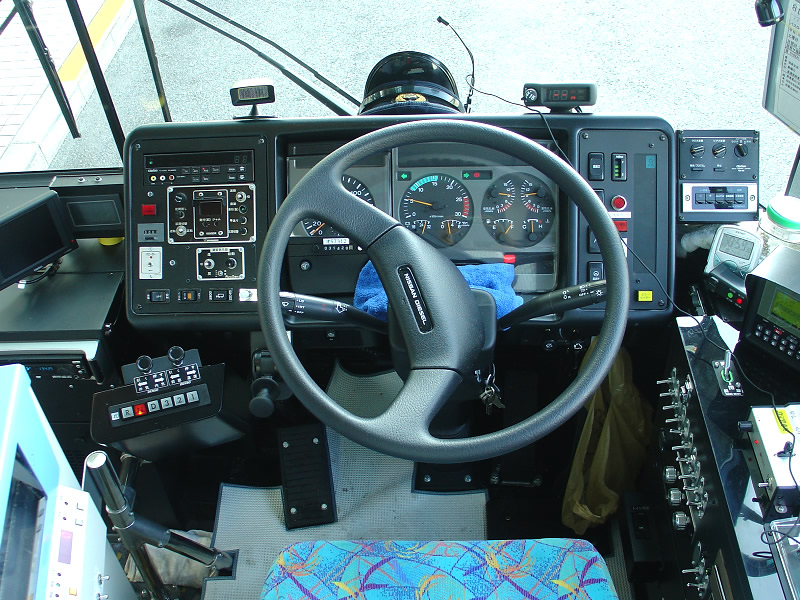
西工 96MC E-III 運転席 PKG-RA274RBN改 亀の井バス
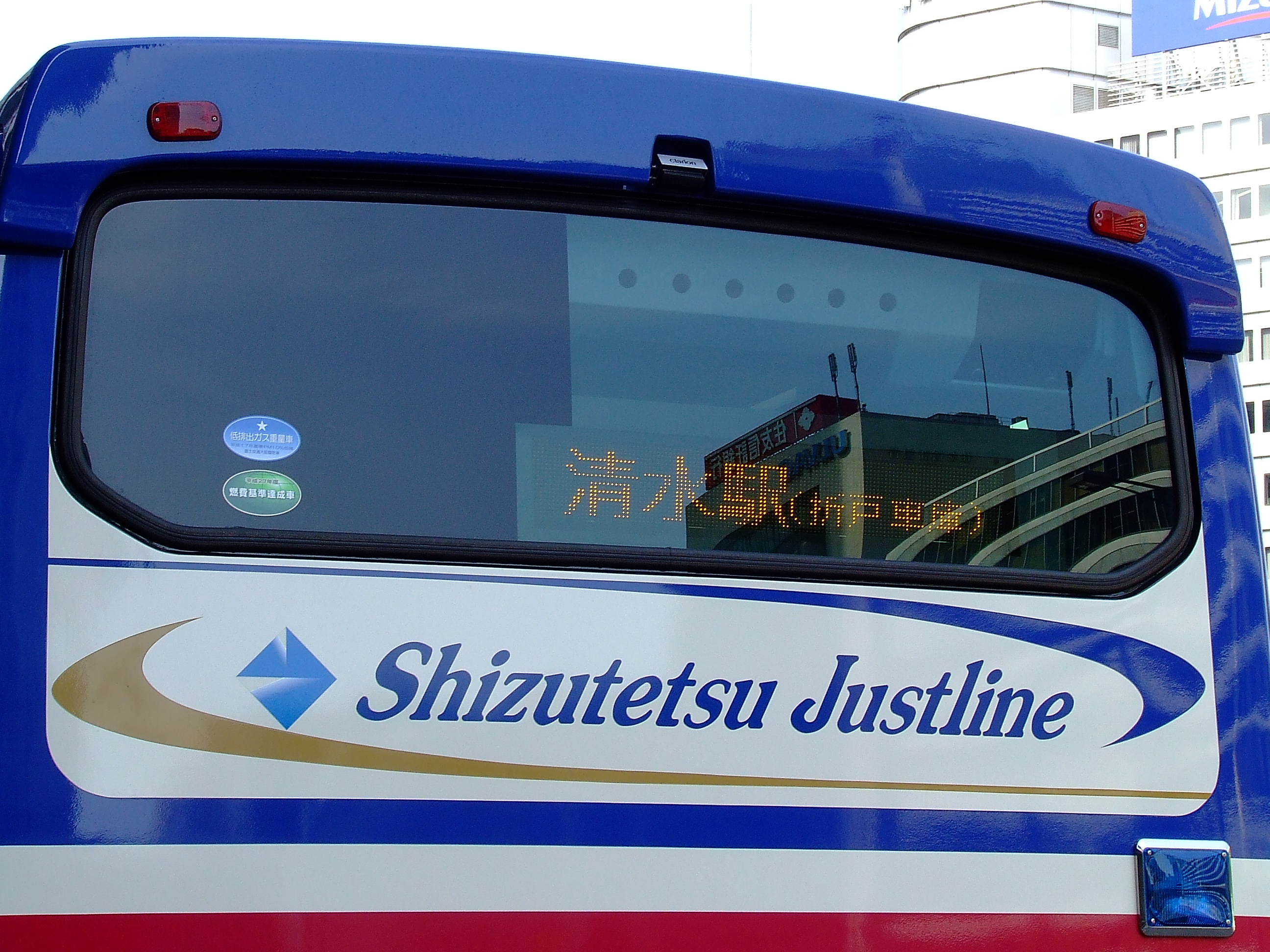
青いマークが「低排出ガス重量車」 緑色のマークが「重量車燃費基準達成車」

## スペースウイングA/スペースアローA (AS系)
AS系は日産ディーゼル工業と三菱ふそうトラック・バスのバスのOEM事業開始に伴って三菱ふそうエアロエース/エアロクィーンがOEM供給されるもので、車両の名称はスーパーハイデッカー「エアロクィーン」がスペースウイングA、ハイデッカー「エアロエース」がスペースアローAとなる。

なお、上述のRA系に関しては本型式のOEM開始後も継続生産されるが、RA系の三菱ふそうへのOEM供給はない。

### BKG-AS96JP

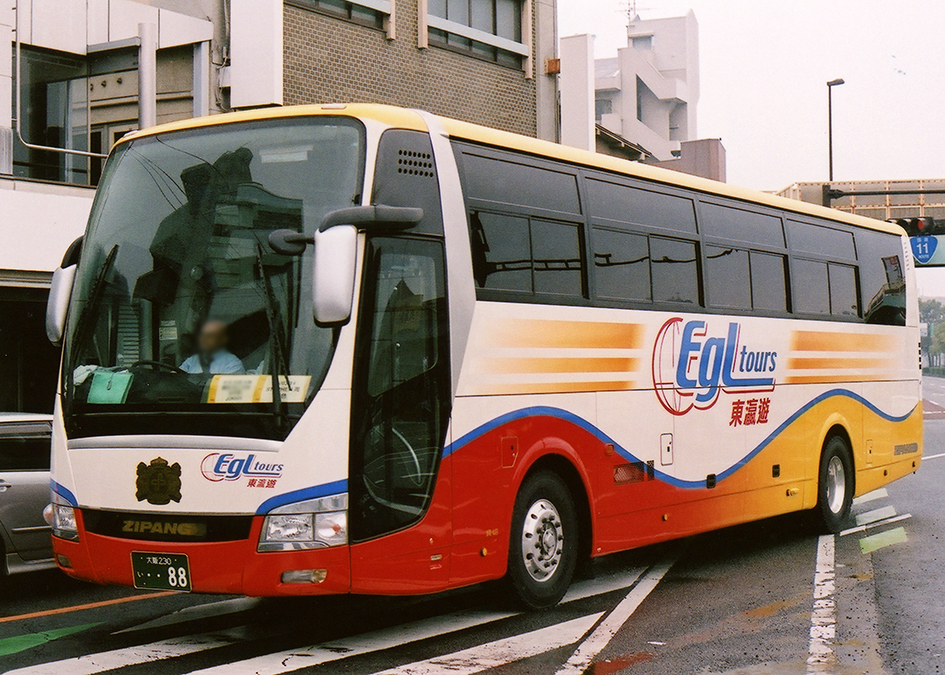
ジパング
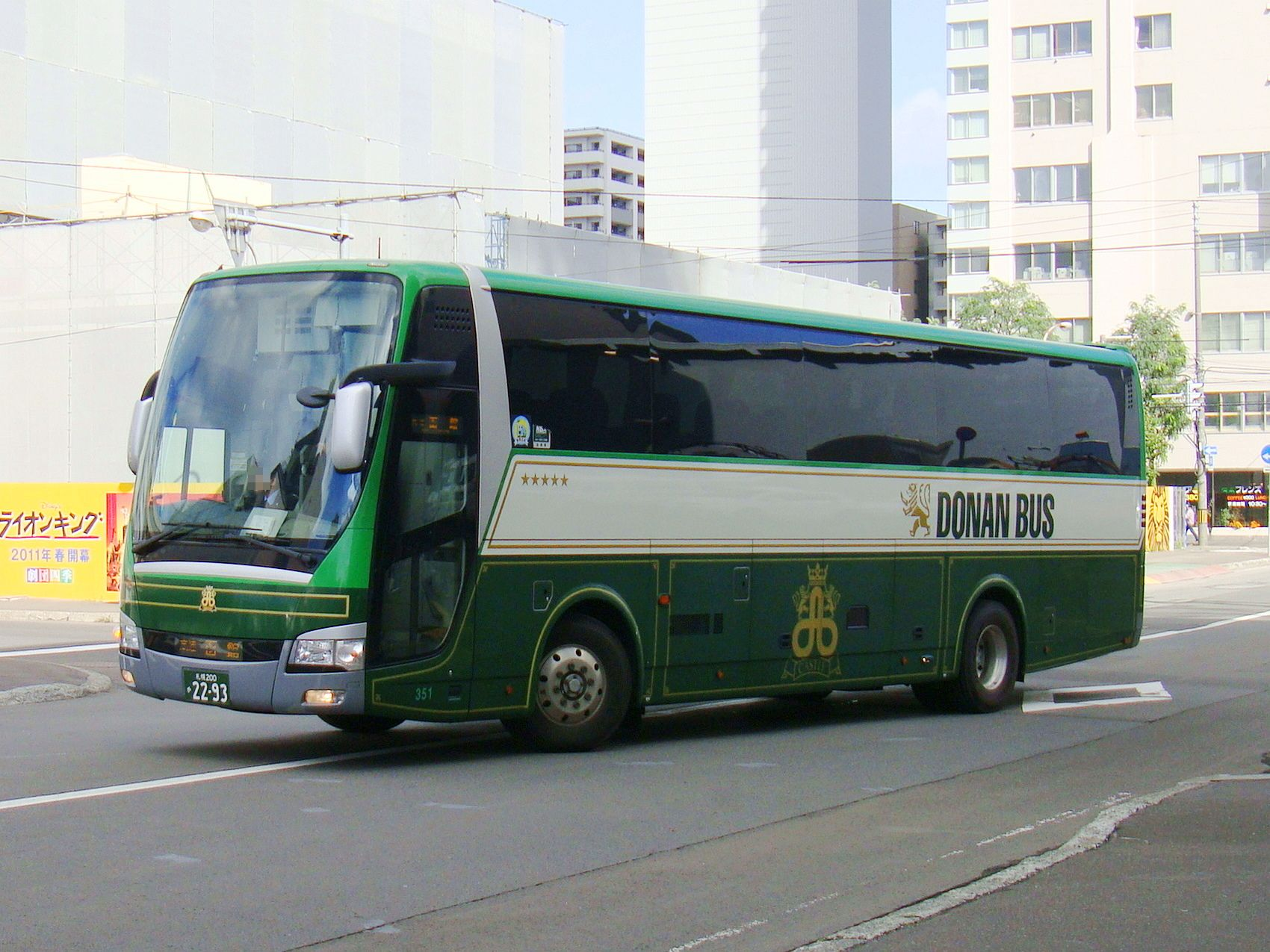
道南バス

2007年8月29日発売の型式。エンジンを含めシャーシ・ボディ共に三菱ふそう製であるが、排出ガス浄化システムは、両社間のOEM供給合意に基づき日産ディーゼルから技術供与を受けた尿素SCR還元システムを搭載している。
平成17年排出ガス規制（新長期規制）に適合し、NOx、PMともに10%減に成功している。また、平成27年重量車燃費基準も達成している。スペースウイングA、スペースアローAともに、型式はBKG-AS96JPである。
スペースアローA（ハイデッカー）

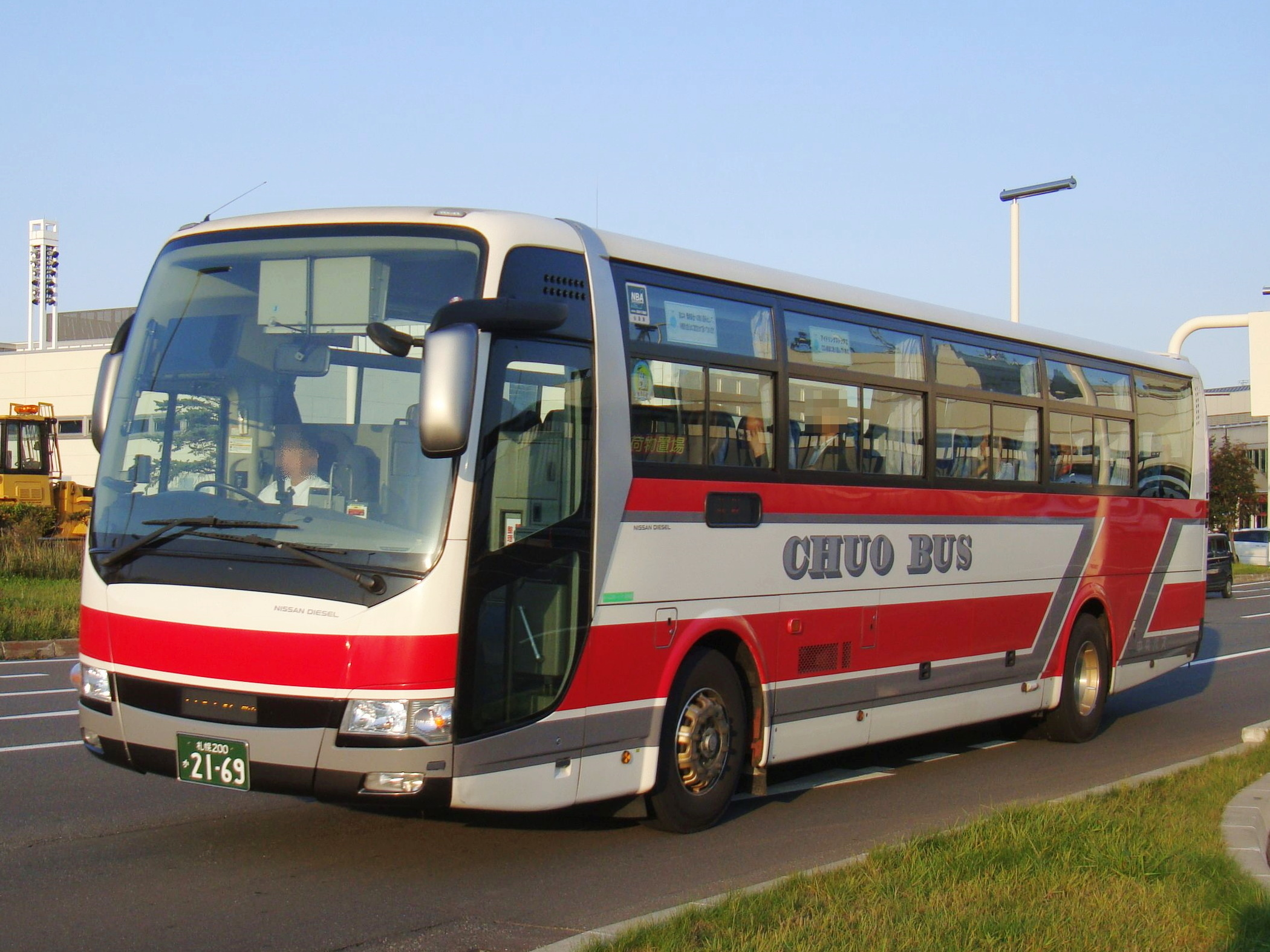
北海道中央バス
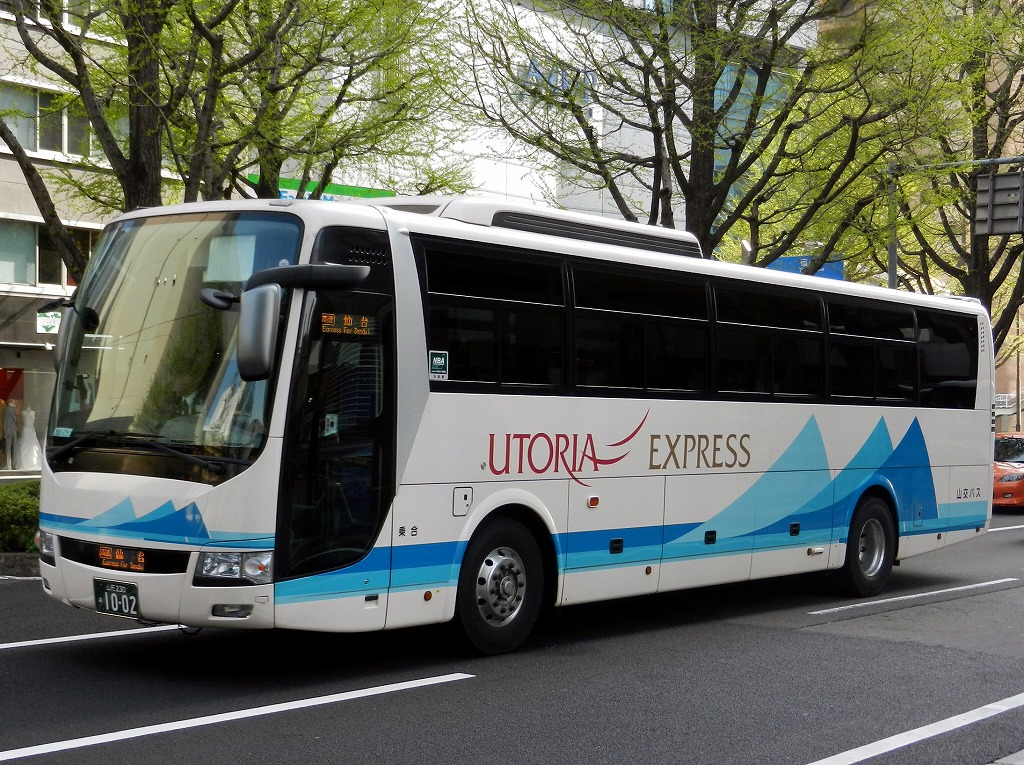
直結空調搭載 山交バス (山形県)

スペースウイングA（スーパーハイデッカー）
- ジパング
- 道南バス

### LKG-AS96VP
2010年9月1日より発売。エンジンは三菱ふそうの親会社のダイムラー・トラックと共同開発した、三菱ふそう・スーパーグレートと共通の新開発エンジン6R10を搭載。出力はBKG-車と同様の309kWあるいは257kW。これに加えて「Blue Tecシステム」（DPF+尿素SCR）を採用し、平成21年（ポスト新長期）排出ガス規制に適合させた。(但し、UDトラックスでは「Blue Tec」の商標は使用出来ず、単にDPR+尿素SCRと公表している)。 その他の改良面としては、サービスボックスの容量拡大や、それに伴いその形状を見直して最前列の足下の余裕拡大を実現したほか、従来オプション設定だった運転注意力モニターが標準装備となるなど、かなり大幅な改良となっている。ホイールベースは従来車より95mm延長され、リアオーバーハングが短縮された。またラジエーターはベルト駆動から、日野・セレガと同様の油圧によるシャフト駆動に変更され、ラジエーター位置も後方から見て右側から左側に変更され、左側のルーバーの直後にラジエーターが配置された。 また新排出ガス規制対応による重量増に対しては、ハイデッカーの一部車種に軽量サスを設定し、従来車と同等の乗車定員を確保している。 最大トルク・出力とも旧来の6M70型と同じであるが、最高出力の発生回転数は2000rpmから1800rpmになり、実用域でのトルク特性も若干向上したほか、静粛性も一段と向上している。 なお、今回から空調システムは直結式・サブエンジン式ともデンソー製に一本化されている。
2010年10月29日付けで三菱ふそうとの合弁会社設立に向けた協議およびOEM供給の打ち切りが発表される。スペースウイングA・スペースアローAの販売が日産ディーゼル・スペースランナーAとともに終了し、日産ディーゼルは2011年をもってバス事業から撤退した。
スペースウイングA（スーパーハイデッカー）

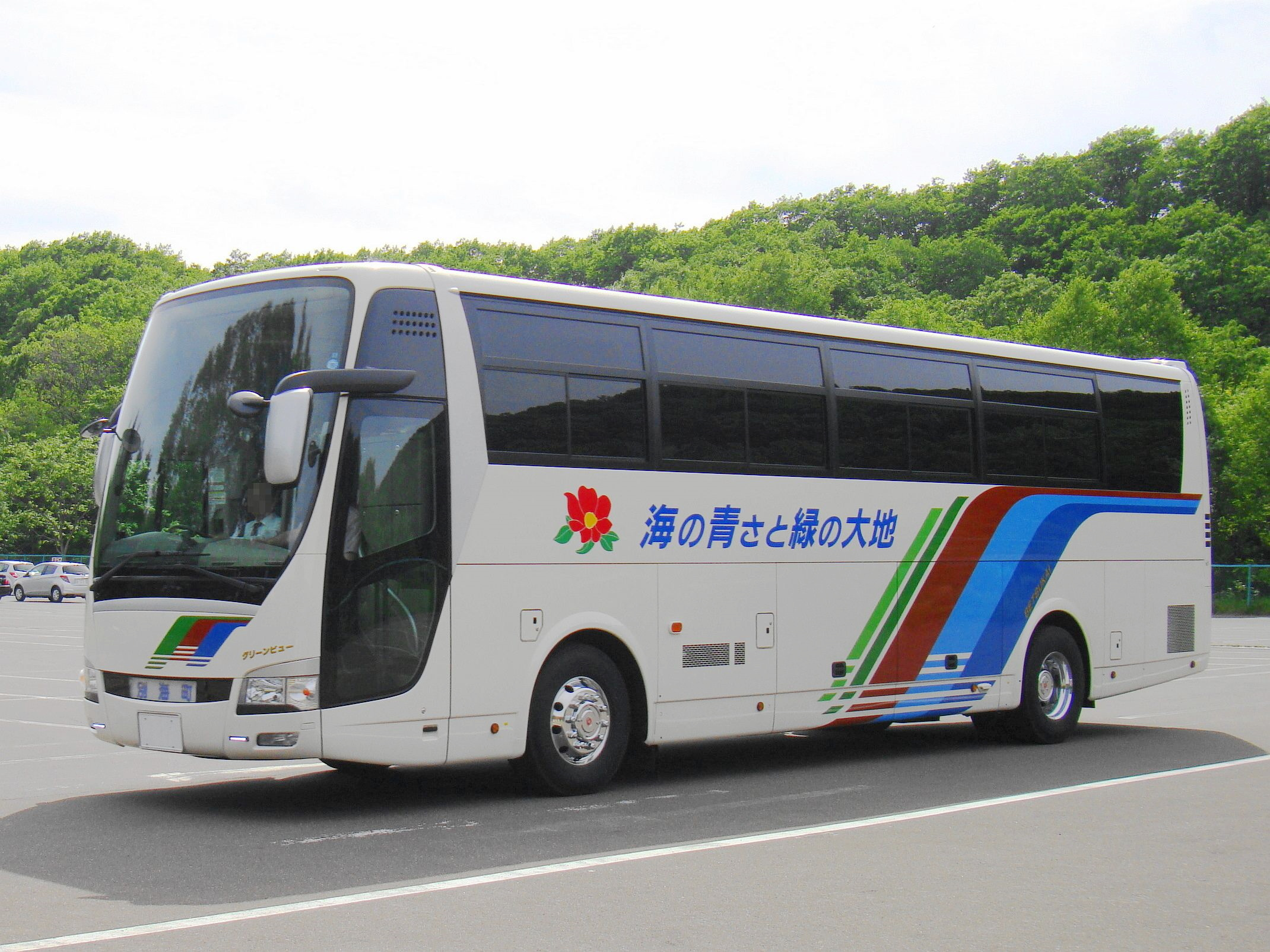
別海町

## DA (DA系)
DA系は三軸車である。法令上の軸重制限である一軸10tまでの制限に対し、同車は後輪を2軸にすることにより、定員65人やサロン仕様、高床化、高出力化などの重装備対応に余裕を持たせることが可能となった。

### K-DA50T

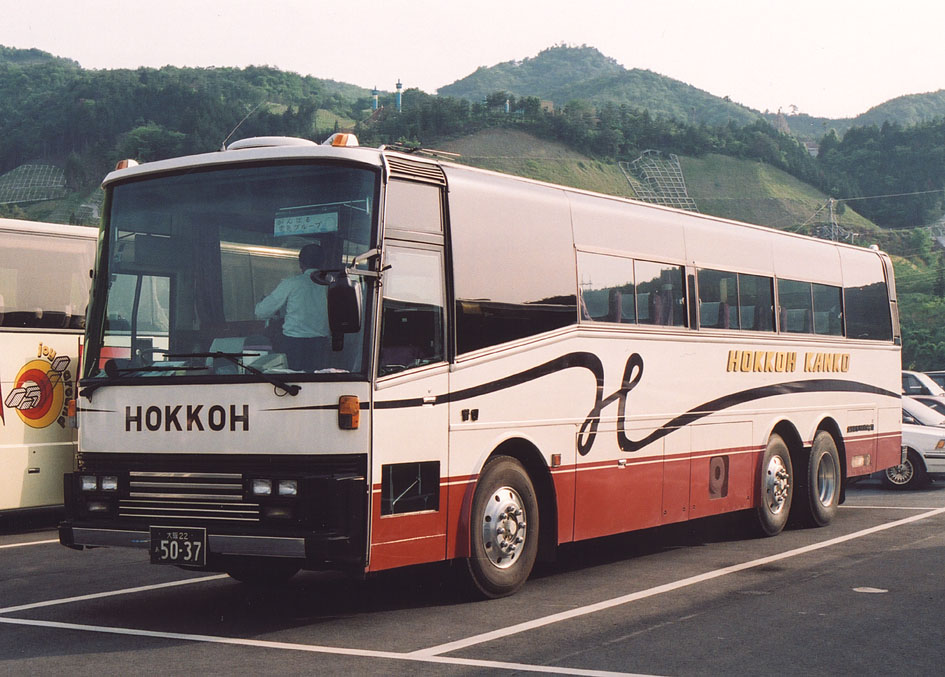
北港観光バス K-DA50T 富士重工R3

1982年に国産初の3軸観光バス、K-DA50T型が発売される。エンジンはK-RA51系と共通のRD8型（300ps）を搭載している。
このバスはRA系の部品を流用したため、2軸目がシングルタイヤ、3軸目が駆動輪(つまりステアはしない）のダブルタイヤで、その後の3軸車やネオプラン、2階建てバスとは逆のアメリカ3軸バスと同じ構成となっている。
車体は全車富士重工のR3型が架装されている。なお通常のR3型に比べて全高が200mmほど高くなっている。

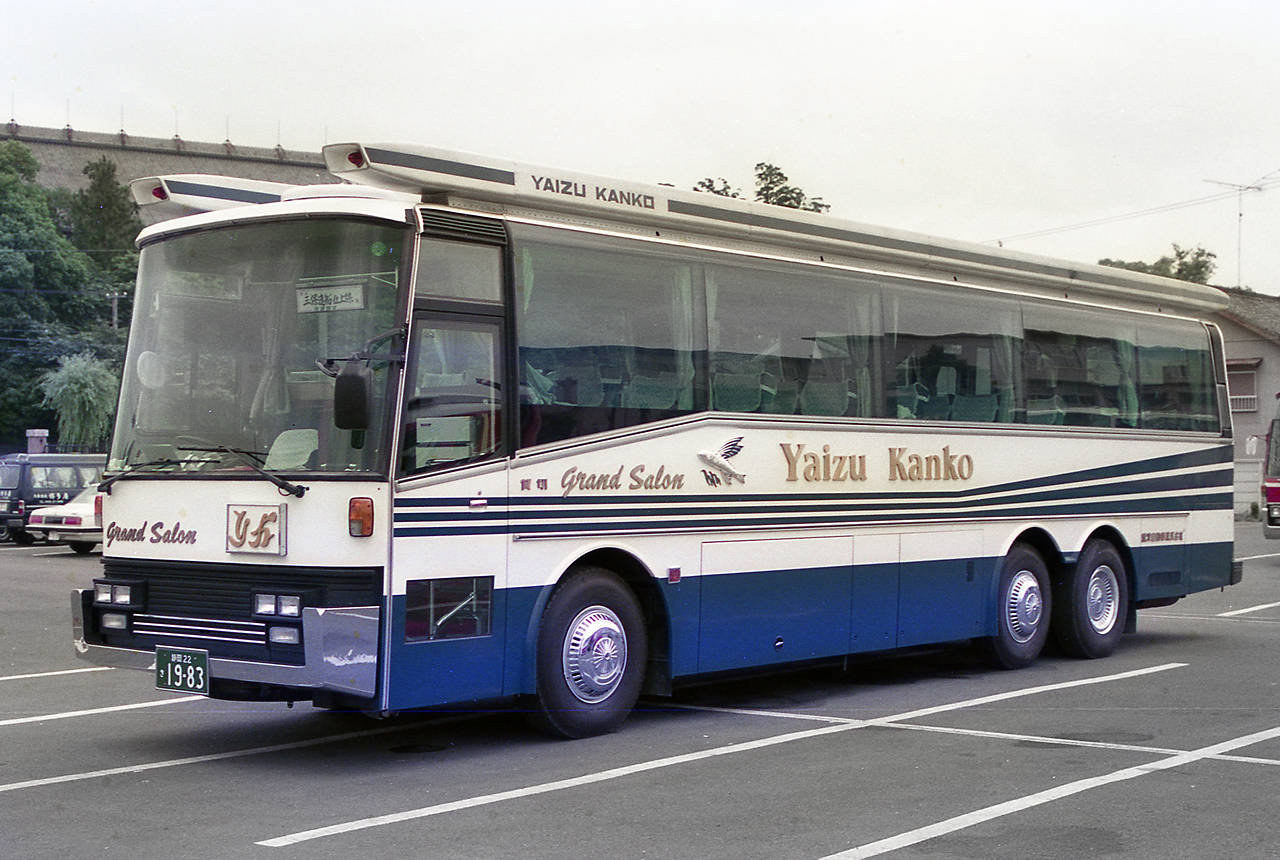
焼津観光バス K-DA50T 富士重工R3
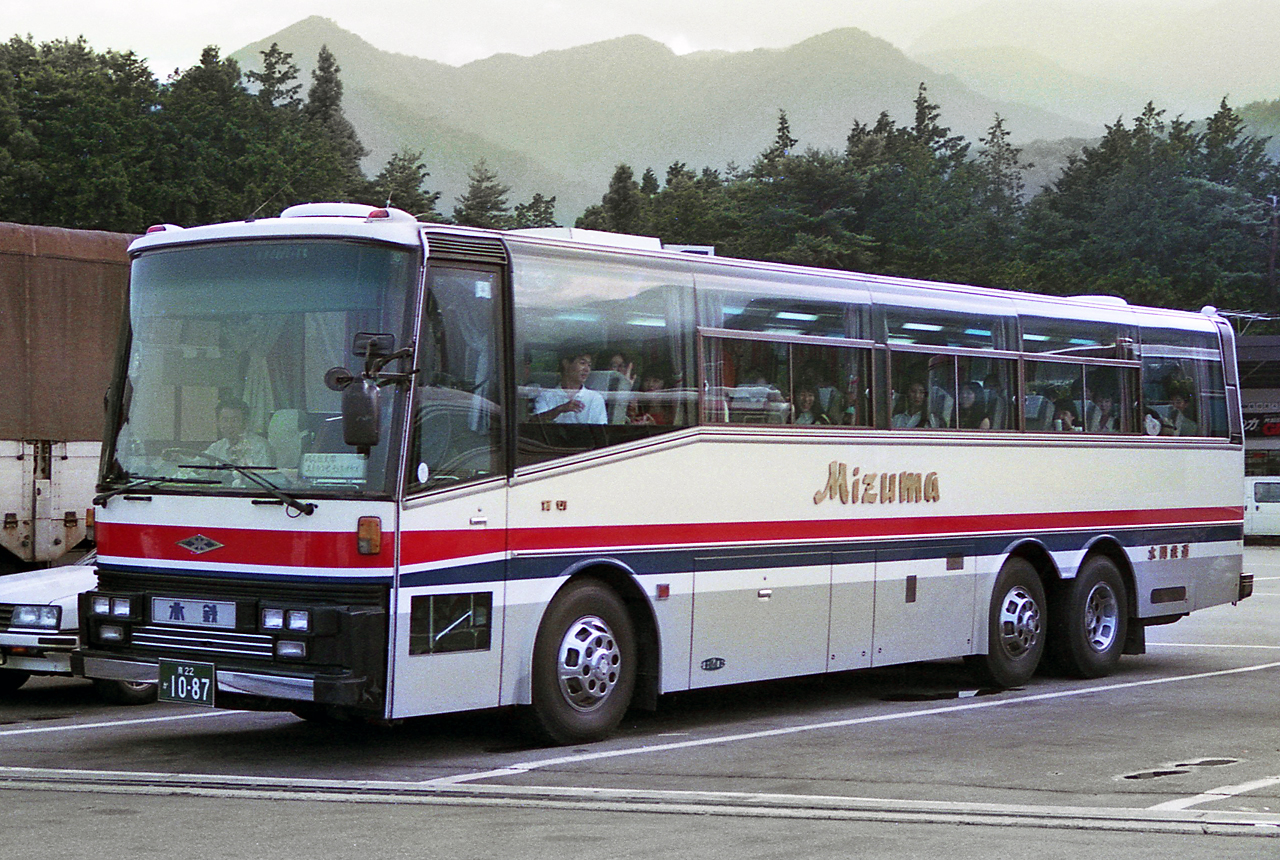
水間鉄道 K-DA50T 富士重工R3

### P-DA66U

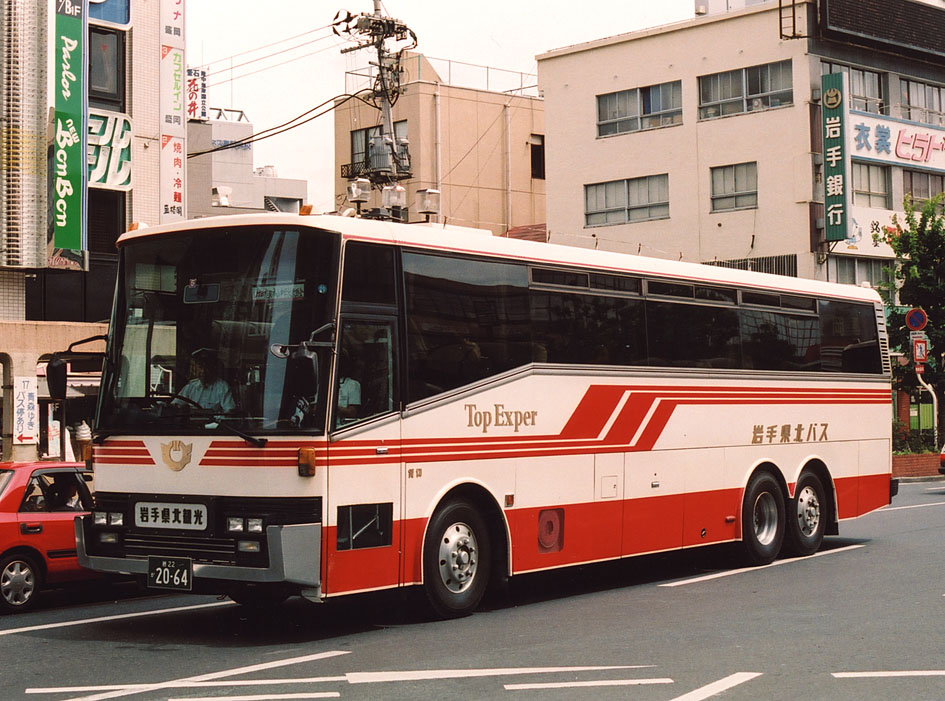
岩手県北自動車 P-DA66U　富士重工R3

1984年にK-DA50系を改良したP-DA66U型を発売する。エンジンは国産バスとしては当時最大出力のRE10型（370ps）を搭載した。国産初の本格的な3軸車で、2軸目がダブルタイヤ、3軸目がシングルタイヤとなりセルフステア機能が導入された。
車体は富士以外に西工が存在する。富士ではR3型が架装されたが、全高が3.5mとなり国産初のスーパーハイデッカーとなる。またごくわずかが西工で架装され、専用ボディのSD-III型が架装されている。

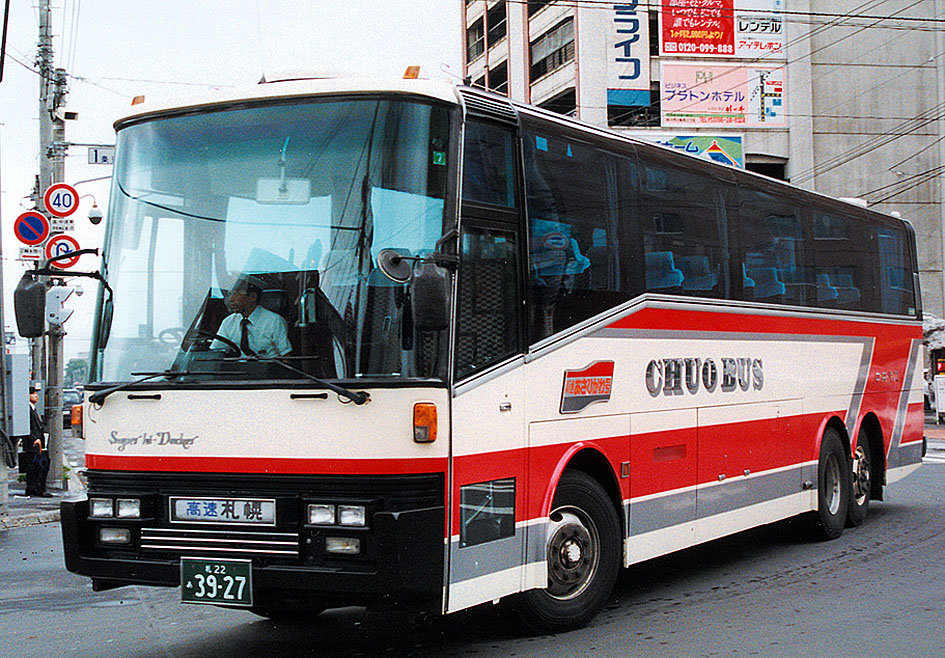
北海道中央バス P-DA66U 富士重工R3
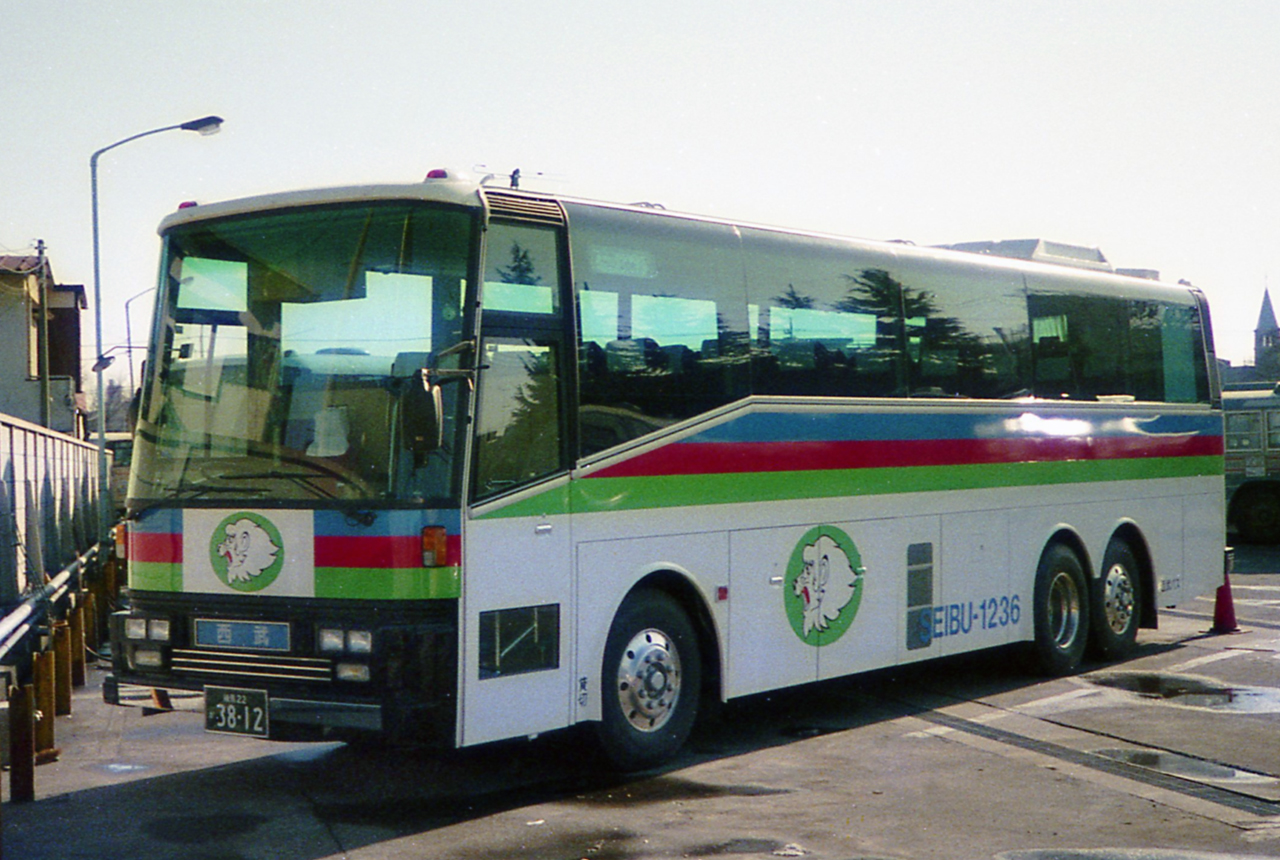
西武バス P-DA66U 富士重工R3
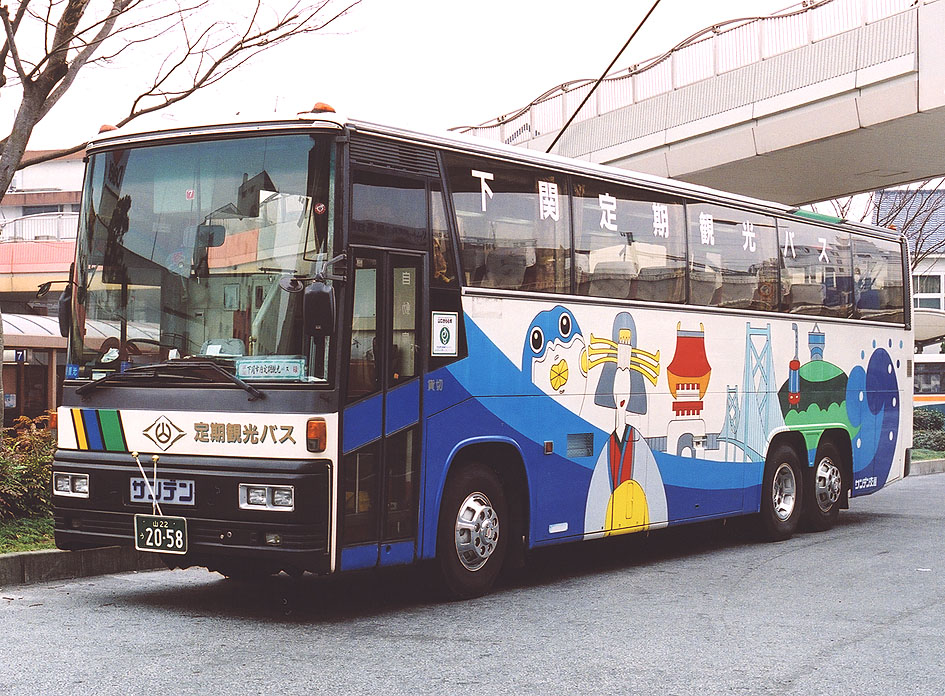
サンデン交通 P-DA66U 西工SD-III

### P-DA67UE
P-DA67UEへモデルチェンジの際、富士重工業製車体はスペースウイングDAの愛称がついたが、西工製は従来のDAとして1台のみが製造された。なお、これが西工にとって日産ディーゼルの3軸車への最後の架装となった。

## スペースウイングDA (DA系)
三軸車のDA系だが、1985年にP-DA67UE型へモデルチェンジした際に富士重工業架装分についてはスペースウイングDAの名称が使用されるようになった。前輪独立懸架式となり、車体は本格的なスケルトンボディのHD-II型に変更された。エンジンは前モデルのP-DA66U型と同じRE10型（370ps）を搭載した。
なお1987年の日産ディーゼルスーパーハイデッカーカタログ値は下表の通りであるが、前述の通りDAはほとんど導入されていない。
|            | DA                           | スペースウイングDA              |
|            | スーパーハイデッカーI (西工) | スーパーハイデッカーII (富士重) |
| ---------- | ---------------------------- | ------------------------------- |
| 全長(mm)   | 11995                        | 11980                           |
| 全高(mm)   | 3600                         | 3655                            |
| 総重量(kg) | 18025                        | 19205                           |
| エアコン   | サブエンジン式               | 直結式                          |

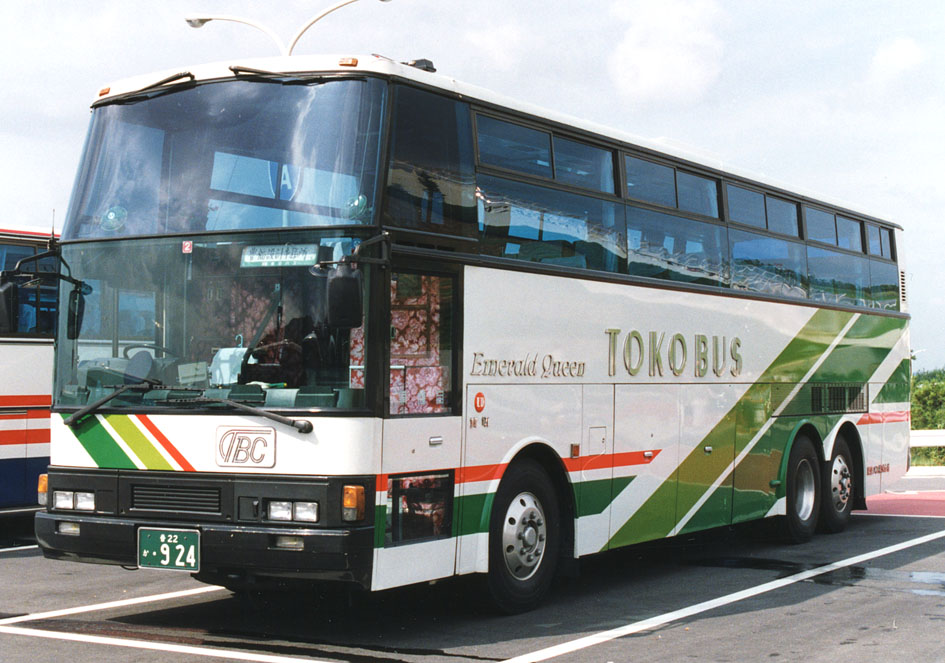
東交バス（香川） P-DA67UE　初期型　富士重工HD-II
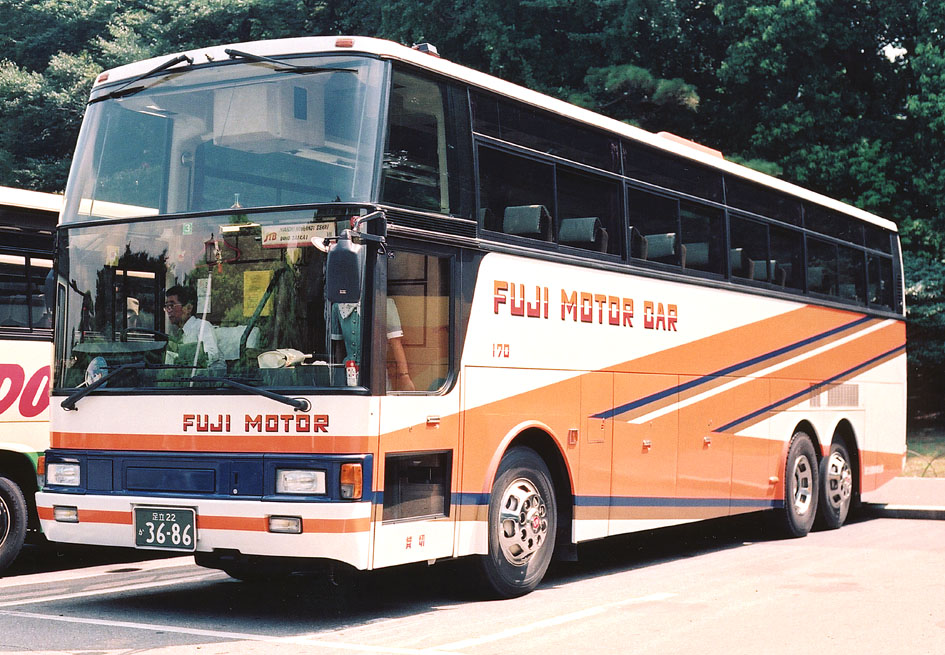
富士自動車 P-DA67UE　富士重工HD-II
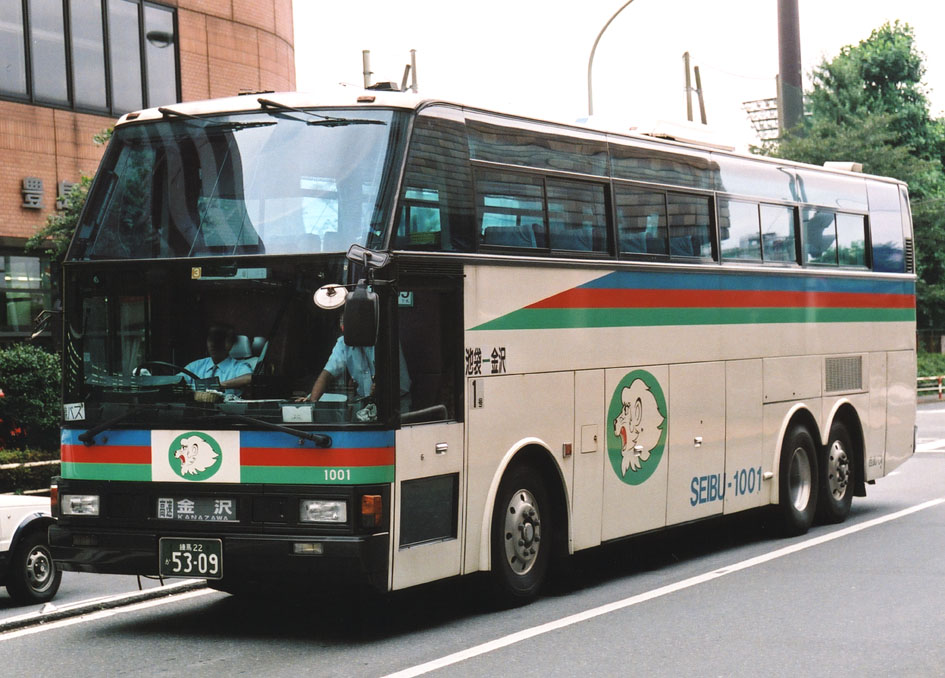
西武バス P-DA67UE　富士重工HD-II
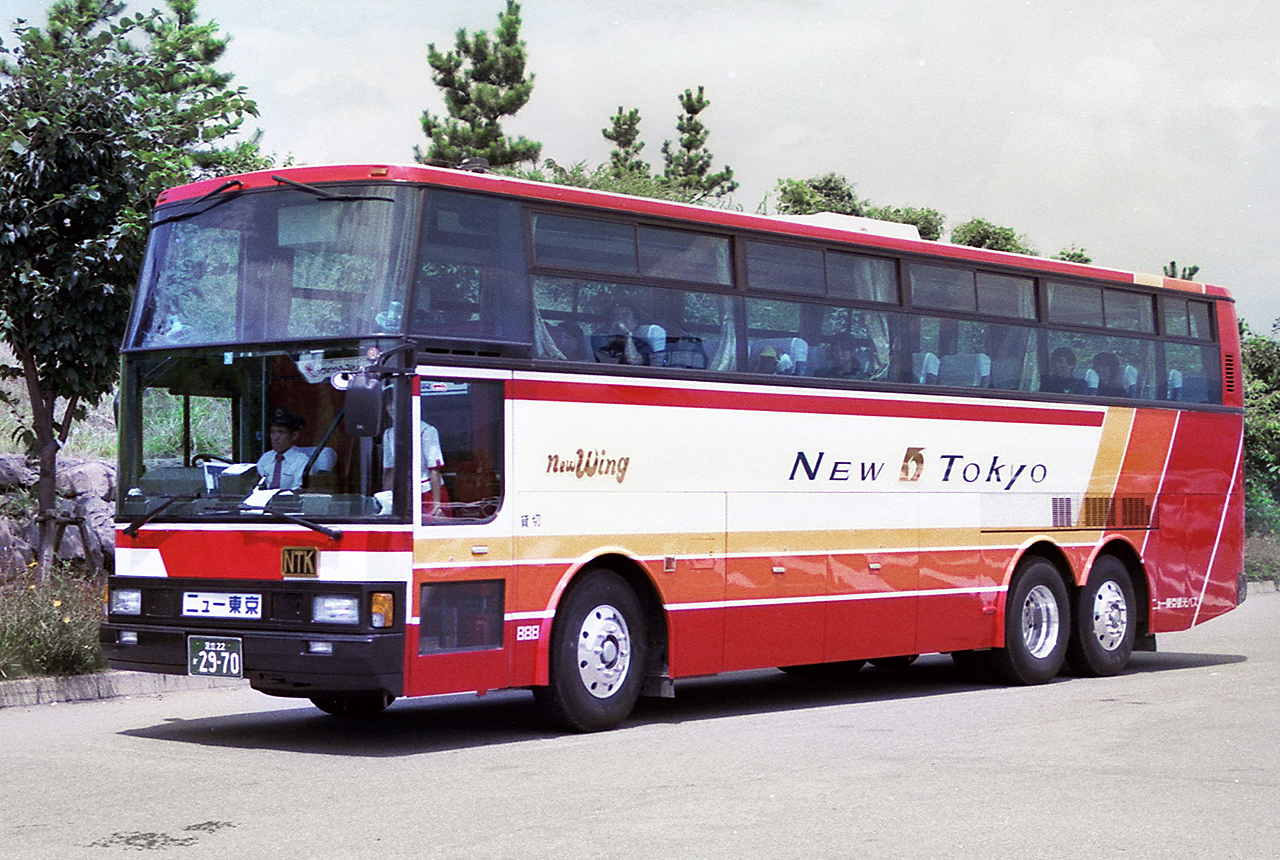
ニュー東京観光自動車 P-DA67UE　富士重工HD-II

## スペースウイングII (RD系)
三軸車のスペースウイングDAは1990年に平成元年排ガス規制に適合する為にフルモデルチェンジを実施し、スペースウイングIIとなった。型式はU-RD620UBNである。エンジンはRF10型（420ps）が搭載され、国産のバスとしては初めて400psを超えるエンジンを搭載した。ボディは引き続き富士のHD-II型が架装されている。
同時に2軸車であるRA系にスーパーハイデッカーのモデルが設定され、商品名はスペースウイングI、3軸車はスペースウイングIIとなったが、これによりスーパーハイデッカーの需要は2軸車に移り、3軸車のRD系は少なくなっていく。
1992年に車体のモデルチェンジが行われ、前面に曲面ガラスを採用したR17型S（通称7S）となる。
1995年に排ガス規制に適合しKC-RD630UBN型となった。エンジンは出力強化されたRH10E型（450ps/当時国内最強）を搭載し、ボディは同じく富士重工の7Sを架装している。セミオートマチックトランスミッションのESCOTが採用された。さらに3軸車の需要が減り、KC-RD630UBN型の導入例はわずか4台となり、2000年には発売が中止され国産3軸スーパーハイデッカーの設定は全て無くなった。
なお、この三軸車をベースとして、2階建てバススペースドリームおよび、ヨンケーレ・モナコが製造されている。

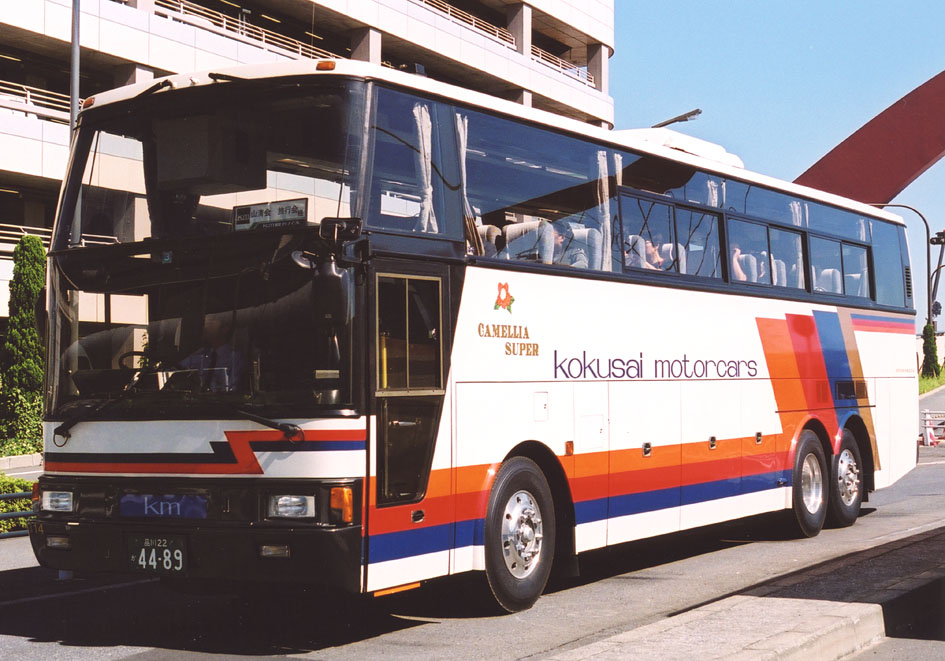
富士重工HD-II U-RD620UBN 国際自動車
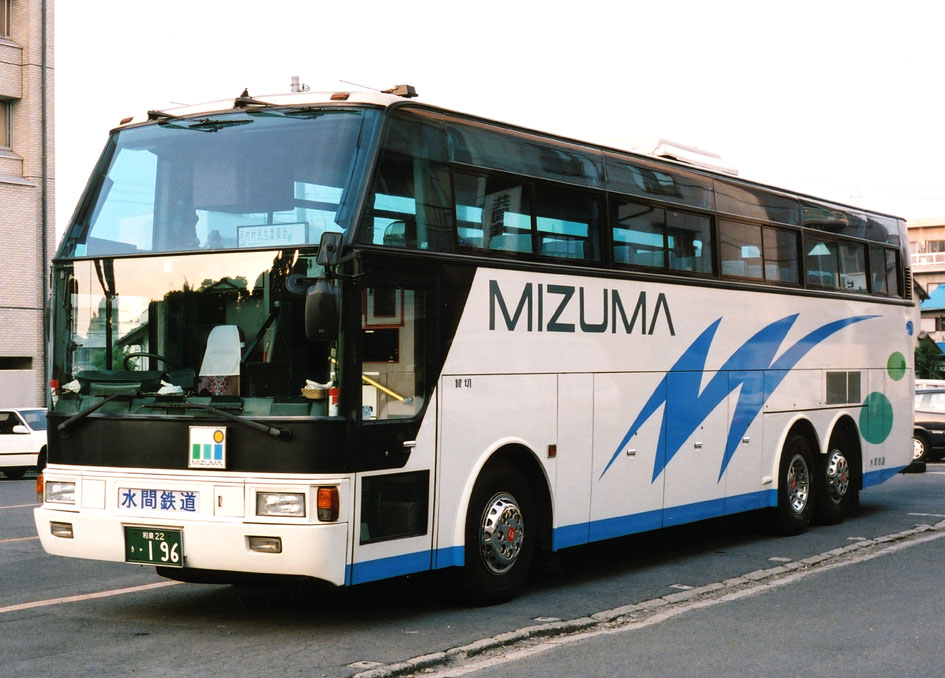
富士重工HD-II U-RD620UBN 水間鉄道
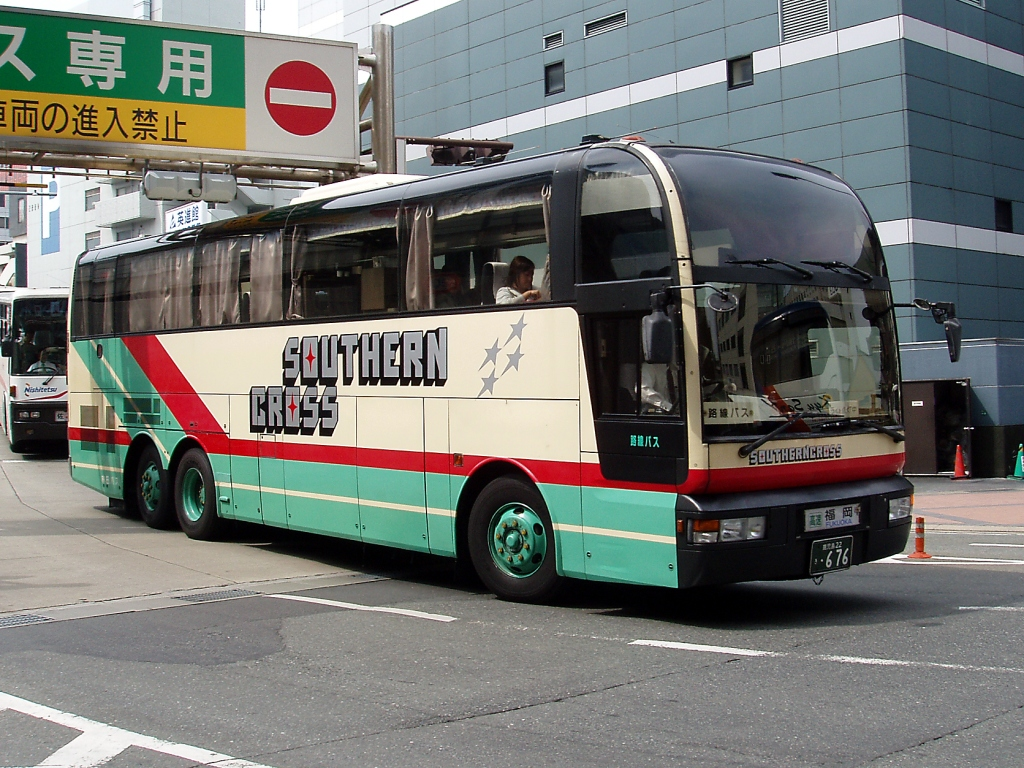
富士重工7S U-RD620UBN 林田バス（現・いわさきバスネットワーク）
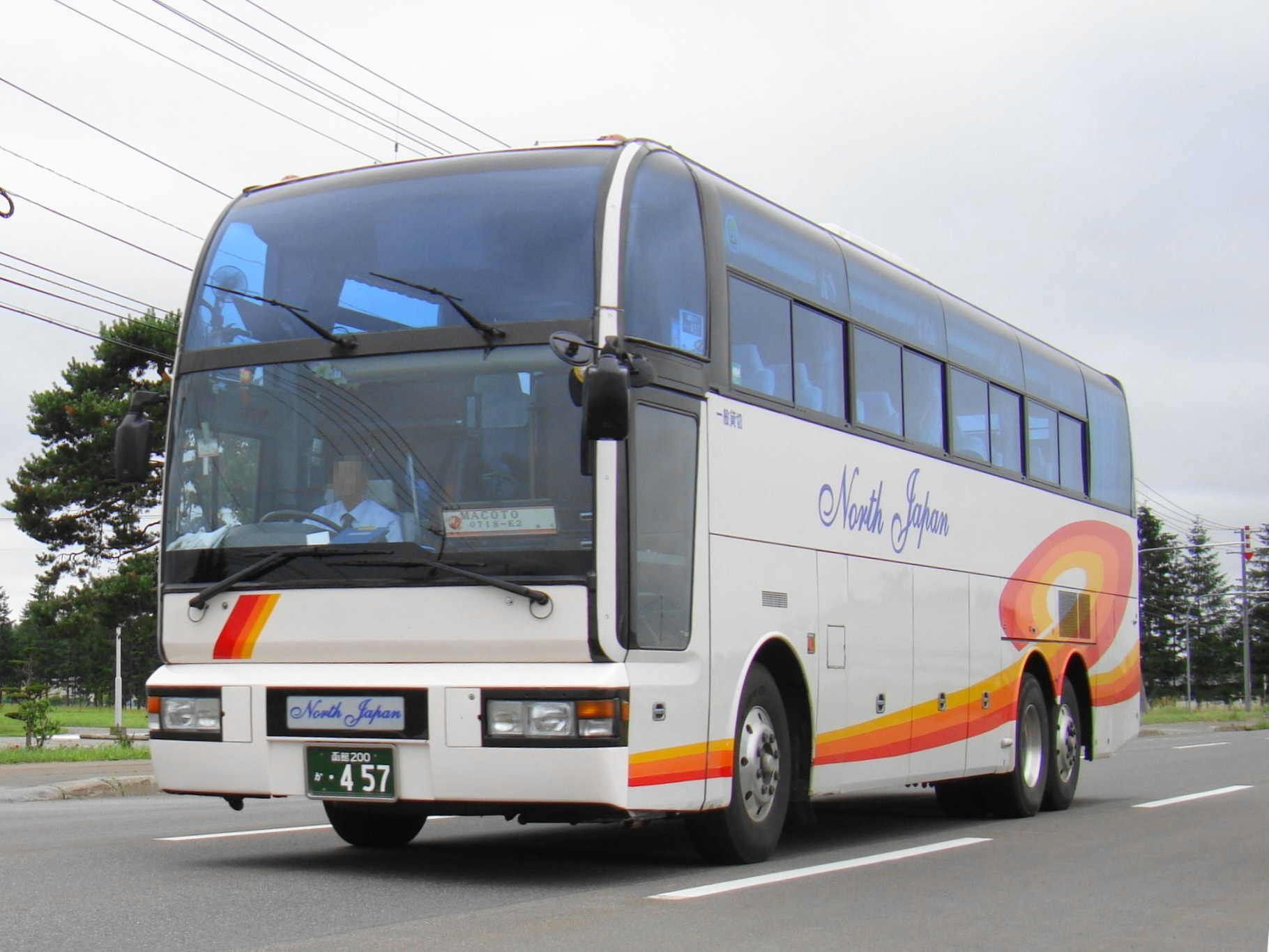
富士重工7S U-RD620UBN ノースジャパン

## スペースドリーム (GA系)

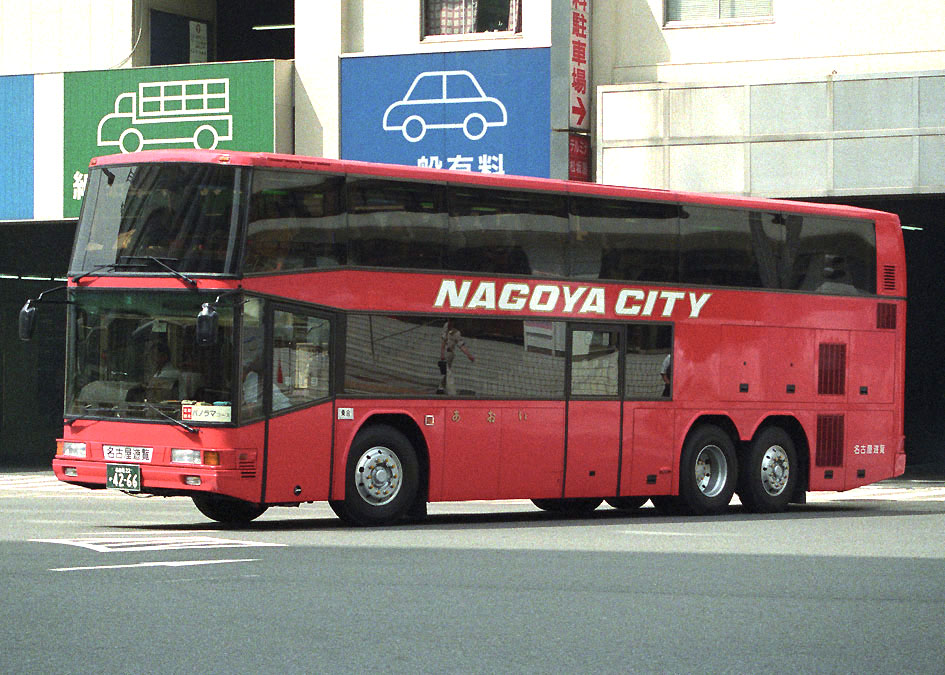
名古屋遊覧バス
P-GA66T　富士重工15型

スペースドリームは、国産初の2階建てバスである。1983年の東京モーターショーで試作車を発表。1984年には試作車の先行販売として横浜市交通局に3台納入、市内定期遊覧バス「ブルーライン」初代車両として使用された。これは、かねてから横浜市交通局では「2階建てバスの運行を予定、導入するのは国産車」という意向を示していたことが作用したとみられる。
1985年より正式販売された。型式はP-GA66Tである。シャーシはDA50T・66Uで実績を得た3軸式で、前輪と後後輪を独立懸架とした。エンジンはRE10型V10無過給・370psを搭載する。
車体は富士重工業が開発・架装した。車体デザインは追って登場したスペースウイングシリーズにも受け継がれている。他の2階建てバスは一般的に2階客室の非常口を後面に設けているのに対し、この車種では右側面に設けられていたのが特徴的である。なお、2016年より製造されている日本向けのバンホール・アストロメガも、最後部にエアコンの機器が位置する関係で非常口が右側面にある。
累計販売台数は試作車を含めても1988年までの4年間にわずか11台で、とても開発コストに見合うものではなかったため、1988年に生産中止となった。販売台数が少数に留まったのは、1980年代前半のブーム時に輸入車でほとんど一巡したことに加え、1985年から1986年には2階建てバスによる事故が多発したことなどでイメージが悪化し、さらに全高3.8mに制限される日本国内では居住性も犠牲になるため、以後は「2階だけバス」とも呼ばれたスーパーハイデッカーに主力が移ったためである。
横浜市営・十王自動車（現：国際十王交通）以外は、各社とも1台だけの導入であった。導入事業者は他に熊本電気鉄道や名古屋遊覧バス、ニュー東京観光自動車などがある。熊本電鉄では熊本駅 - 菊池間の路線バスに運用された。現在はほとんどが売却されている。
なお、1993年から製造されたヨンケーレ・モナコの車体を架装した車両も、メーカー側では「スペースドリーム」として販売しており、これを含めるともう少し販売実績は多いことになる。
また、日産ディーゼルとしてはスペースドリーム登場前に、ネオプラン社製2階建てバスにエンジンを供給して日本に輸入したことがある。大阪・中央交通や京福電気鉄道などに納入された。